# Escultura romànica

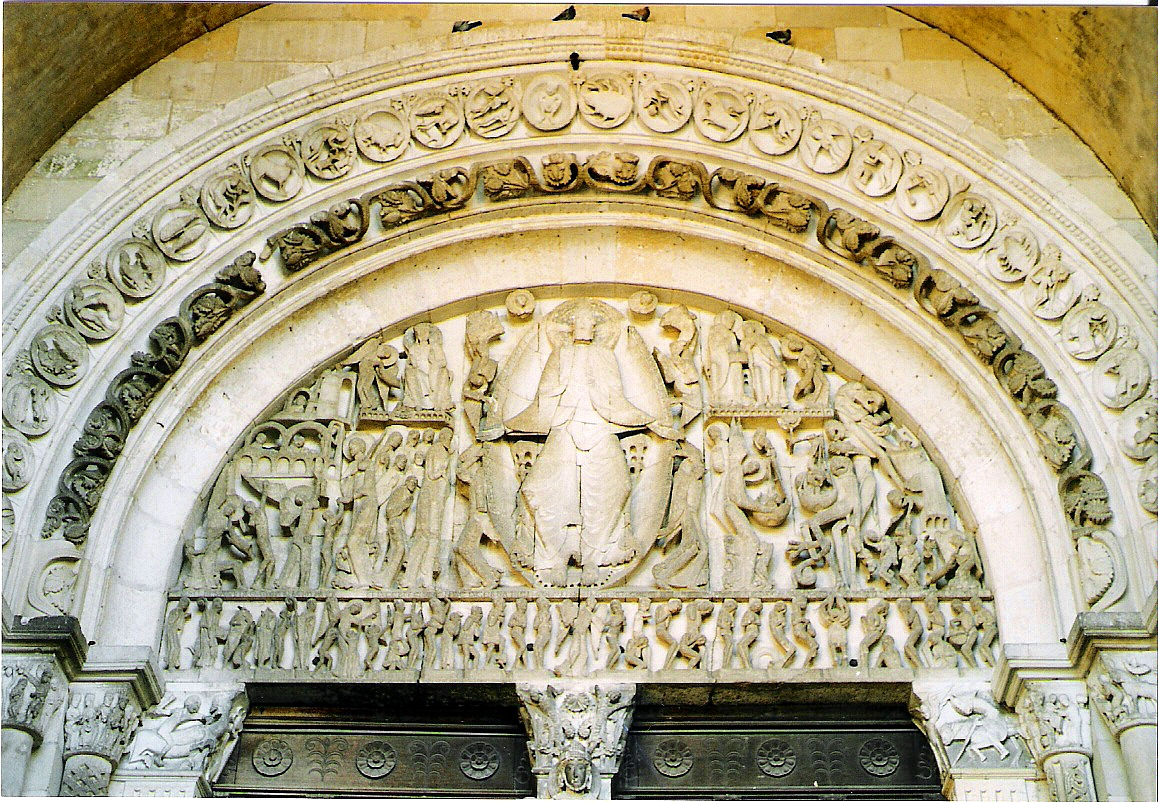
Timpà de la portada de la Catedral de Saint Lazare, a Autun (França).
Judici Final: és una de les escenes per a les eleccions del timpà romànic. Crist entronitzat en el centre d'una màndorla (forma d'ametlla,símbol de la glòria), amb la mà dreta indica els escollits pel Paradís, i amb l'esquerra la sentència als condemnats a l'Infern.

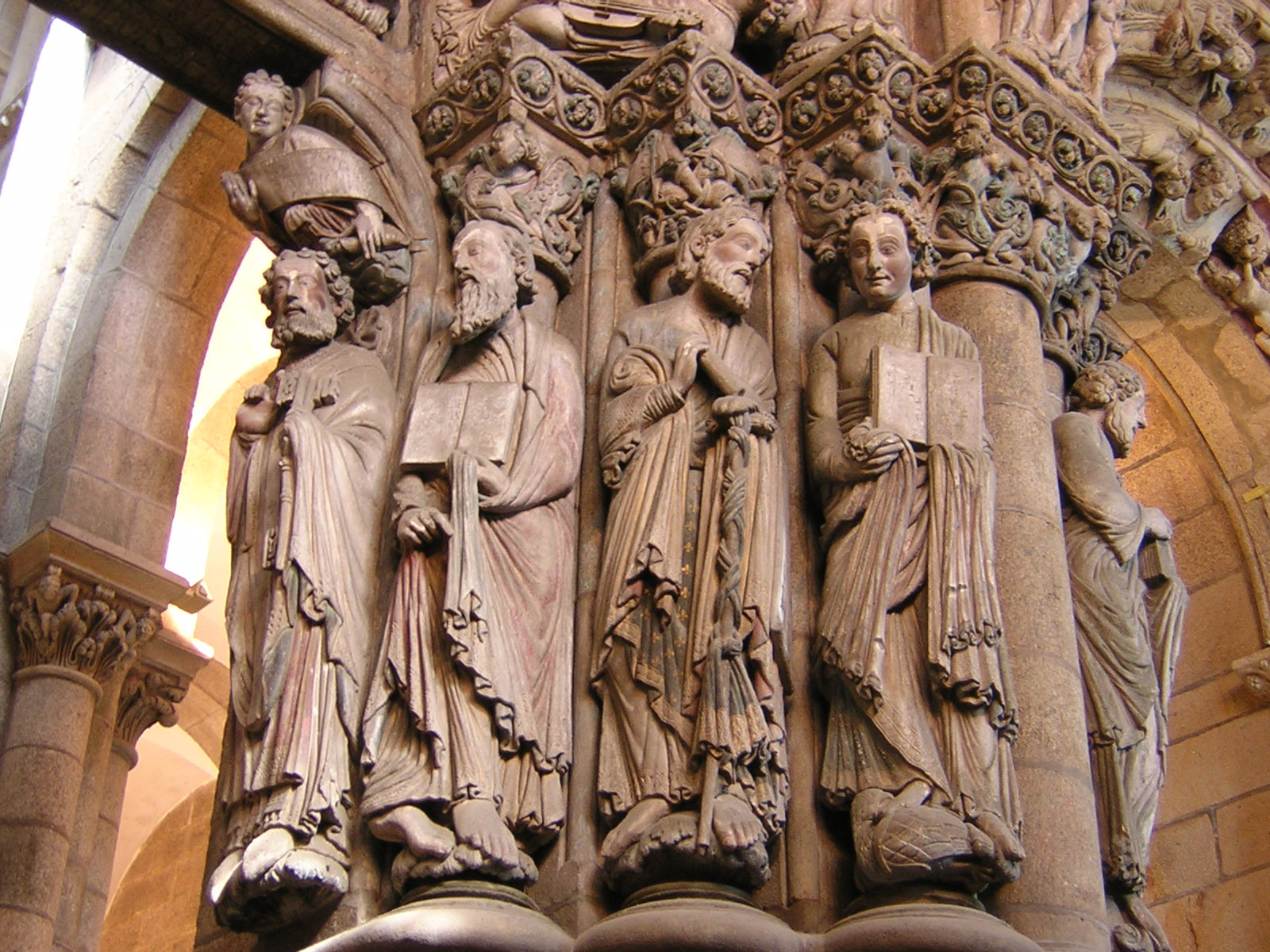
Apòstols sant Pere, sant Pau, Santiago i sant Joan, del pòrtic de la Gloria de la Catedral de Santiago de Compostel·la, del maestro Mateo.

L'escultura romànica s'insereix, en general, dins de les metes artístiques de l'art romànic, inclosa la comunicació entre l'església catòlica i els fidels, el que és el regne de Déu a la terra, el temple. Així, l'escultura va tenir una estreta relació amb l'arquitectura, inserint-se en el seu lloc com un element complementari, i es va dedicar principalment a l'ensenyament de les escenes bíbliques amb relleus de pedra que fossin comprensibles per als creients laics. Aquesta activitat es va desenvolupar entre el segle xi i, en correspondència amb les diferents parts d'Europa, el segle xii o la primera meitat del xiii.
És al romànic, del segle xi, que es fan conèixer les primeres obres d'escultura monumental que es presenten des del segle v, període en què deixen d'existir peces de ple volum (peces tridimensionals) i s'observen un augment de la producció de petita escultura i treballs en metall, desenvolupats durant el període preromànic.
L'empenta del nou factor de producció de l'escultura va ser la ruta de pelegrinatge cap a la Catedral de Santiago de Compostel·la, al llarg del qual es van aixecar noves esglésies sota l'organització de l'Orde de Cluny. Aquests temples van ser construïts en llocs de pas en aquest període de fervor religiós, per acollida espiritual de pelegrins i per l'exposició de relíquies. França i el nord d'Espanya són per tant els llocs on es poden veure els exemples de la primera producció d'escultura romànica aplicada a l'arquitectura. A més a més de la pedra, la fusta va ser un material important per a la construcció d'esglésies, sobretot a la part nord d'Europa. També es va fer servir a les imatges exemptes de devoció o d'altar, que poques vegades es van treballar en pedra. S'utilitzava fusta policromada, de vegades recoberta amb metalls, com bronze o argent, que va ser el material més emprat. Al principi del període romànic, per als teòlegs com Raban Maur, els bons artesans havien d'instruir amb senzillesa i emocionar amb l'expressió vigorosa del seu art. El concepte d'artista no estava definit com a tal sinó que s'anomenava artifex theoricus a qui llegia, entenia i projectava les manifestacions per construir i fer les obres i el artifex practicus, el pictor o el magister operis que era el que treballava amb «art» i en definitiva materialitzava l'obra.

## Terme romànic
L'arqueòleg francès Charles de Gerville va encunyar per primera vegada el terme romànic per referir-se a l'etapa de l'arquitectura que comprenia des de la caiguda de l'Imperi Romà fins al segle xii; el terme ja existia relacionat amb les llengües derivades del llatí (llengües romàniques) i ell ho va utilitzar en una carta de 1818 dirigida al seu amic Arcisse de Caumont, un altre arqueòleg francès que va ser qui ho va difondre en el seu Essai sur l'architecture du moyen âge, particulièrement en Normandie (Assaig sobre l'arquitectura medieval, particularment a Normandia), datat el 1824. Caumon va proposar tres èpoques: una primitiva del segle v al segle x; una tardana del segle x al segle xi i una de transició del segle xii. El 1851 J. Quicherat va dir que si el llatí no podia ser considerat l'única base de les llengües romàniques tampoc l'art romànic podia ser derivat del romà i, per tant, no era una «degeneració» de l'antiguitat clàssica. Encara que realment tampoc deuen deslligar-se completament, ja que també hi va haver d'altres influències, com per exemple l'art paleocristià, el romà d'Orient, el carolingi, l'otonià inclòs l'islàmic, cada regió va mesclar a l'art romànic l'art local anterior. A Noruega, per exemple, es van inspirar en molts elements amb l'art viking. Malgrat tota aquesta varietat de fonts, hi ha tendències comunes que justifiquen l'ús del terme romànic.
Al principi del segle xx, la historiografia de l'art va restringir la cronologia, situant el període romànic des de fins del segle x fins a la introducció del gòtic. Des que es va encunyar el terme romànic com a concepte estilístic sense matisos, els historiadors van cercar una més gran i més descriptiva definició, subdividint el mencionat concepte generalitzat en tres etapes ben definides: primer romànic, romànic ple i tardoromànic. Josep Puig i Cadafalch va denominar primer romànic el desenvolupat a Catalunya durant el segle x.

## Aplicació i temàtica
L'aplicació escultòrica a l'arquitectura es va executar a la part davantera de les façanes, especialment a les portalades dels temples, on el creient rebia el major impacte visual. Es va fer servir el relleu com la millor tècnica per a la narració d'escenes impressionants, on el volum ajudava a crear una sensació més gran de realisme que les simples superfícies pintades. Amb aquest fi, el timpà, de semicercle sobre l'entrada, va tenir un paper molt important, i va ser on es van representar escenes com la Visió de l'Apocalipsi o del Judici Final. També es van esculpir escenes a les arquivoltes dels arcs que emmarcaven la porta i l'aprofundien, i als permòdols o puntes de les bigues sota el ràfec. Aquestes escenes, dintre de l'esperit del concepte de Déu venjatiu present a l'Antic Testament. Es van omplir no només de figures bíbliques com ara els evangelistes, apòstols i àngels, sinó amb sèries de criatures monstruoses, que marcaven la memòria de qui les havia vistes: dimonis i criatures compostes de cossos desproporcionats i horribles que donaven temor de la tortura de l'Infern.

Segons Henri Focillon, a la fi del segle x a Europa hi va haver un retorn a una profunda religiositat, causada parcialment per la por de la profecia anunciada per sant Joan en el seu llibre de l'Apocalipsi, amb una suposada fi del món. Així, Focillon va destacar la repercussió que va tenir aquesta circumstància a la creació d'una iconografia apocalíptica, on les escenes escultòriques s'adaptaven a l'espai de l'arquitectura, proposant la seva Llei d'Adaptació al Marc a un esquema geomètric senzill i dins d'uns espais preconcebuts per fer-ho.

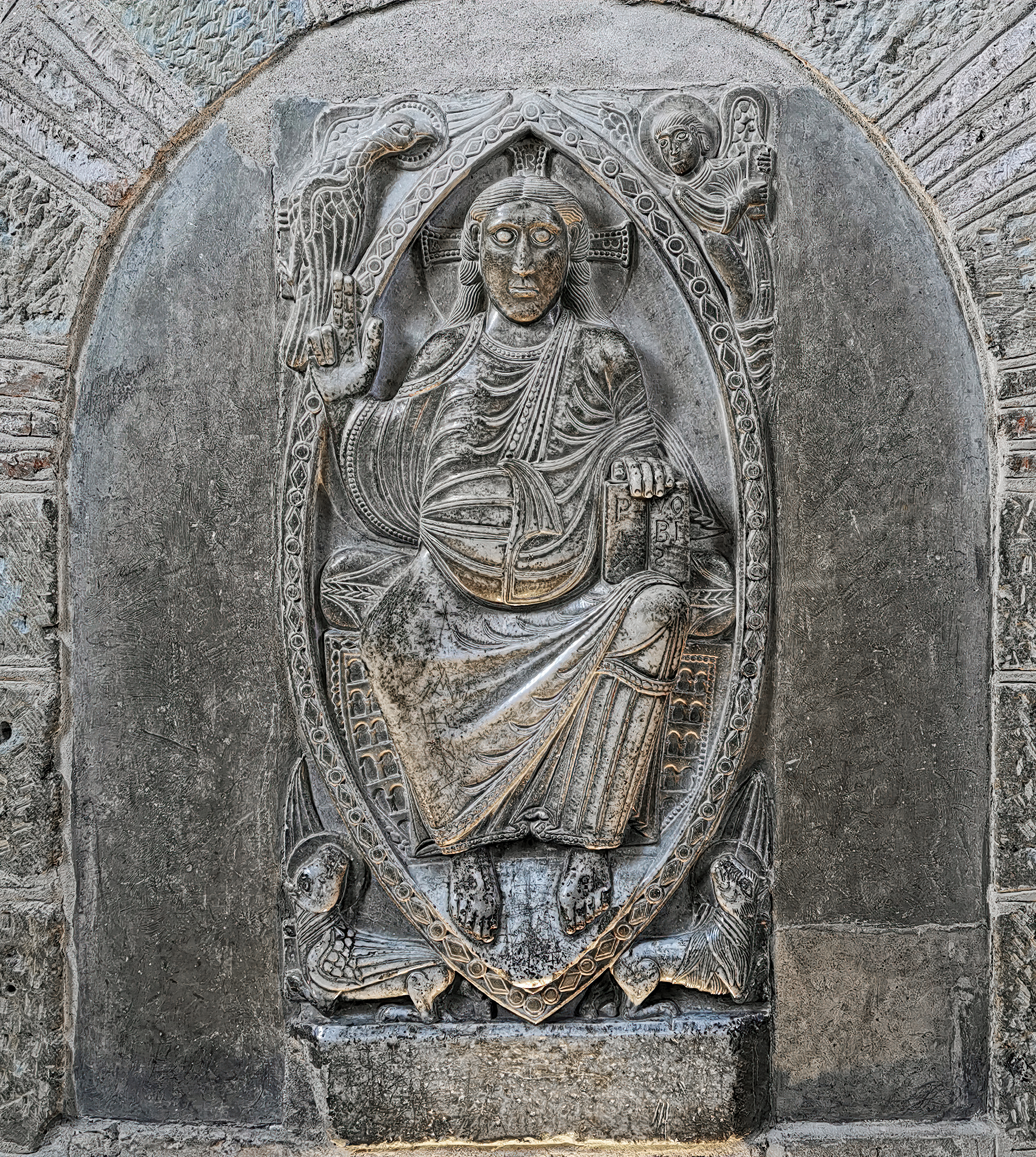
Maiestas Domini (1094–1096), d'inspiració carolingia al deambulatori de la Basílica de Sant Serni.

 La imatge més freqüent és la de Crist completament frontal que es mostra assegut en un tron (Maiestas Domini) per jutjar als homes, dintre d'una aurèola ametllada (màndorla) que significa la Glòria; els peus acostumen a reposar sobre una semiesfera que representa la Terra, la mà dreta aixecada per beneir, manifesta, el seu poder (Dextera Domini) mentre la mà esquerra sosté el Llibre de la Vida que dona testimoni de la seva naturalesa. Normalment es troba envoltat pel Tetramorf, és a dir els símbols dels Quatre Evangelistes i en alguns casos dels vint-i-quatre ancians de l'Apocalipsi. Es representa també la psicostàsia o pesatge de les ànimes per escollir els elegits que gaudiran de Déu eternament o els condemnats a l'Infern.
Pel que fa al mode de representació, l'objectiu no era mostrar la realitat visible, però sí l'invisible i intocable, aprofitant gran part de la mímica de les figures com un mitjà de comunicació. L'objectiu principal no era el tractament volumètric, sinó el valor simbòlic de les figures i el contingut del seu missatge. La proporció entre les figures era un altre factor secundari, es feien les dimensions depenent més d'unaperspectiva jeràrquica o de l'espai disponible per a fer el relleu, més que guardant la relació que les figures posseïen entre si. Els cossos eren prims, els gestos expressius, i els diferents elements del relleu s'adaptaven a l'espai arquitectònic, i fins i tot quasi s'amuntegaven per tal d'encaixar en petits espais.
També a l'interior de l'església s'exposaven alguns relleus d'escultura als arcs cecs (arcs en relleu, adossats a la paret), sobretot als capitells de les columnes, on la llibertat imaginativa i la profusió de figures fantàstiques es va portar al màxim al tema burlesc. Els capitells van començar per representar una decoració d'inspiració clàssica amb temes de vegetació o dibuixos geomètrics amb multitud d'animals fantàstics, per passar després al figuratiu, amb escenes de l'antiguitat, la Bíblia i temes profans, que podien estar parats al llarg d'un cicle al deambulatori i al claustre. Un dels punts culminants de l'escultura romànica interior dels temples, era la imatge de Crist crucificat en majestat fet de fusta amb una intensa policromia i col·locat sobre l'altar.
L'escultura petita existia també, però en nombre reduït, realitzada en ivori o fusta, i podia estar coberta d'or o d'argent (crucifixos i petites imatges). L'obra en bronze va ser d'especial importància a les peces litúrgiques, les portes de les esglésies, piques baptismals i làpides de tombes. Per a la part superior de les tombes, una nova tipologia es va anar estenent des del nord de França a mitjan segle xii: l'aplicació de la figura del difunt sobre el taüt en posició jacent. Una de les primeres tombes amb l'efígie del difunt amb caràcter romànic va ser la de l'abat Isarn (1048) de l'abadia de Sant Víctor de Marsella.

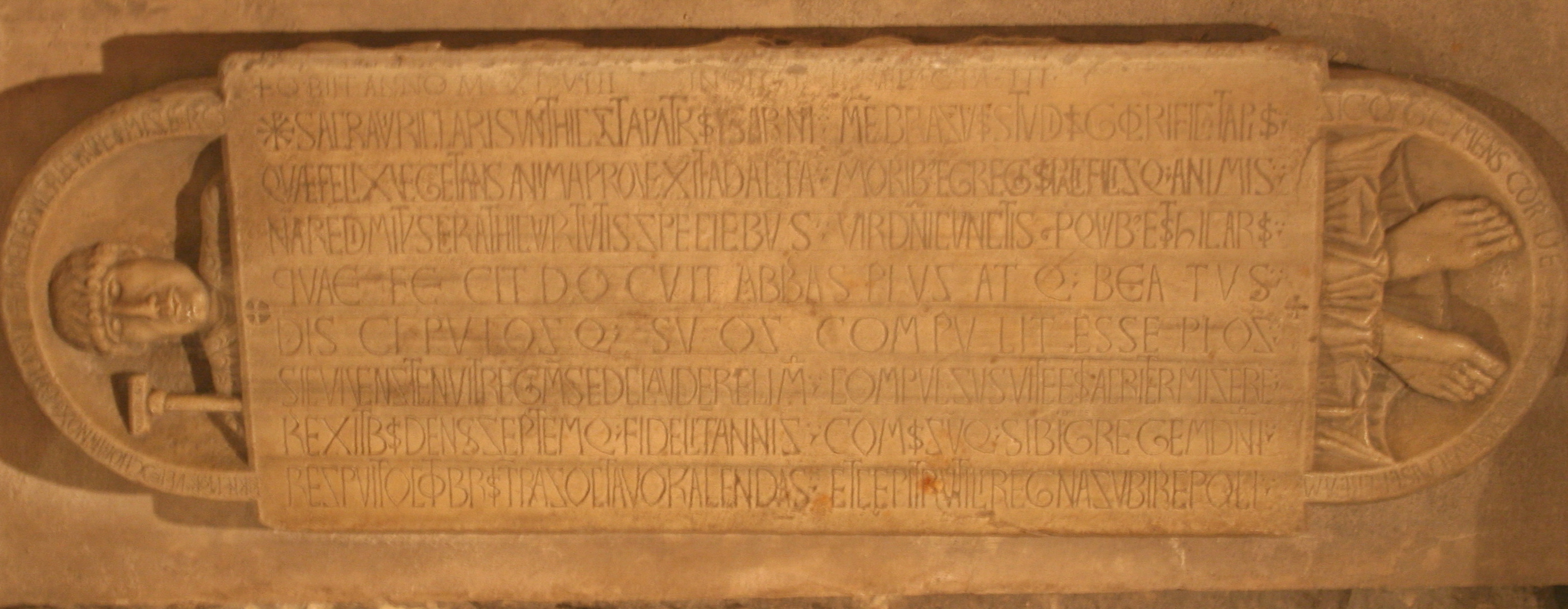
Làpida funeraria de l'abat Isarn de l'abadia de Sant Víctor de Marsella.

### Tècnica
L'aprenentatge tècnic de les arts a l'època romànica era pel mitjà pràctic i a través principalment de la comunicació oral entre mestres i aprenents. Tanmateix, es troben alguns manuscrits de tractats, com un conservat a la Biblioteca capitular de Lucca, d'autor anònim i conegut amb el títol de Compositiones ad tingenda musiva et alia, segurament basant-se en aquest text es va redactar amb més ampliacions, l'anomenat Mappae Clavícula. Adjudicat a un cert Heraclio, és el tractat per a la consecució de colors per a pintura sobre tela. Per a la realització de miniatures, el manuscrit era De coloribus et artibus Romanorum. El monjo Teòfil (c.1100) va escriure un tractat de les arts anomenat Schedula diversarum artium en el qual indica i dona consells per a la fabricació de tota mena d'objectes en metal·lúrgia.

## Façanes

### Llindes
En general com a punt de partida d'aquesta escultura monumental es pren una de les primeres decoracions a les façanes franceses, una llinda del monestir de Sant Genís de Fontanes, datada el 1020 segons la inscripció en llatí medieval visible en una banda. La talla és feta amb bisell, bàsicament en dos plans, s'hi inicia la tècnica dels plecs repassats: cada plec dels vestits està lleugerament en relleu sobre el següent. Està emmarcada tot al volt per una sanefa de palmetes. En la part central, al mig, hi ha un Maiestas Domini beneint a l'interior d'una màndorla que és portada per uns àngels agenollats. A banda i banda hi ha sèries de tres apòstols emmarcats per arcades de ferradura.
- Llinda del monestir de Sant Genís de Fontanes.
- Llinda de Sant Andreu de Sureda.
- Llinda d'Eva per Gislebertus, a la catedral d'Autun.

És semblant a la llinda de Sant Andreu de Sureda, la qual presenta al centre, el Crist ressuscitat (amb un nimbe que conté una creu), envoltada per una màndorla amb les lletres Alfa i Omega. A ambdós costats del Crist es troben uns serafins sostenint la màndorla i uns àngels amb tres parells d'ales. També hi ha dos personatges (quatre en total) la identitat dels quals es desconeix (potser són els evangelistes o uns apòstols). La llinda és de marbre blanc i els personatges estan envoltats d'una sanefa amb motius orientals.
Abans de realitzar el gran timpà del portal oest de la catedral d'Autun (c.1130),  Gislebertus va esculpir la llinda per al portal lateral representant Eva ajaguda i amb el tronc girat cap a l'espectador, que constitueix una de les escultures romàniques més suggeridores, ja que l'actitud és completament inusual per a l'època, provocant la transformació de l'escena del pecat original en un joc sensual.

### Timpans

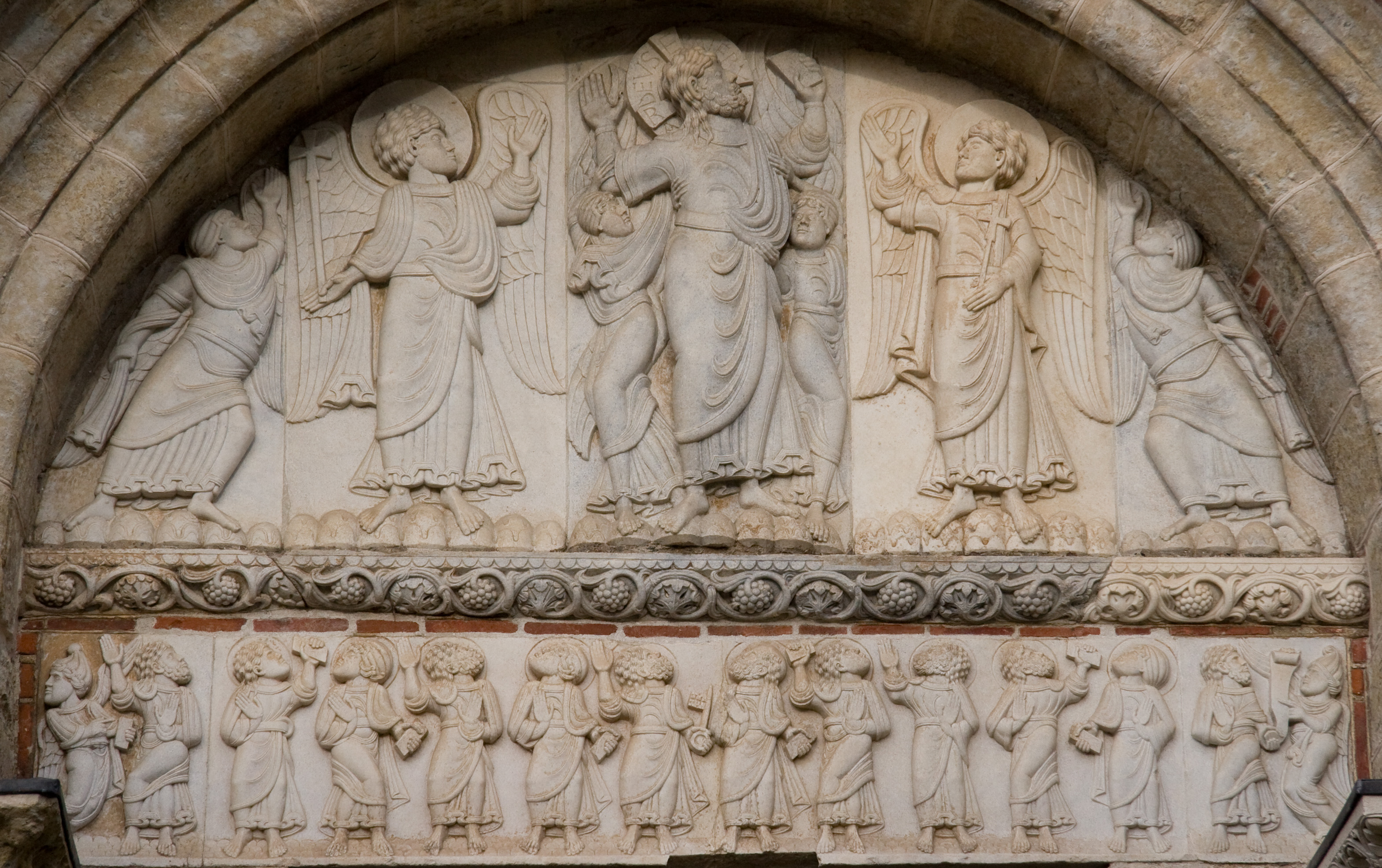
Timpà de la porta Miegeville de Basílica de Sant Serni

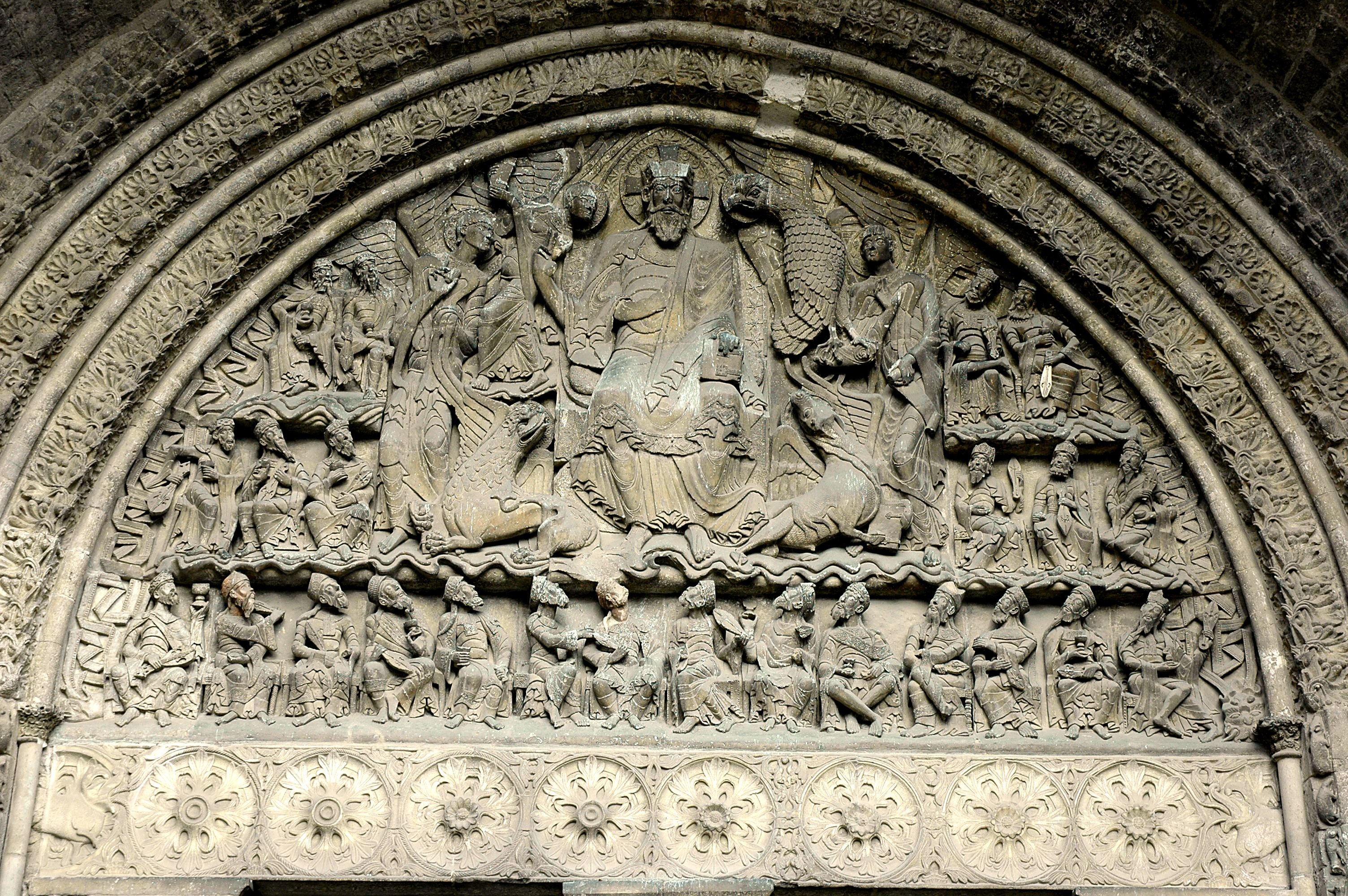
Timpà de l'abadia de Moissac

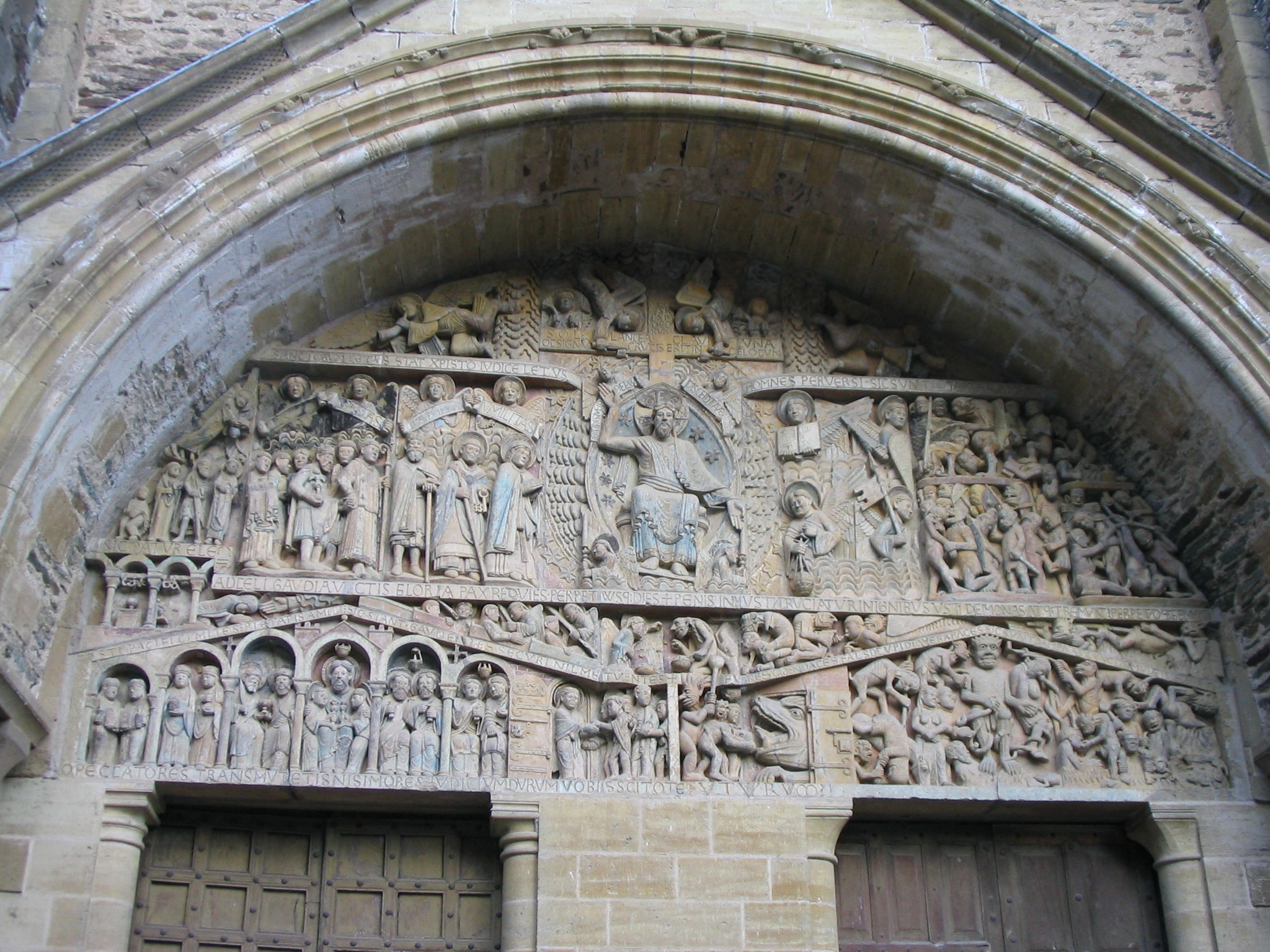
Timpà de Santa Fe de Conques

Els començaments del desenvolupament de les grans portalades van ser lents i modests, com que s'havia de superar la bona entesa entre els dos gremis participants, els artistes tallistes i els mestres d'obra. El centre principal a les dues últimes dècades del segle xi va estar localitzat principalment a Tolosa de Llenguadoc. El taller més important de Tolosa prop de 1090, va estar dirigit per Bernard Gilduin i entre els seus treballs hi ha uns relleus en marbre al deambulatori de la Basílica de Sant Serni, entre ells un Maiestas Domini. La seva evolució dins de la talla, s'aprecia a la porta coneguda amb el nom de Porte de Miégeville (1100–1118), per a la mateixa església, on al Timpà es representa l'Ascensió de Crist amb representacions als dos laterals del costat del portal a mida natural de sant Pere i sant Jaume. Durant aquesta etapa, els treballadors de Tolosa van haver de traslladar-se a l'església de Santiago de Compostel·la, perquè hi ha indicis de treballs similars, als pòrtics dels creuers d'aquest temple. També es troben escultures amb estil semblant als pòrtics de Sant Isidor de Lleó i la catedral de Jaca, podent-se anomenar aquesta sèrie d'obres com a «escultura de pelegrinatge».
Una altra església de pelegrinatge del Llenguadoc amb un colossal timpà va ser Santa Fe de Conques, amb la representació del Judici final (c. 1135). Les figures tenen la mateixa forma estilitzada que les del timpà de l'Apocalipsi de l'Abadia de Moissac, construïda entre 1100 i 1125. Aquesta abadia va ser una entre el gran nombre que van continuar les pautes artístiques del cenobi de Saint Pierre de Cluny a Borgonya, el seu timpà està caracteritzat per una escultura molt expressiva, amb el Crist que domina en posició frontal tota la representació, que encara que la disposició general respecti la simetria, els personatges tenen posicions asimètriques. Els detalls en els vestits i ornaments estan tractats amb un gran mestratge que produeix efectes de naturalisme. Encara que no queden restes del timpà occidental de Cluny, els pòrtics d'Autun realitzats per Gislebertus i de l'Abadia de Vézelay per un mestre anònim, fan mostra evident de les grans obres romàniques realitzades a França.

El romànic de Castella i Lleó és ric en portalades artístiques, historiades o amb ornamentació geomètrica i vegetal, començant per les que es consideren com les més antigues: la portada del Cordero i la portada del Perdón, totes dues a la col·legiata de Sant Isidor de Lleó. El timpà del Cordero és el primer conegut del Regne de Lleó, contenint diverses escenes escultòriques, està datat cap a l'any 1100. Es representa el Sacrifici d'Isaac amb l'anyell místic subjectat per dos àngels i a ambdós costats d'altres dos àngels portadors dels símbols de la Passió de Jesús. A la dreta es veu a Sara a la porta i dos servents que va prendre Abraham, un muntat a cavall i un altre que es descalça perquè trepitjarà un lloc sagrat. Abraham, també descalç sent la veu que arriba des del cel, simbolitzada en la Dextera Domini. Al costat esquerre es troben d'altres dues figures del Gènesi: Ismael amb un arc i la seva mare Agar: 
| «                | I Déu estava amb el noi; i va créixer, i va habitar al desert, i va ser tirador d'arc | » |
| — (Gènesi 21:20) |                                                                                       |   |

 Aquestes representacions dels personatges d'Ismael amb Agar només es donen en la península Ibèrica del segle xi.
|  |  |

L'altre timpà del Perdón d'aquesta basílica mostra tres relleus amb les escenes de l'Ascensió on Crist és ajudat per dos apòstols quan ascendeix als cels, en el centre el Descendiment és tractat amb un gran realisme i a la dreta està la Resurrecció amb el sepulcre de Crist buit, guardat per un àngel i amb les tres Marias. Aquests temes realitzats pel maestro Esteban, van ser molt estesos pels escultors del Camí de Sant Jaume que al seu retorn ho van portar a França.

A Santo Domingo de Sòria es troba un dels més originals timpans, quatre arquivoltes de dovelles llaurades coronen el frontó en què s'observa a la part central el pantocràtor, amb la màndorla oval i els quatre evangelistes (tetramorf), a més de Josep i Maria completant l'escena. La singularitat d'aquest pantocràtor, és que és un dels cinc únics exemples en el món (tots a la península Ibèrica) de la iconografia romànica anomenada trinitat paternitas, és a dir està representat Déu Pare amb Crist assegut sobre seu.

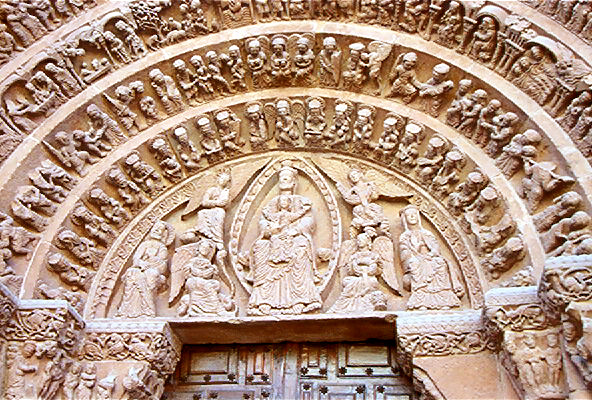
Timpá de Santo Domingo de Sòria

 Els arcs descarreguen sobre artístics capitells suportats per columnes adossades que, al seu torn, descansen en un banc corregut. En els capitells s'hi representen escenes de l'Antic Testament, des de la gènesi de la Terra i els astres que poblen l'univers, fins a la creació d'Adam d'una figura de fang i la d'Eva d'una costella d'aquest. A l'arquivolta interior es representen els vint-i-quatre ancians de l'Apocalipsi (dos per dovella), tots ells portant diversos instruments musicals en actituds de beatífica serenitat. La segona arquivolta escenifica la matança dels sants innocents, el responsable dels quals, Herodes, és aconsellat a cau d'orella per un dimoni amb ales. La tercera arquivolta exhibeix una successió d'esdeveniments evangèlics, com l'Assumpció, la Visitació, l'Anunciació, el Naixement de Jesús i l'Adoració dels Mags, etc. Per fi, l'última arquivolta conté episodis de la Passió i de la Resurrecció. La façana de Nostra Senyora de Poitiers va servir possiblement de model per a la de Santo Domingo i és possible que fossin mestres de Poitiers els que intervingueren en la seva realització. El cert és que aquest frontis, la portada del qual es troba magníficament conservada per haver disposat fins i tot fa poc d'una teulada, representa un dels majors assoliments del romànic espanyol.

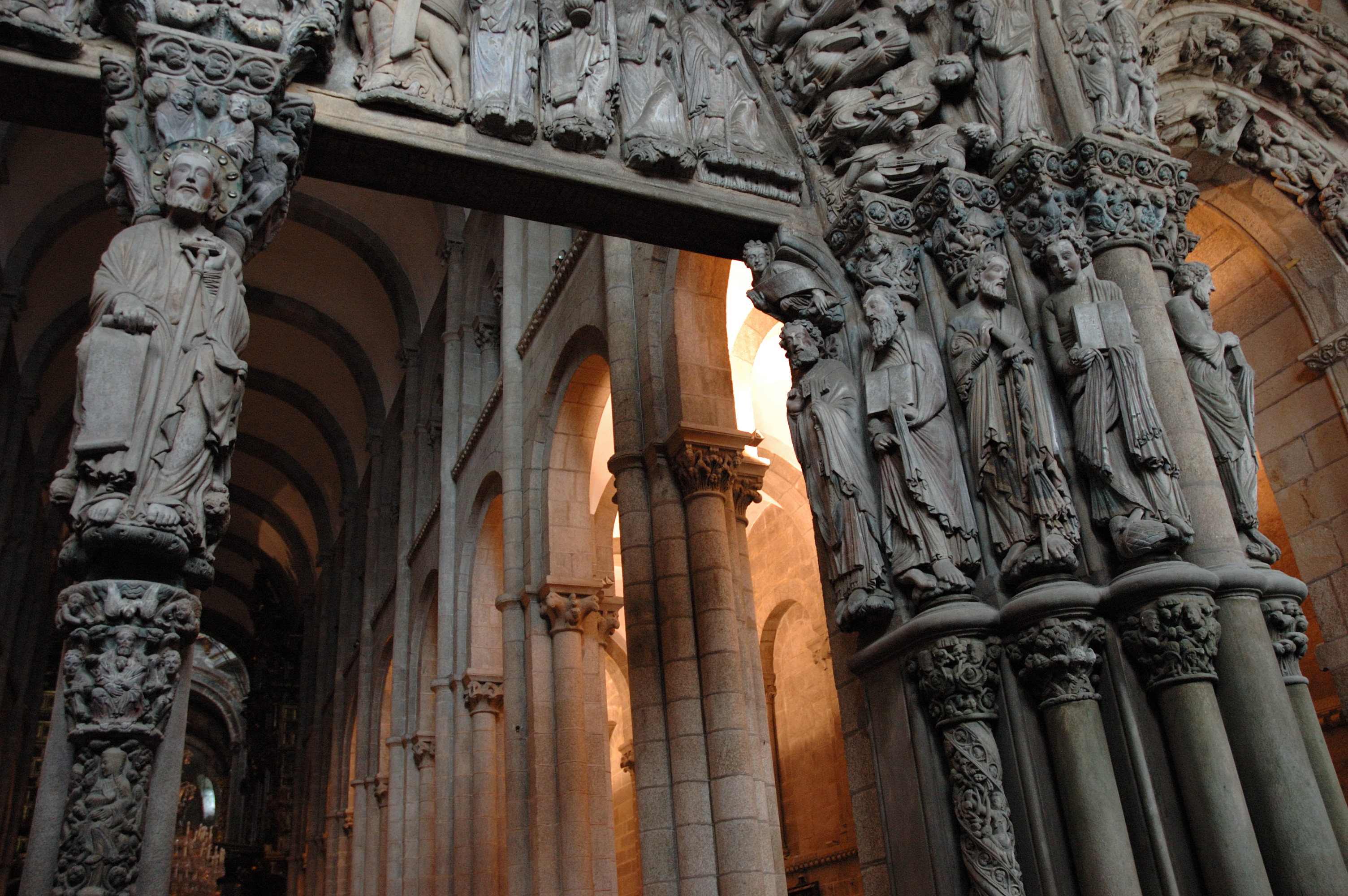
Pòrtic de la Glòria a la catedral de Santiago de Compostel·la

L'escultura romànica tardana es veu al pòrtic i timpà de la Glòria de la catedral de Santiago de Compostel·la on el tractament a la figura humana és molt menys rígid i amb un estil de transició del romànic al gòtic. Tot el pòrtic està ple d'imatges per l'horror vacui (es troben dues-centes escultures). L'obra va ser realitzada pel maestro Mateo i està presidit per la Maiestas Domini acompanyada pel tetramorf i envoltada pels ancians de l'Apocalipsi. Al mainell hi ha una imatge de l'apòstol sant Jaume i fent de fust de les columnes es troben la resta de profetes i apòstols. L'autor signà l'obra: «L'any 1188 de l'Encarnació del Senyor el mestre Mateo ha dirigit l'obra des del començament».
A Itàlia, es van desenvolupar diverses escoles en què la influència de l'antiga Roma estava molt marcada. Una obra de finals del segle xi va ser la càtedra de marbre, de l'església de Sant Nicolau de Bari (Bari), inspirada en models d'obres romanes. Aquesta càtedra forma part d'una sèrie que es pot trobar per la Campània, on diversos artistes es dedicaven a la decoració dels pòrtics o elements interiors de les esglésies. Aquestes càtedres o setials estaven en general recolzats sobre figures d'atlants humans, elefants o lleons i és normal trobar aquests mateixos suports sota les columnes dels pòrtics, aquests pòrtics van anar evolucionant fins a adquirir més grans dimensions fins a convertir-se en atris grans com a la catedral de Mòdena.

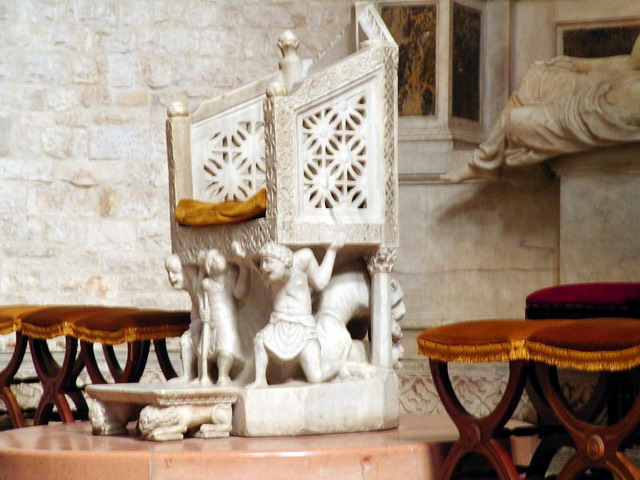
Càtedra del bisbe (c.1098) a Sant Nicolau de Bari
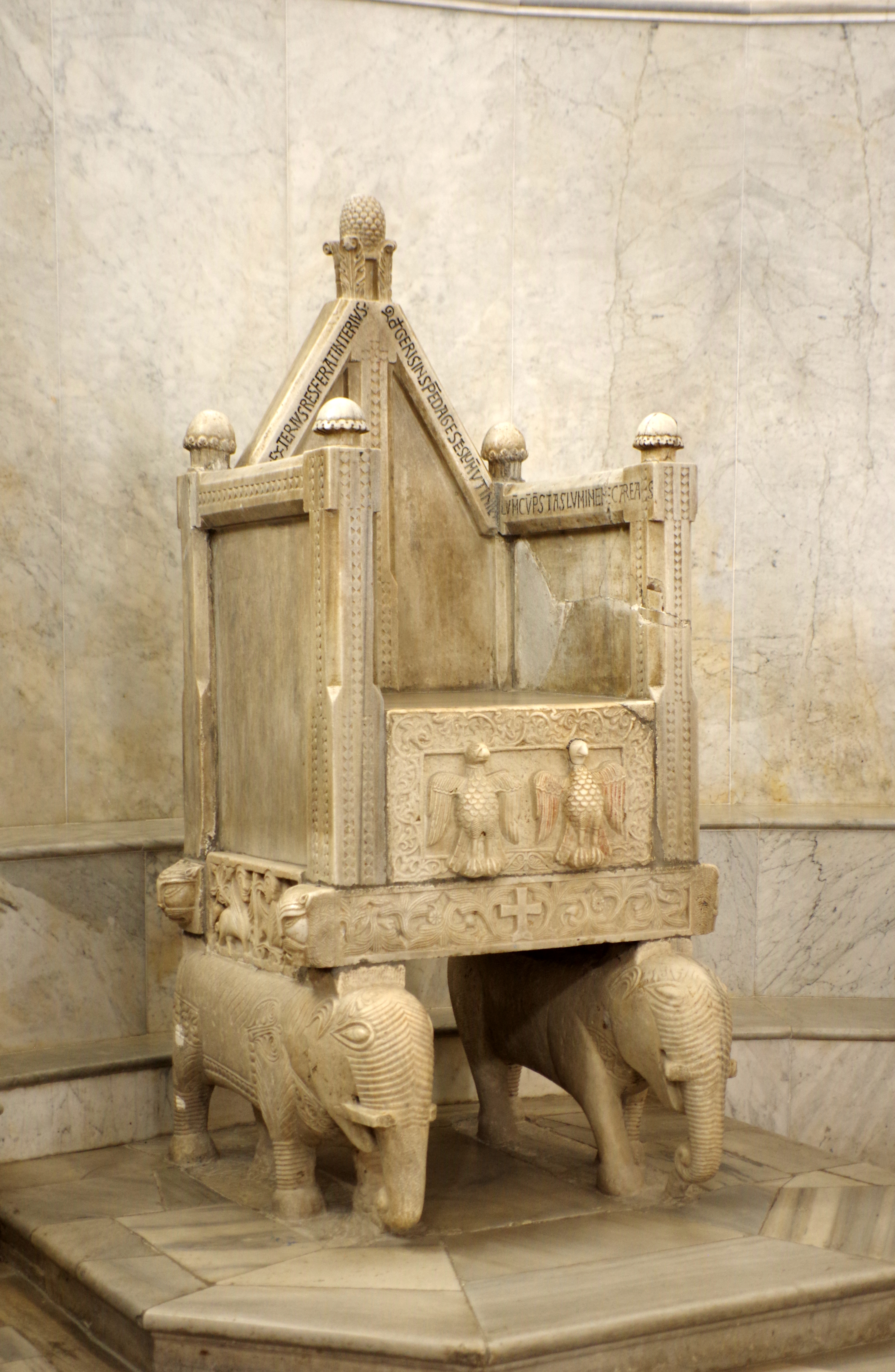
Càtedra de San Sabino
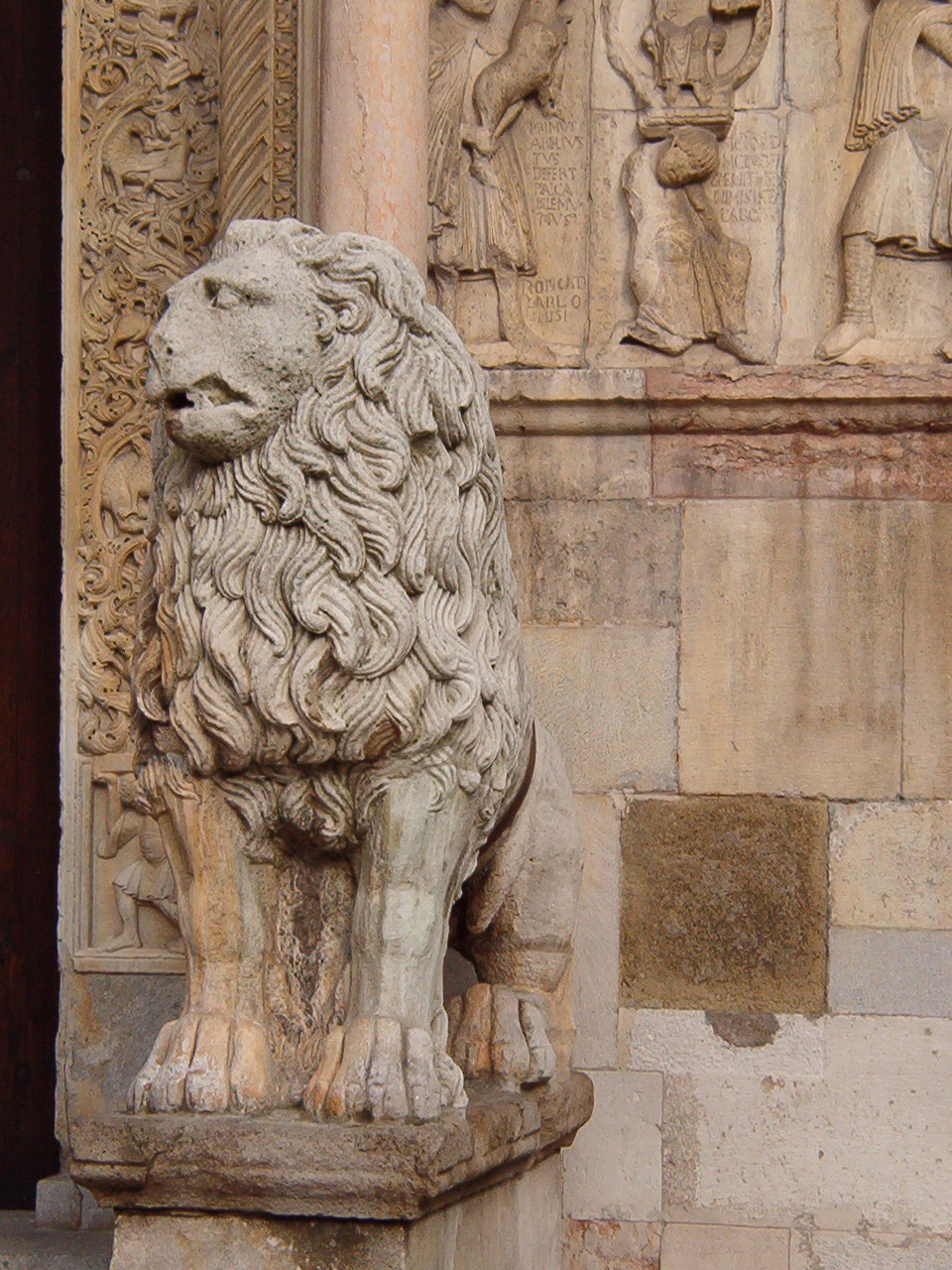
Lleó a l'entrada de la catedral de Mòdena
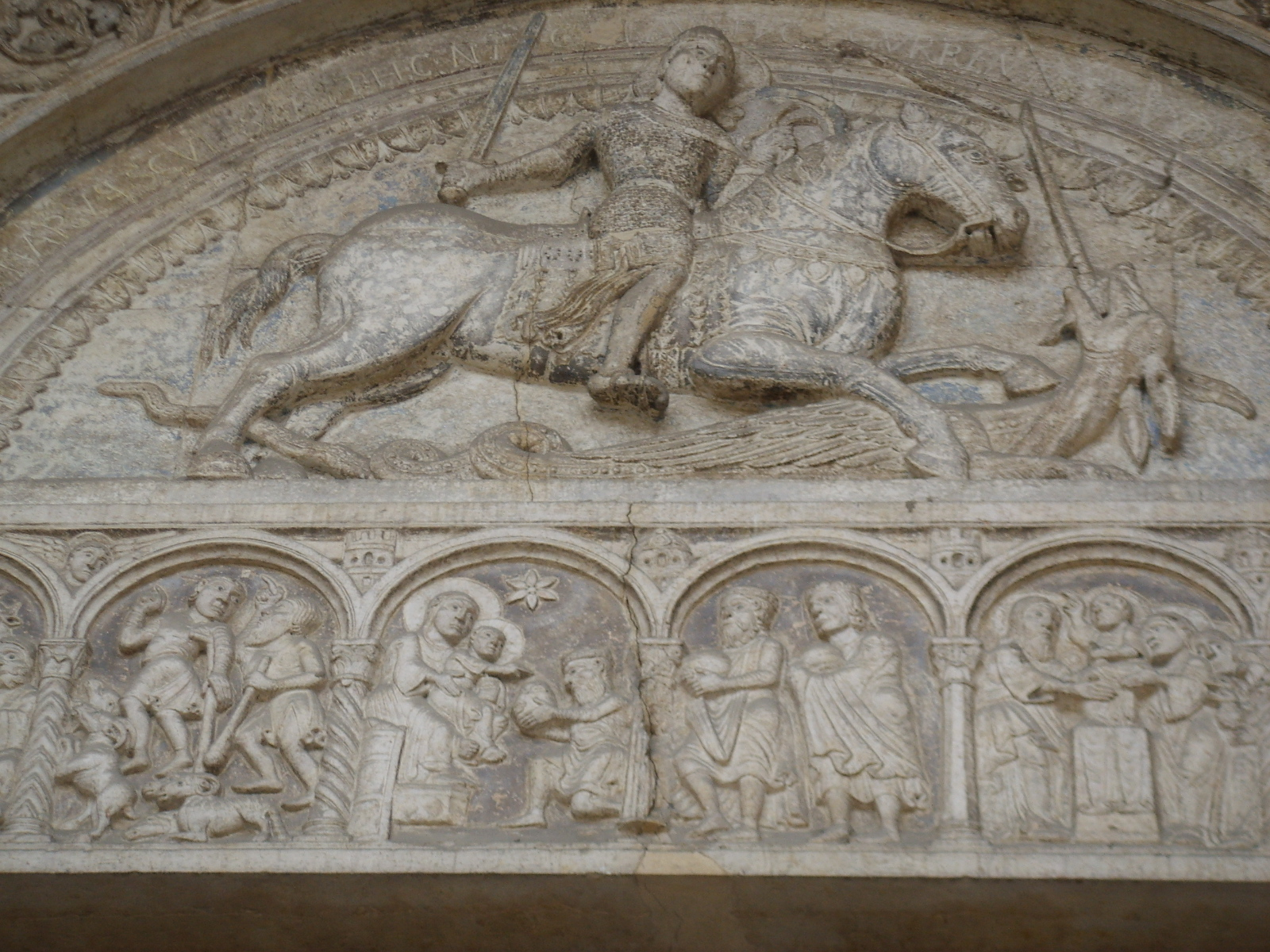
Detall del timpà a Ferrara per Niccoló

Dos grans escultors romànics italians van destacar Wiligelmo i Niccolò el primer a l'anomenada escola de l'Emília, va ser un escultor molt expressiu amb gran influència de l'antiguitat, va treballar en la catedral de Mòdena, les seves últimes figures tallades als brancals de les portes ja es trobaven a un pas del nou art gòtic. Niccoló realitzava uns modelatges de figura més suaus i encara que va treballar en diversos llocs, les seves obres més reeixides es troben a Ferrara i a Verona.
De totes les escoles italianes la més influent va ser la de Llombardia, que es va caracteritzar per l'exuberant decoració dels pòrtics, arribant a cobrir façanes senceres com la de Sant Miquel de Pavia, mesclant ornaments vegetals, animals, monstres i temes religiosos. A la Toscana el mestre Gulielmo va treballar a Pisa amb un estil relacionat amb l'escola de Provença. A les seves façanes, els pòrtics estan flanquejats per estàtues situades en fornícules a l'estil romà i les llindes es transformen en frisos continus per tota la façana. Aquesta escola va realitzar arquivoltes molt ornamentades tallades en forma radial.
Aquest mètode va ser adoptat ràpidament a Anglaterra, on les dovelles radials es van convertir en una mena favorita d'adornar els arcs, sistema que van continuar realitzant durant tot el segle xii. Les fonts de l'escultura romànica anglesa van ser de Llombardia i de l'oest de França, però amb les tradicions locals amb els estils zoomorfs vikings, en general l'escultura no hi va ser monumental, sinó realitzada amb petits detalls.

### Façanes de triomf

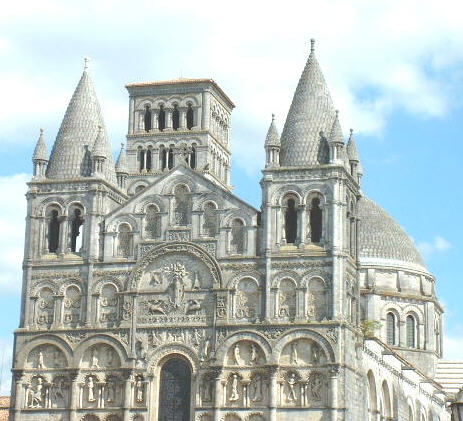
Façana de la catedral d'Angulema

Les anomenades portades esculpides són les que es presenten com un arc de triomf amb composicions lineals cobrint tota l'entrada. Poc després de 1100, estimulats pel redescobriment de l'antiguitat, l'escultura romànica del nord-oest d'Espanya, de Tolosa de Llenguadoc i del nord d'Itàlia, els escultors aconsegueixen la conquesta de la façana per convertir-la en una gran exhibició d'escultura monumental en diferents formes. Un exemple especialment vistós, malgrat les nombroses restauracions que ha tingut des de l'edat mitjana, és la façana de la catedral d'Angulema, que reprodueix una visió escatològica distribuïda a tot el front.
El front de l'abadia de Sant Geli pot ser considerat un veritable «llibre de pedra», dirigit als fidels, sovint analfabets, a l'època a la qual es va construir. Feta per monjos de l'abadia entre 1120 i 1160, la façana continua sent una reconeguda obra mestra de l'art romànic de la Provença. La decoració de la façana està formada per tres portades, la central més gran que les laterals. El portal esquerre presenta una Adoració dels Mags al timpà i l'Entrada a Jerusalem a la llinda. El portal central té representat un Crist en Majestat al timpà; al fris inferior, que s'estén pels murs laterals, entre les portes, hom troba diverses escenes relatives a la Passió. El portal dret té una Crucifixió al timpà, i a sota diverses escenes relatives a episodis posteriors a la Resurrecció de Crist (Noli me tangere, Santes dones al sepulcre, Aparició als apòstols…) Entre les tres portes se situen una sèrie de columnes recuperades d'època romana, i entre elles, diverses figures de grans dimensions: Sant Miquel, Els dotze apòstols i la Lluita d'àngels i dimonis. A la part inferior, a tocar de terra, hi ha personatges de l'Antic Testament, a més d'escenes no religioses. Els elements arquitectònics de decoració estan inspirats a l'art antic: capitells corintis, base acanalada, ovals i centaures.
|  |  |

L'observació de l'antiguitat s'uneix a la iconografia romànica visionària a la portalada occidental de l'església de Sant Tròfim d'Arles, que, enfront de la façana de l'església, combina el tema de la visió apocalíptica amb la del Judici Final, i l'estructura arquitectural dona gran relleu als arquitraus i al fris, com també a la columnata que serveix de marc per a les grans estàtues. El portal de Sant Tròfim d'Arles es desenvolupa en estil romànic al voltant del 1190 i s'hi aprecia el curs seguit pels escultors a la recerca d'una representació monumental de la façana triomfal. Amb la magnífica façana de l'abadia de Sant Geli, n'és una de les millors col·leccions d'art romànic tallat a la Provença. El porxo inclou una varietat d'elements decoratius: pilastres estriades, capitells amb fulles d'acant, frisos grecs, tires de fulles de palmera, baixos relleus adornats amb volutes. L'ordre del portal s'inspira a l'art antic, i evoca un veritable arc de triomf romà que s'obre a l'abadia. La influència de l'art antic, especialment la de sarcòfags  paleocristians, es troba a l'estil de figures i motius florals de la decoració. Els motius decoratius determinen temes relacionats amb l'Antic Testament, així com les bèsties salvatges i criatures malignes que s'associen als dos patrons de la catedral: sant Esteve i sant Tròfim. L'estructura general és similar a la de Sant Geli, però aquí s'ha reduït a una única porta.

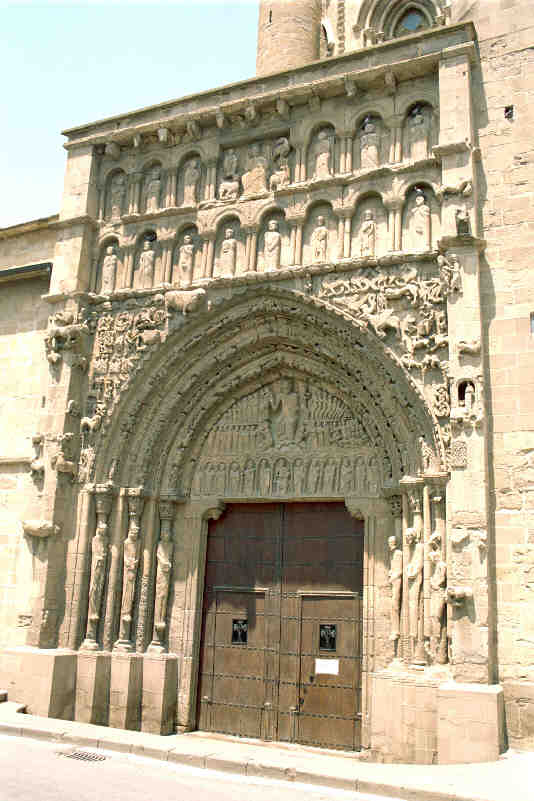
Portada de Santa Maria la Real de Zangoza

Les columnes-estàtues al portal de Santa María la Real de Zangoza, constitueixen una de les obres més interessants i complexes de l'art medieval navarrès, a més a més de representacions religioses, hi ha múltiples relleus de gran simbolisme. Han estat considerades com inspirades a l'escultura de Chartres, sigui directa o pel mitjà del corrent de l'escola de Borgonya, per les seves proporcions allargades i la verticalitat dels estrets plecs de les vestimentes.

El pòrtic de Santa Maria de Ripoll, és una façana realitzada com un arc de triomf romà i té una gran profusió decorativa amb escenes de l'Antic Testament, treballades per escultors anònims, seguint els relats d'una bíblia que es conserva al mateix monestir. La façana es va adossar sobre l'anterior del monestir de Santa Maria de Ripoll, cap a mitjan segle xii, per decorar l'entrada principal de l'església, sent un dels exemples més monumentals, pel que fa a la decoració escultòrica, en l'àmbit romànic català vinculat a l'escola de Tolosa de Llenguadoc.

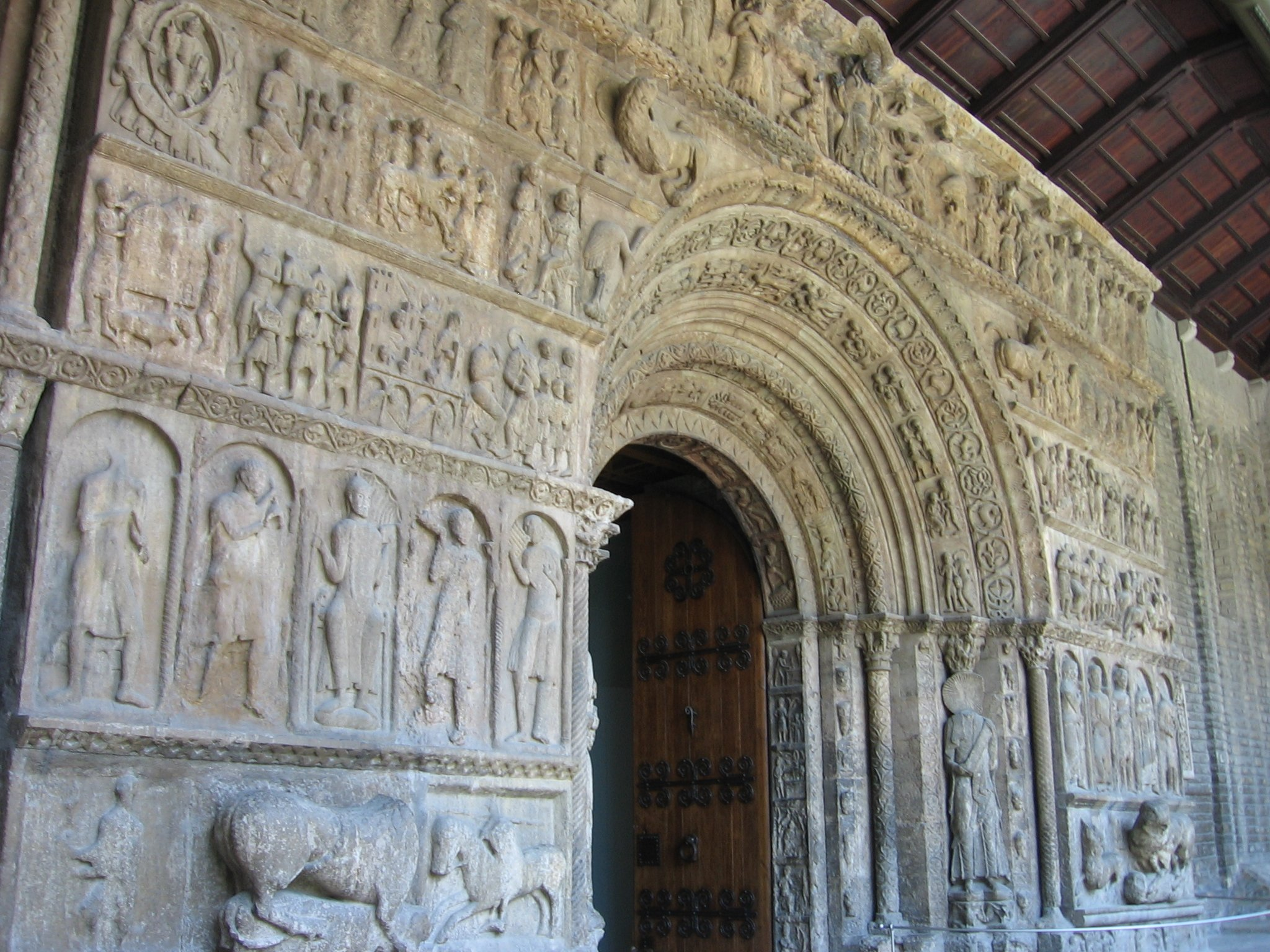
Pòrtic del monestir de Santa Maria de Ripoll

 S'ha establert un punt de relació entre l'art realitzat a Ripoll i el de Tolosa de Llenguadoc, per l'estudi dels relleus i de les estàtues de les columnes així com dels plecs de la roba, arribant a proposar un cert acostament amb l'art del mestre Gilabert o el seu taller, també sembla acostar-se a l'estil de les escultures del portal nord de Grossmünster de Zúric, potser per la semblança d'ambdues amb un origen italià. Queda demostrat que els constructors coneixien bé els arcs de triomf, per la composició del frontó amb el coronament final d'un fris continu i el conjunt decoratiu a dos nivells superposats i emmarcats amb un escalonament de set franges o registres horitzontals i unes columnes situades a les línies laterals.

## Capitells
Els capitells són una de les mostres més importants de l'escultura romànica i condueixen a un món ric en simbologia. La pedra esculpida era, en moltes ocasions, un eficaç vehicle de comunicació entre l'església i els fidels i amb el seu impacte visual ajudava a convertir els temples en «el regne de Déu a la terra». Així, els artesans escultors tenien la missió d'instruir amb senzillesa i emocionar amb el seu art. Els capitells, amb profusió de temes i on l'artista tenia més llibertat creativa, compleixen plenament aquestes funcions.
L'escultura romànica estava integrada a l'arquitectura formant un tot. Les portalades i els capitells en són dos clars exemples. L'escultor, per tant, havia d'encabir la seva obra en espais reduïts aprofitant la pedra al màxim. Aquesta «exigència» provocava que l'escultura no es preocupés per representar imatges fidedignes de la realitat i sovint hi trobem figures desproporcionades, aixafades, contorsionades o ocupant diverses cares dels capitells.
La manca d'espai era una de les raons d'aquest «antinaturalisme» que caracteritza l'escultura —i també la pintura— del romànic. Però no pas l'única: l'objectiu principal de l'artista no era el tractament proporcionat i fidedigne de les figures, sinó el seu valor simbòlic i el contingut del missatge que volien transmetre a l'espectador. Aquesta forma d'entendre l'art pròpia del romànic deriva d'un concepte clàssic, el neoplatonisme. Una creença que defensa que el món natural tan sols és una aparença que amaga la realitat vertadera i transcendent de Déu. Difós per Sant Agustí, el neoplatonisme va tenir una influència decisiva en la configuració de l'art medieval.
La creació de l'home, el pecat original, la nativitat o el judici final són alguns dels temes representats en el que es coneix com a capitells historiats. Però sens dubte, el que més crida l'atenció és el ric, i de vegades fantasmagòric, repertori del bestiari medieval. Procedent del món clàssic, romà d'Orient i persa, el cristianisme se'l fa seu atribuint virtuts o pecats als diferents animals reals o fantàstics que en formen part.
Així, entre els animals que representen el be trobem les aus, sovint comparades amb l'ànima que s'eleva cap al cel, el lleó o el griu. A l'altre costat de la balança, el mico —caricatura grotesca de l'home—, la serp —símbol universal del pecat—, la llebre i el conill —per la fertilitat— el porc senglar i el boc. Dracs, harpies, basiliscos, sirenes i centaures completen el repertori de bèsties enemigues de l'home i de Déu.

### Seglex

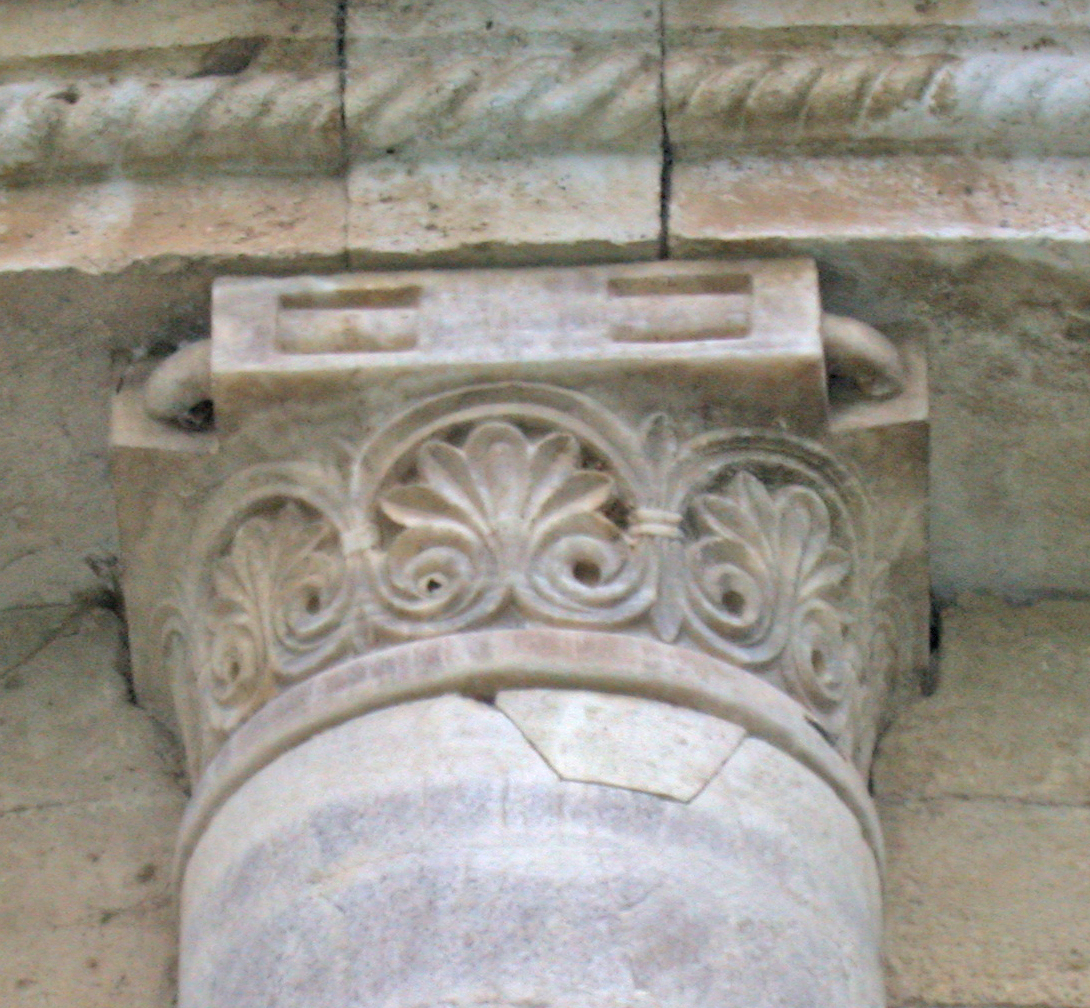
Capitell amb decoració bàsica a l'abadia de Sant'Antimo (Siena)

A la segona meitat del segle x, la decoració arquitectònica dels edificis religiosos era per regla general molt simple. Alguna placa en relleu decorat, impostes amb motllures i alguns capitells tornats a utilitzar dels períodes anteriors. Als grans edificis es col·locaven pilars rectangulars de gran mida com a elements de separació entre la nau i els passadissos laterals, pel que era molt difícil trobar grans capitells, ja que només es col·locaven en columnes més petites per a esglésies més petites o criptes. Les primeres experiències en la talla de capitells representen un dels aspectes essencials en el pas a l'escultura romànica monumental durant la primera meitat del segle xi.
Al nord d'Itàlia, els primers capitells amb poca ornamentació es troben a criptes i deambulatoris com a l'abadia de Sant'Antimo a Montalcino (Siena) i la Basílica de Santo Stefano de Verona. Durant la segona meitat del segle xi (prop de 1038 a la Catedral de Caorle) un grup de capitells es caracteritza per la imitació fidel i directa dels models antics corintis que s'observen a les basíliques de l'Adriàtic, entre Venècia (Sant Nicolò al Lido) i Trieste (Catedral de San Giusto). Aquesta tendència continua al deambulatori de Tournus i Issoudun, abans de finals de segle x, així com a la catedral de Clarmont d'Alvèrnia.

### Seglexi
Les fulles d'acant es tallaven i es representaven junt amb volutes que es corben cap endarrere a les cantonades i a les cares dels capitells. Quasi al mateix temps, al sud de França i Catalunya, hi va haver una recerca dels mitjans tècnics per resoldre el problema d'adaptar els motius utilitzats als relleus (entrellaçats, palmetes i rosetes) a les superfícies del capitell. Des del final del primer terç del segle xi a l'Abadia de Tournus i Sant Pere de Rodes, van aparèixer una sèrie de capitells sobre imatges corínties que mostraven el relleu superficial preromànic donant pas al bisellatge i amb ranura de profunditat. Un segon grup de capitells amb proporcions més properes a les formes cúbiques mostren dibuixos com a cistelles amb fullatge: Sant Pere de Roda, Santa Fe de Conques i Aurillac. Vincles amb el treball previ de relleus romànics apareixen amb una més gran claredat als capitells esculpits a l'església de Sant Martí del Canigó a Conflent, datats de començaments del segle xi.

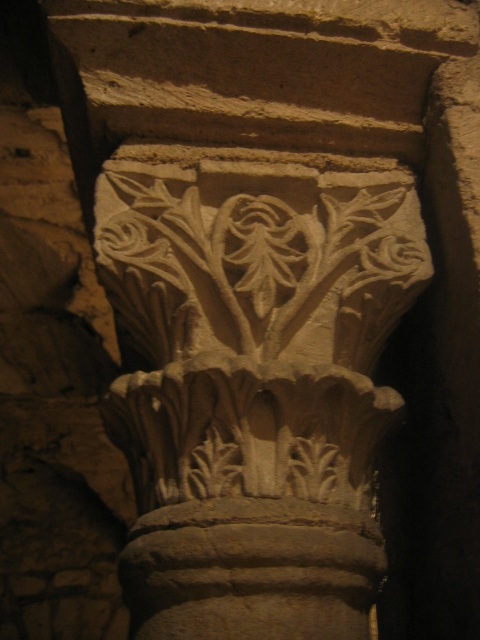
Capitell amb vegetació a l'Abadia de Tournus
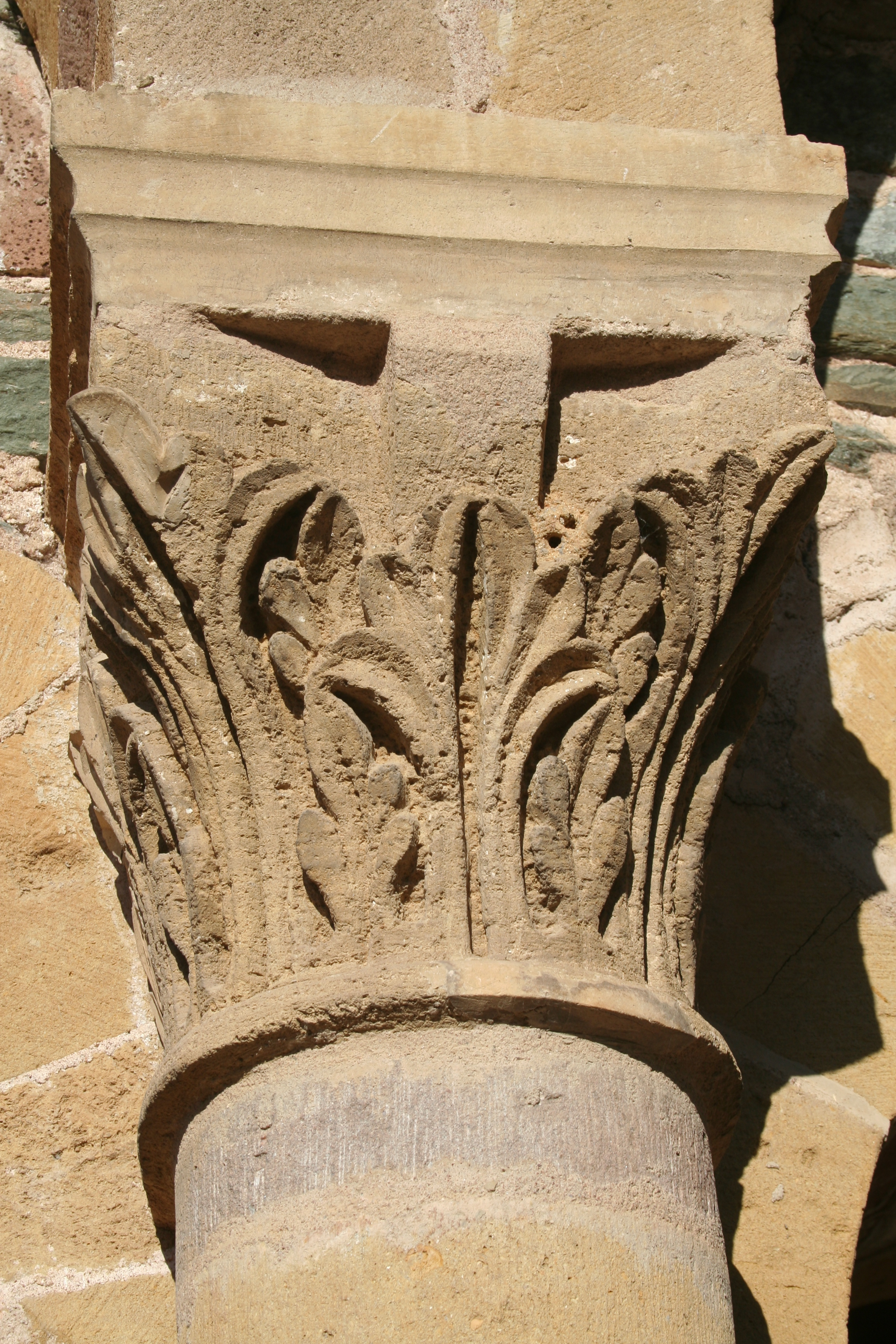
Fulles d'acant a Santa Fe de Conques
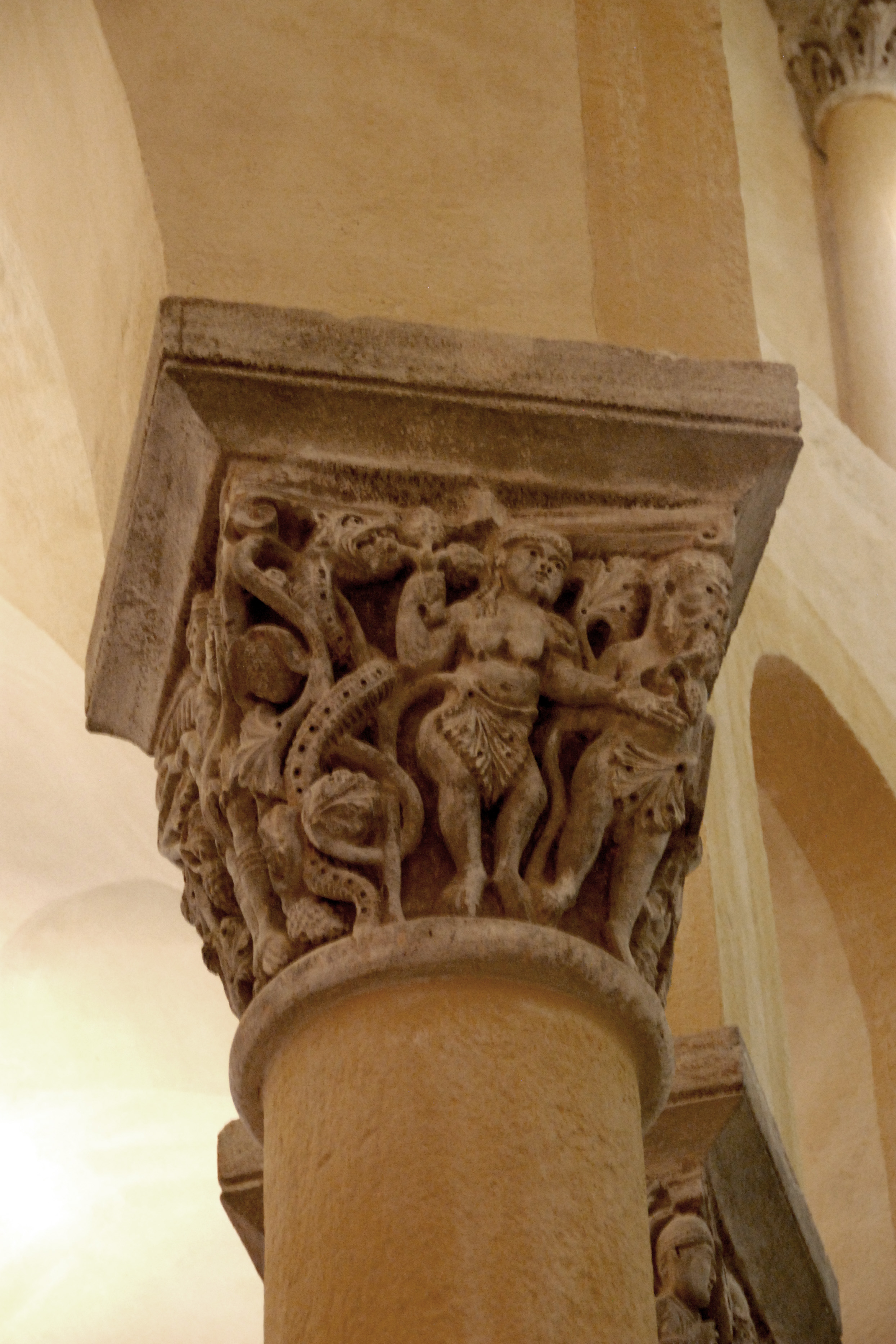
Adam i Eva a Clarmont d'Alvèrnia
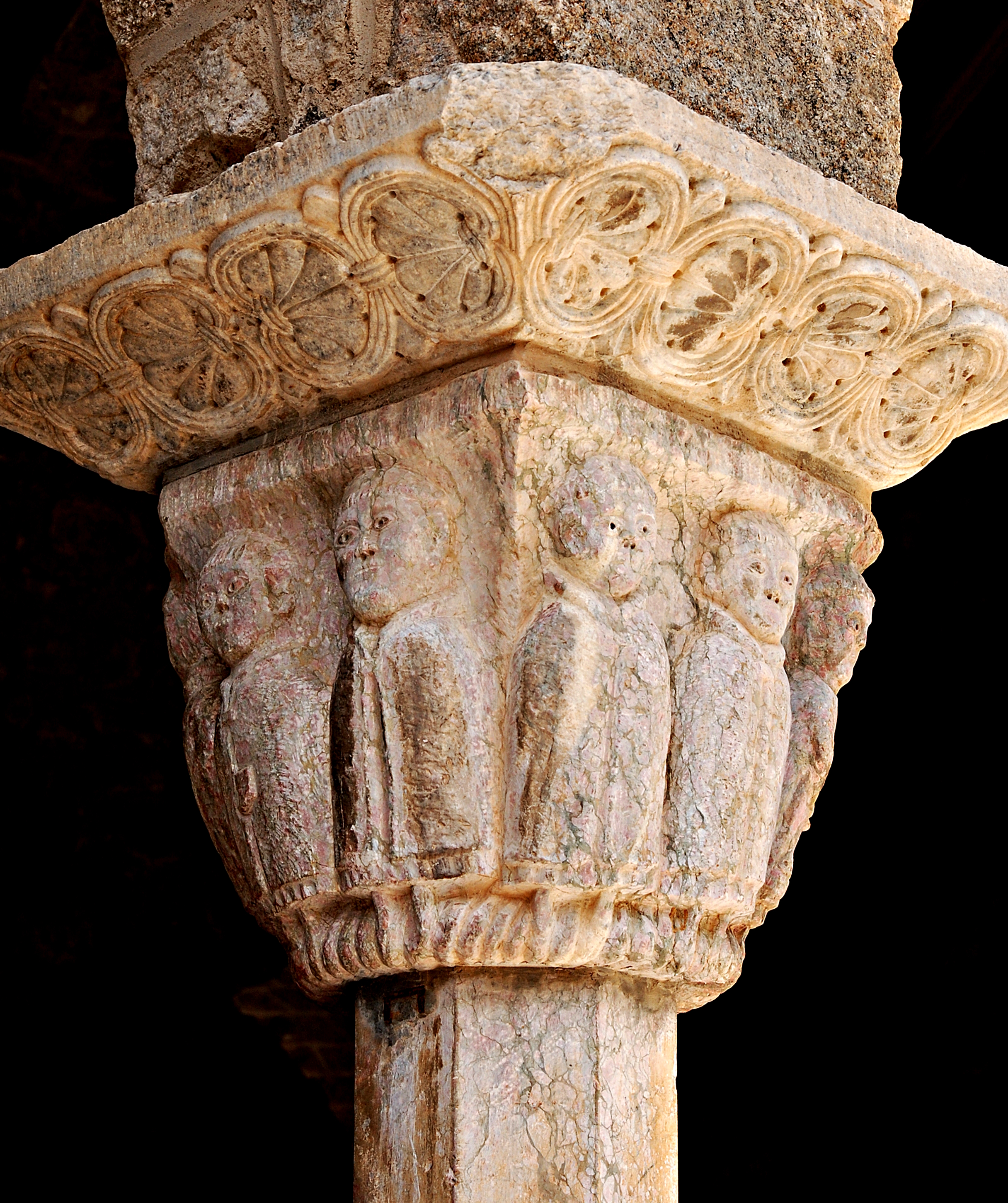
Capitell de Sant Martí del Canigó

La transició de la decoració vegetal al figuratiu va ser investigat per Henri Focillon que va subratllar el paper de la figura que va contribuir a formar l'estil propi de la plàstica romànica, i els compara amb els capitells de l'art otonià de l'església de Vignory adornats amb motius geomètrics, vegetals i animals que mostren la tècnica i una preocupació similar del treball, als observats al sud de França. Des de començaments del segle xi, Borgonya posseeix monuments de gran importància: Abadia de Cluny, Romainmôtier, Sant Filibert de Tournus, Sant Benigne de Dijon, aquesta església, va tenir un paper molt important durant les dues primeres dècades del segle, per les obres manades realitzar per l'abat d'origen italià Guglielmo da Volpiano, avui dia encara conserva la cripta amb alguns capitells amb una decoració de monstres, màscares i figures: la seva naturalesa innovadora els fa un dels més vistosos en aquest estil. A París, els capitells de Saint Germain des Prés (al Musée de Cluny), contrasten amb aquestes sèries anteriors per la monumentalitat del Crist en majestat representats en ells. La conca del riu Loira era una zona geogràfica amb gran activitat artística. L'abadia de Saint-Benoît-sur-Loire, té un important conjunt de capitells de gran qualitat i detall a les escultures, amb fulles d'acant i de palmetes i amb una inscripció de l'escultor: Umbertus em fecit. D'altres sèries apareixen les figures humanes amb representació d'històries de la Biblia, l'Anunciació, la Visitació de Maria i la Fugida a l'Egipte. La relació entre els capitells de l'atri de Saint Benoît i els de l'abadia de Méobecq comparats amb els de Sant Hilari le Grand a Poitiers, Sant Martí de Tours i Maillezais plantegen interessants problemes metodològics de la cronologia de l'escultura romànica a França.

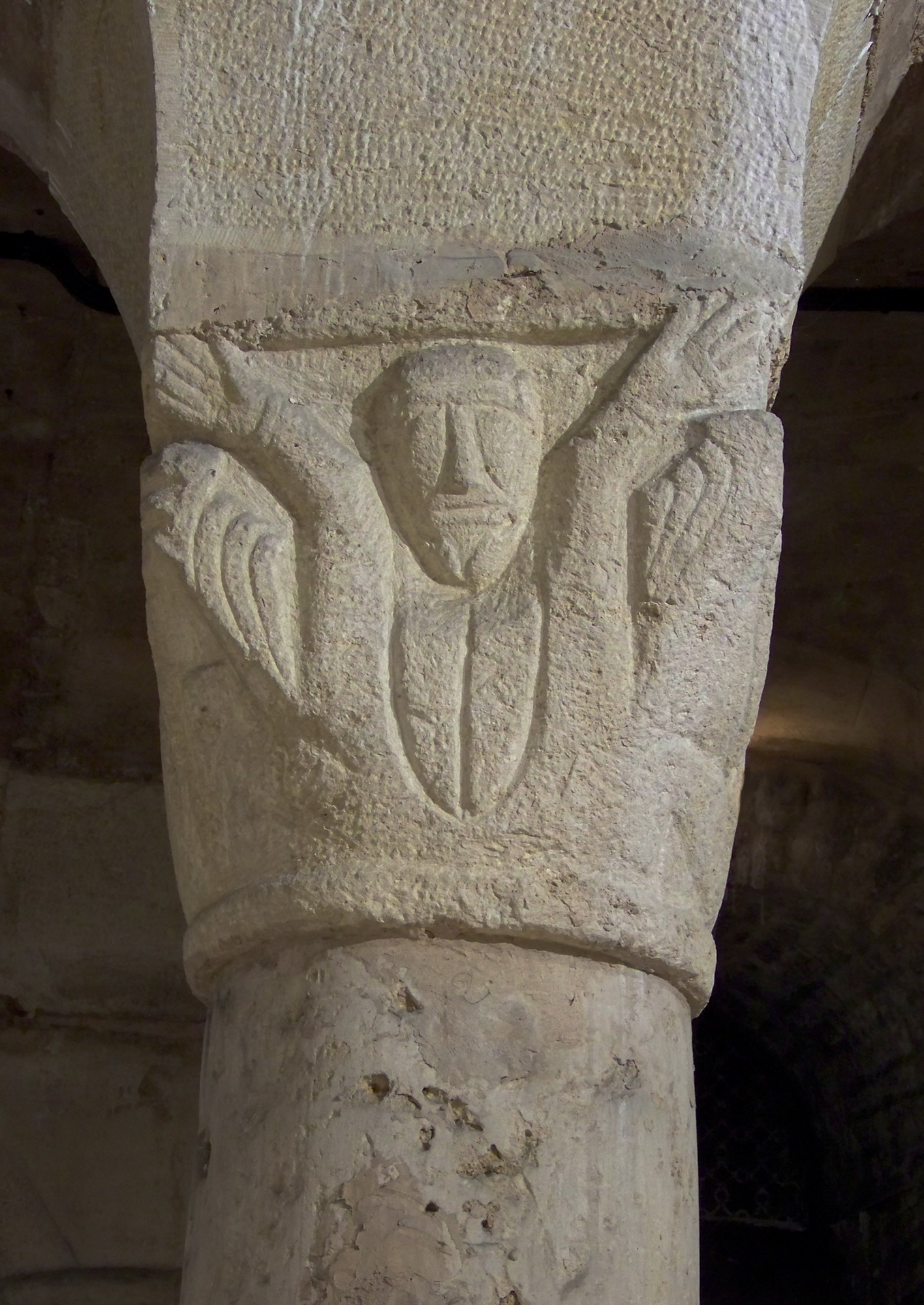
Home orant capitell de Sant Benigne de Dijon
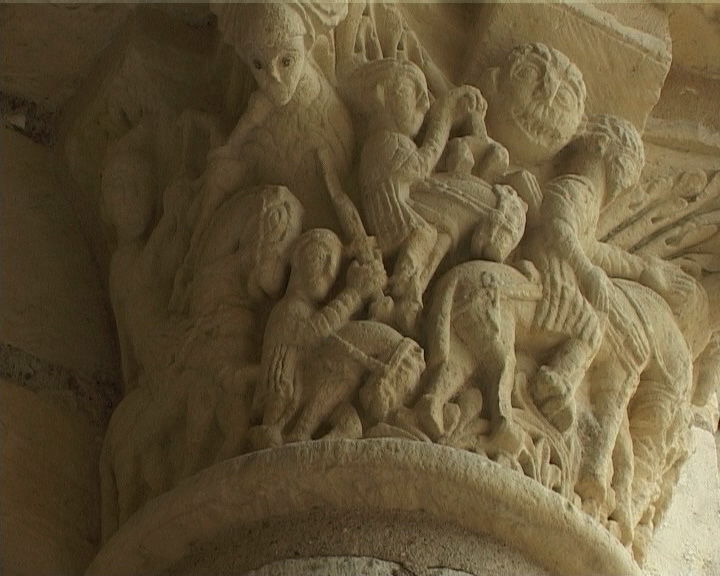
Capitell de la Fugida a l'Egipte de l'abadia de Saint-Benoît-sur-Loire
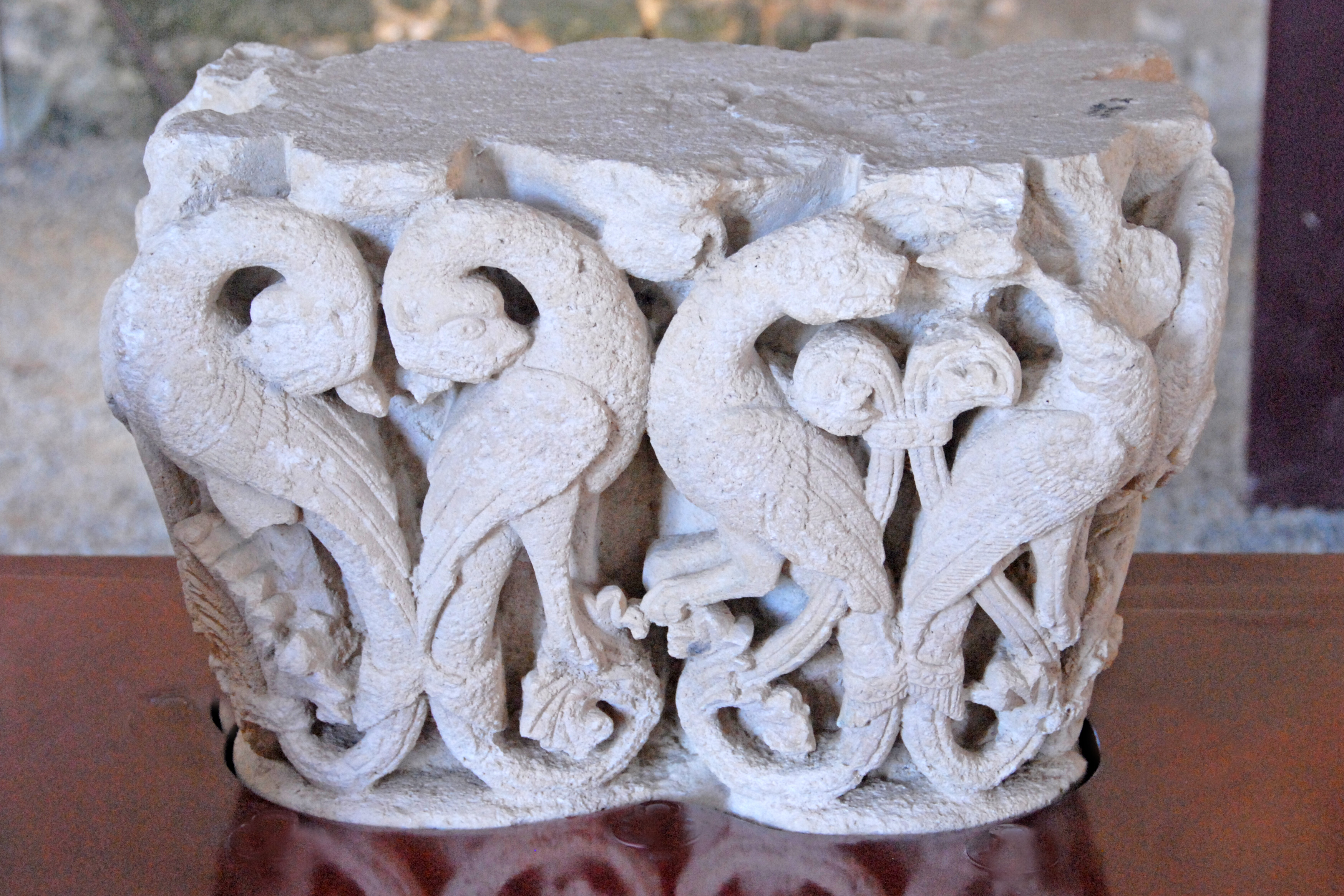
Capitell d'animals al museu de Maillezais
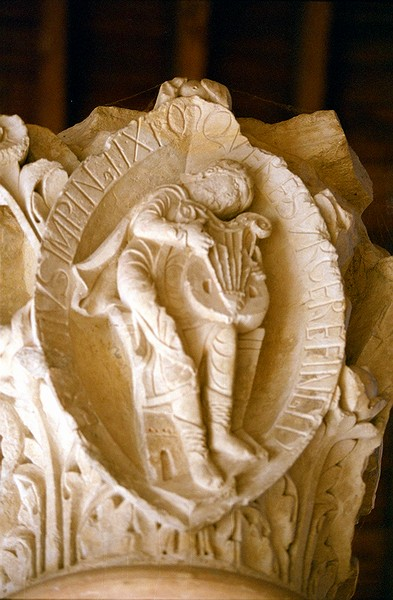
Capitell de Cluny

L'origen de l'escultura romànica a la segona meitat del segle xi s'evidencia tant al nord com al costat sud dels Pirineus. L'edifici més antic és l'església de Sant Salvador de Leyre, a Navarra, consagrada el 1057, amb els seus dos grups de capitells situats a la cripta i la decoració de flors i palmetes, que estava destinada a convertir-se en un dels temes favorits de l'escultura romànica al sud-est de França i el nord-oest d'Espanya; l'ornamentació es va imposar progressivament a l'últim quart del segle a Santa Maria d'Ujué, abans de 1089. La història de l'escultura romànica depèn directament de la certesa en fer les dates de treball de Tolosa, Moissac, Jaca, Lleó i Compostel·la. La catedral de Santiago de Compostel·la i la Basílica de Sant Serni de Tolosa són dos edificis d'importància comparable. Els seus plànols són similars i la construcció de tots dos va començar gairebé al mateix temps, poc després de 1070. Tots dos contenen un programa d'escultura similar. Prop de 260 capitells romànics es conserven a Sant Serni, situats a l'arrencada dels arcs de mig punt a l'interior de l'edifici. Mostrant gran continuïtat estilística i una progressió de l'absis cap a la nau, els següents grups es poden distingir capitells densament decorats a la part inferior del cor i el creuer a l'interior de l'absis i finalment els del passadís de la nau són gairebé exclusivament amb adorns de fulles. La cronologia d'aquestes obres s'avaluen amb el període de reforma que es va realitzar a Sant Serni entre 1075 i 1083. Els capitells més antics a Santiago de Compostel·la consten de decoracions d'animals i de motius vegetals i amb similitud hi són els capitells del Panteó de reis de Sant Isidor de Lleó on també n'hi ha amb temes bíblics. Avui dia Tolosa de Llenguadoc, Lleó, i Compostel·la són donats com a llocs de treball contemporani des del 1070.

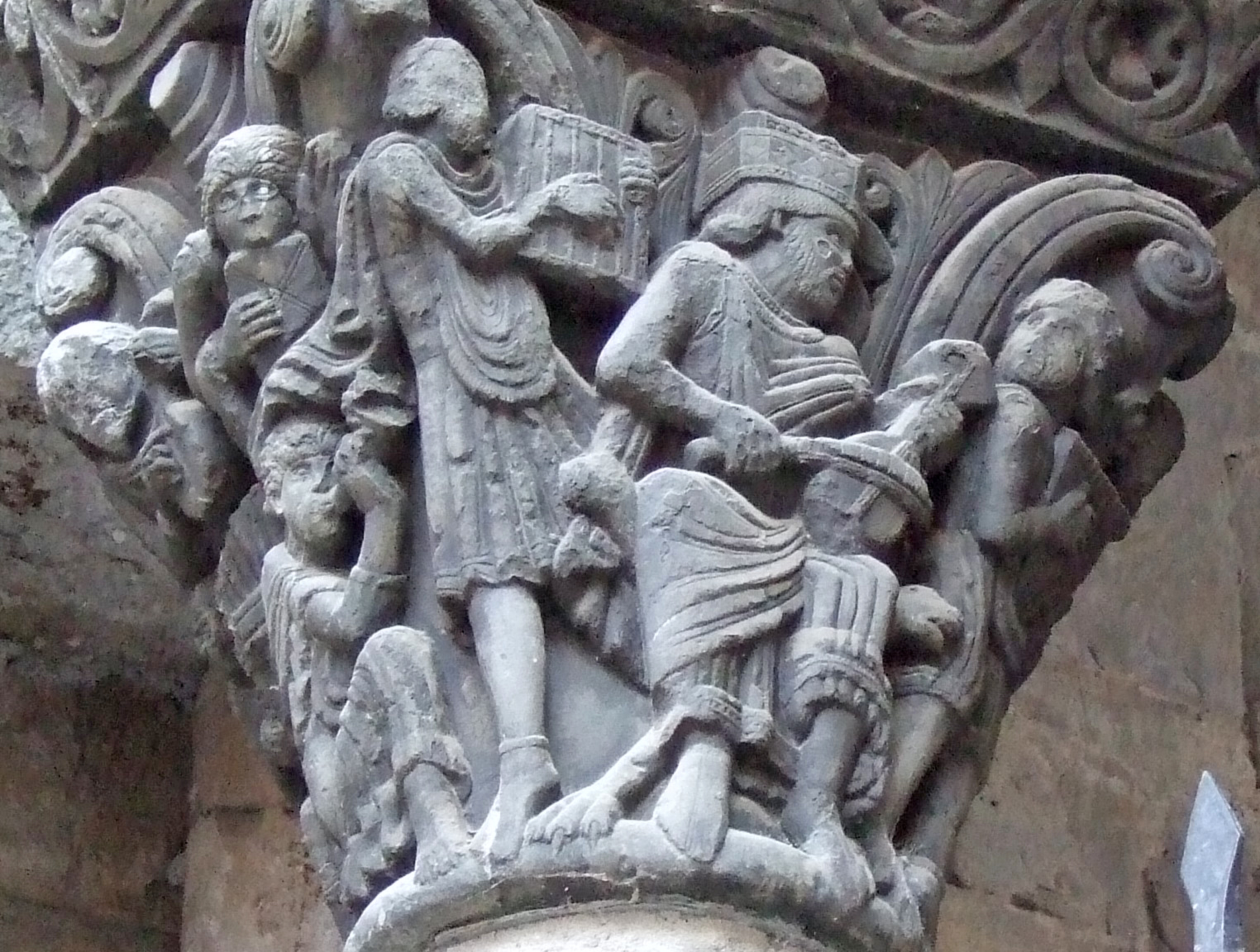
El rei David amb músics, catedral de Jaca
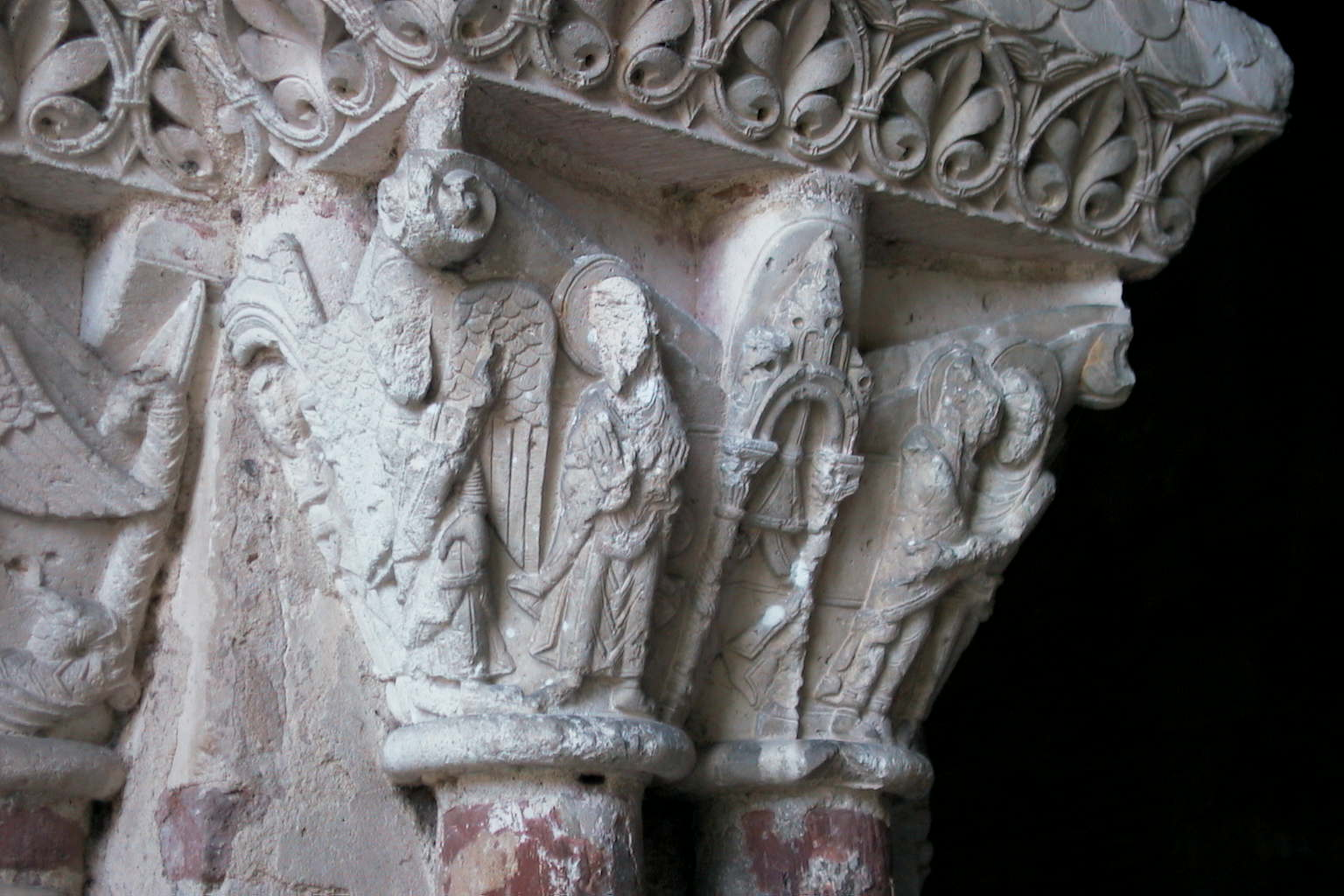
La visitació a l'abadia de Sant Pere de Moissac
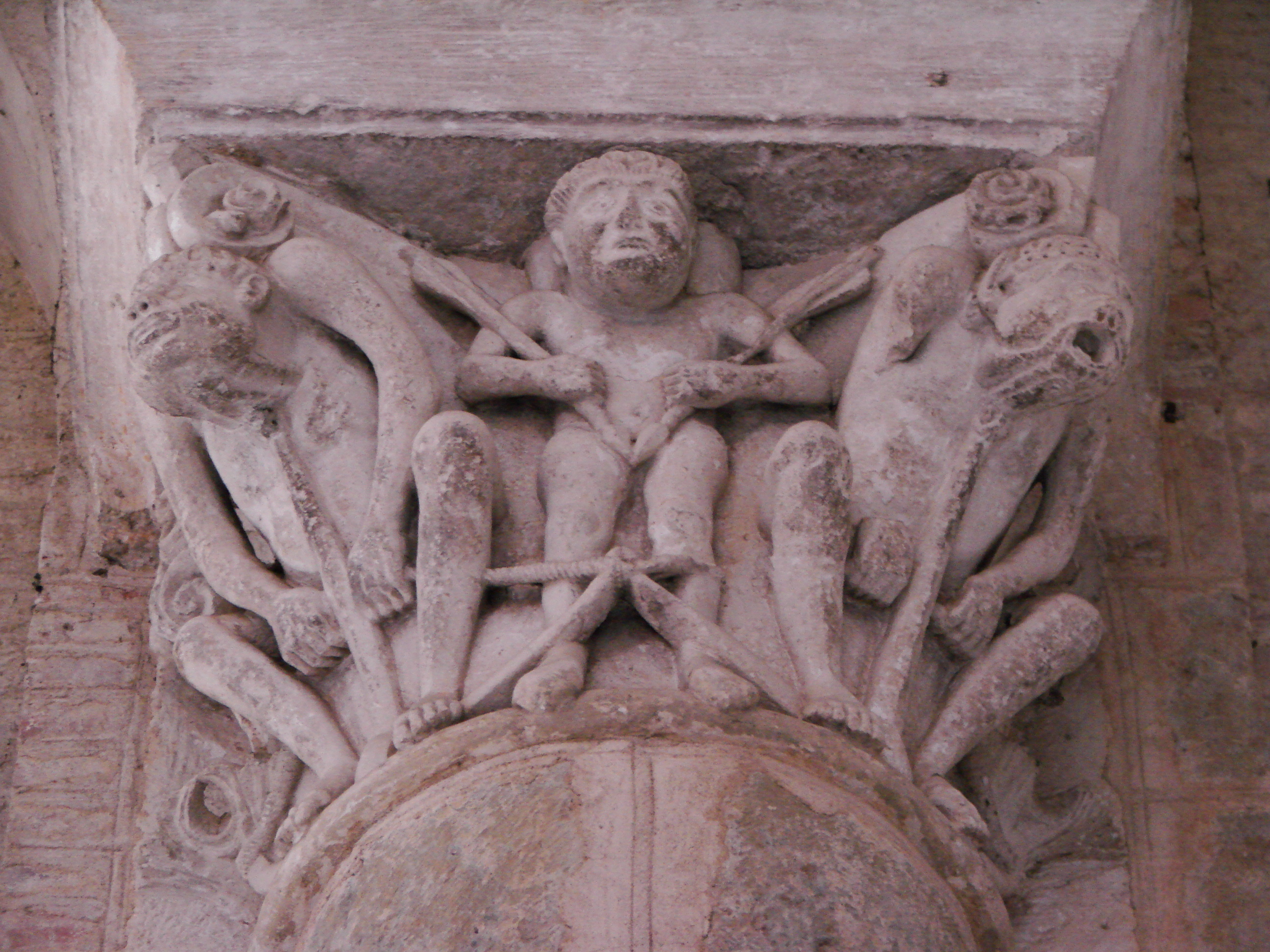
Capitell figuratiu a la Basílica de Sant Serni de Tolosa
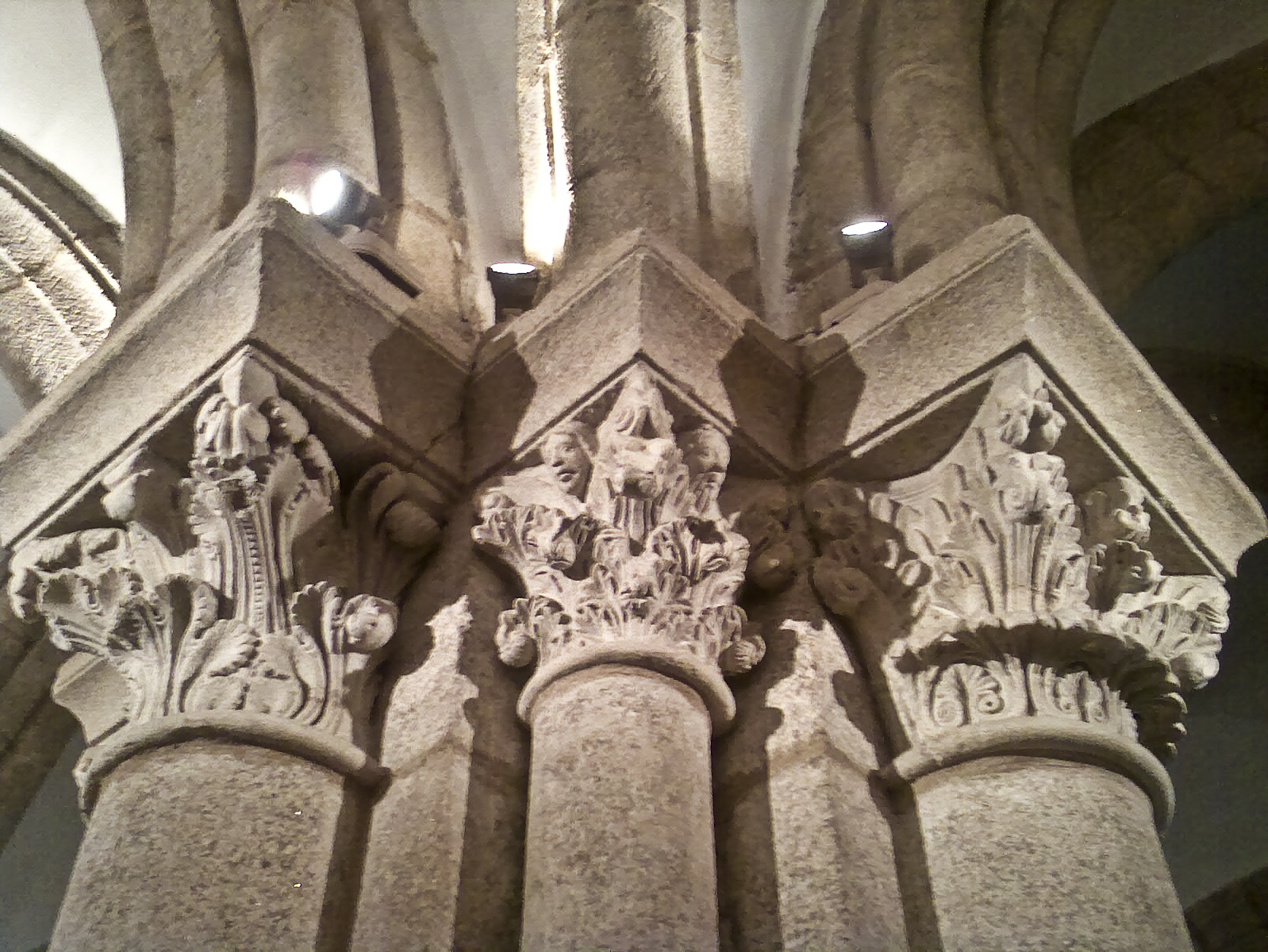
Diversos capitells de la sèrie «O mundo terrenal» a Santiago de Compostel·la

### Seglexii
A mesura que s'avança en el temps els temes escultòrics van representant temes reals i fantàstics, així es mesclen els temes cristians amb tota una sèrie de bestiari, els monstres de lleons amb cap d'àguila o ocells amb cos de dona, sirenes alades i centaures en monstruoses representacions amb el propòsit de la seva interpretació com el bé i el mal, sense oblidar els temes obscens. Els capitells de molts claustres són model d'aquestes sèries historiades com pot observar-se al monestir de Santo Domingo de Silos a Burgos, monestir de Sant Cugat a Catalunya i el claustre d'Elna del Rosselló. A tota aquesta imaginació desbordant, es va donar fi amb el text escrit per sant Bernat al segle xii contra els capitells historiats.

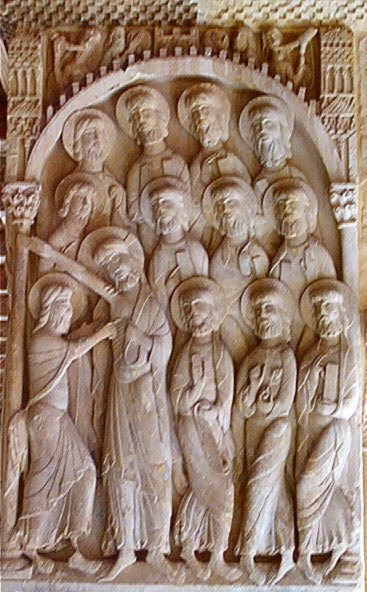
El dubte de Sant Tomàs al monestir de Santo Domingo de Silos
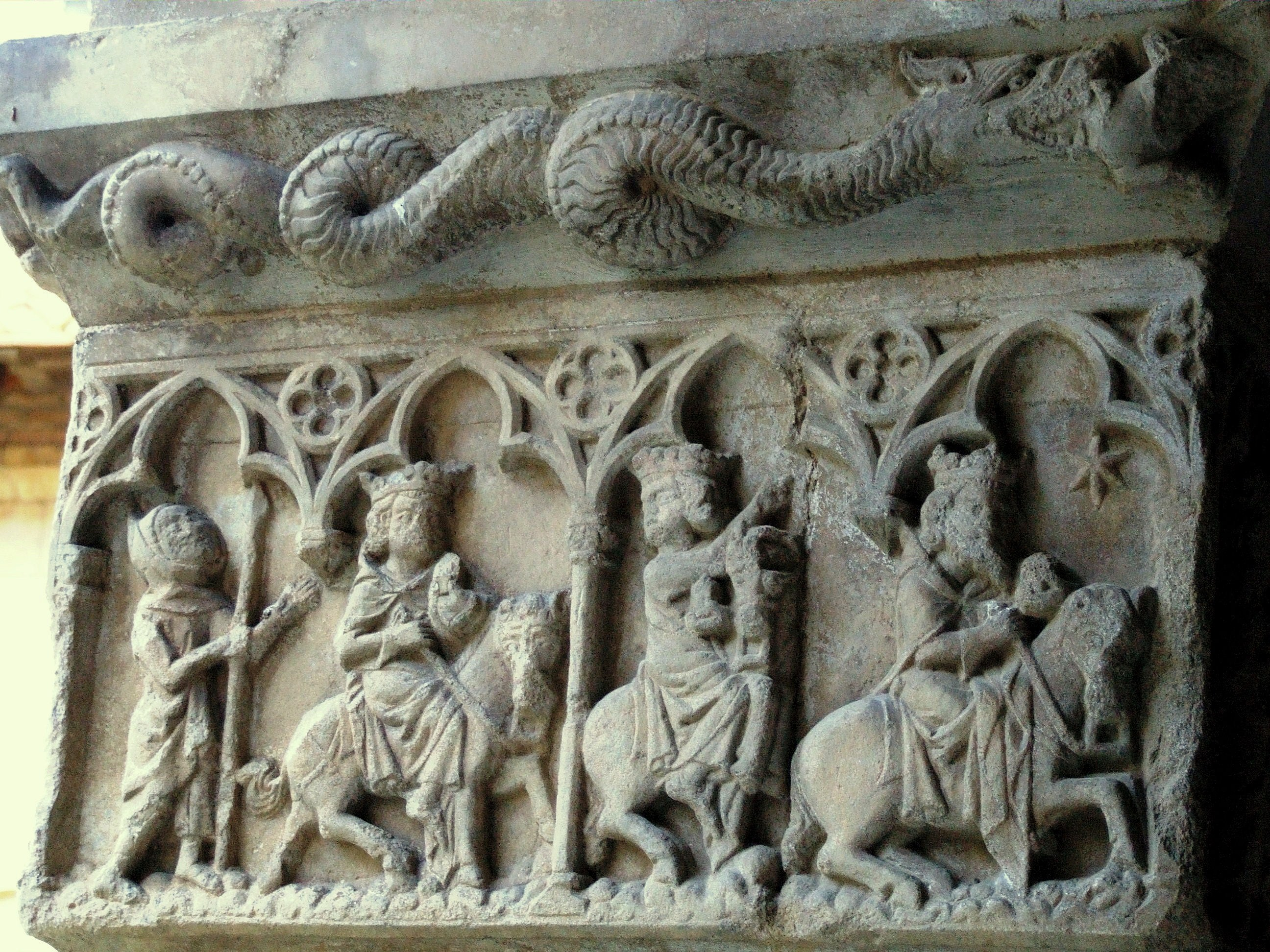
Capitell amb els Tres mags a la Catedral d'Elna
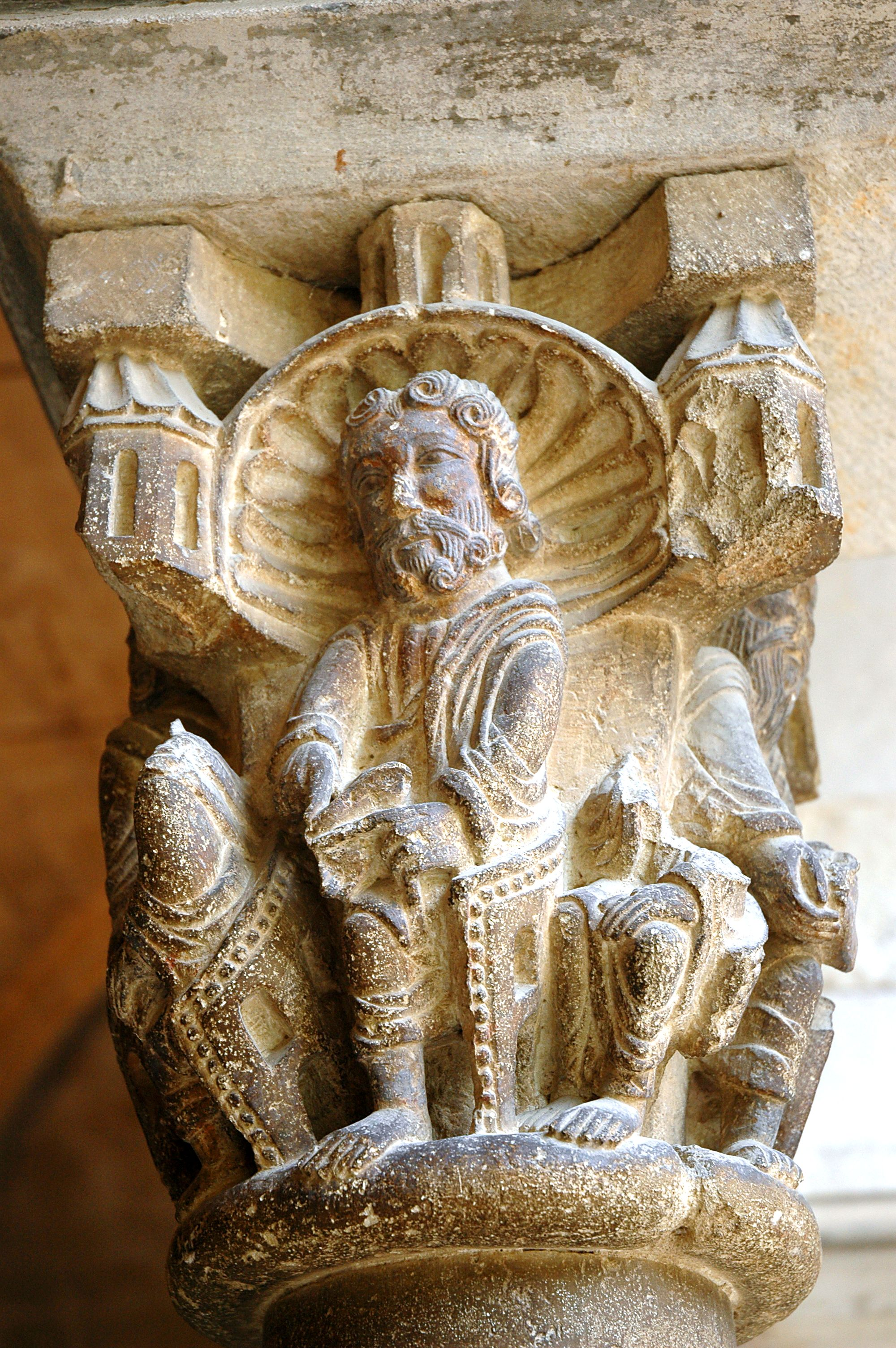
Rentament de peus de Crist als apòstols al monestir de Sant Cugat
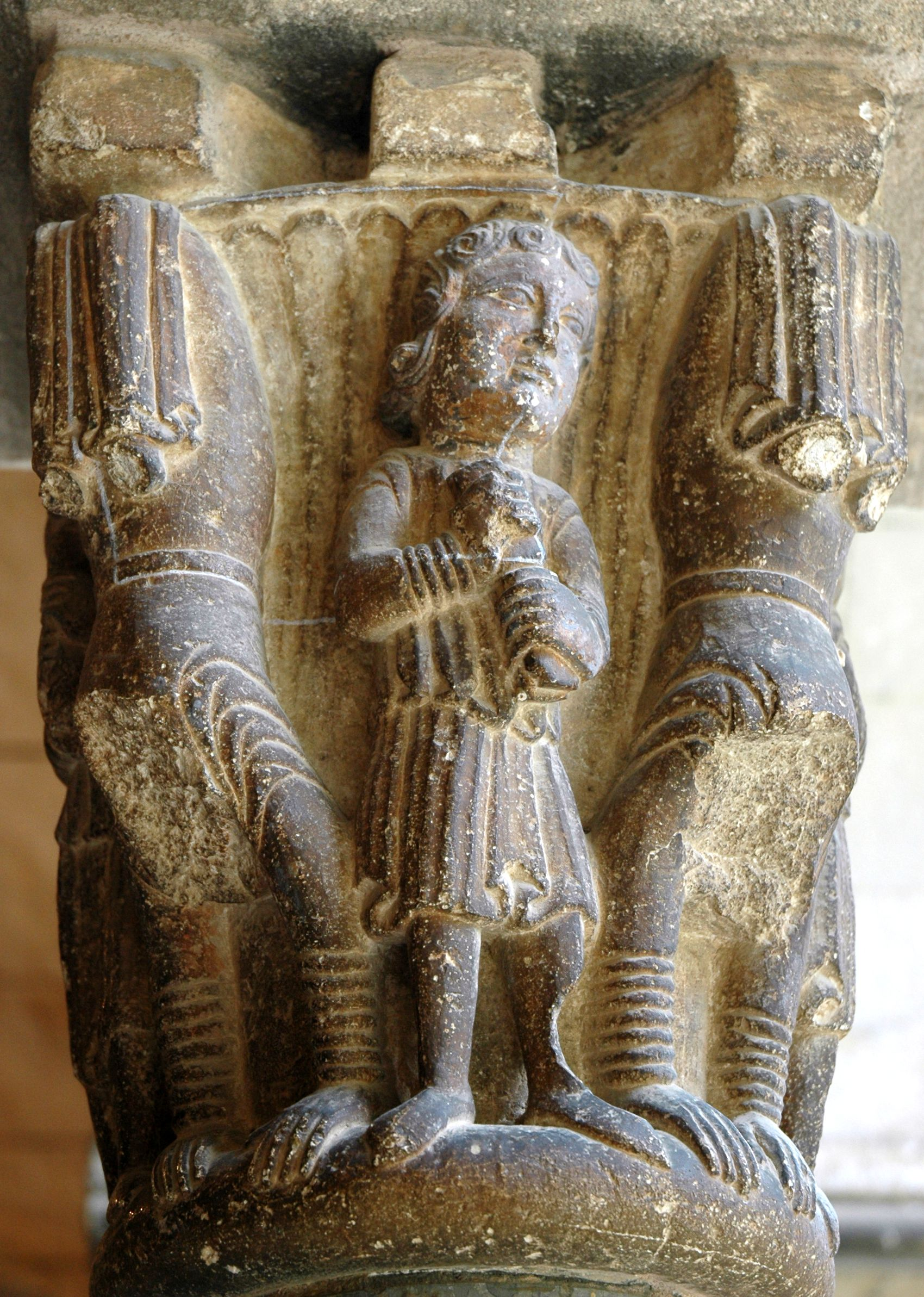
Músics i joglars al monestir de Sant Cugat

| «                                               | Què fan als nostres claustres on els religiosos es consagren a les lectures sagrades, aquests monstres grotescs, aquestes extraordinàries belleses deformes i aquestes belles deformitats? Què signifiquen aquí els micos immundes, els lleons ferotges, els estranys centaures que no tenen d'home més que la meitat? Per què tigres ratllats? Per què guerrers en combat? Per què caçadors tocant les trompes? Aquí tan bon punt es veuen diversos cossos sota un únic cap, com diversos caps sobre un sol cos. Aquí un quadrúpede duu una cua de rèptil, allà un peix presenta un cos de cocodril. Aquí un animal munta a cavall. En fi, la diversitat d'aquestes formes apareix tan múltiple i tan meravellosa que es desxifren els marbres en lloc de llegir els manuscrits, que el dia es passa a contemplar aquestes curiositats, en lloc de meditar la llei divina. Senyor, si no produeixen rubor aquestes absurditats, que es deplori quant menys el seu cost... | » |
| — Bernat de Claravall, Apologia a Guillem, 1124 | |   |

## Imatgeria de culte
Al període romànic, la fusta va ser un dels materials més emprats per a l'elaboració de les imatges per a l'interior dels temples. Les escultures representant Crist Majestat i la Mare de Déu amb l'Infant anomenada Sedes sapientiae, eren les representacions més nombroses que es feien per venerar a cada església. Gairebé totes s'han datat a partir del segle xii o principis del segle xiii.

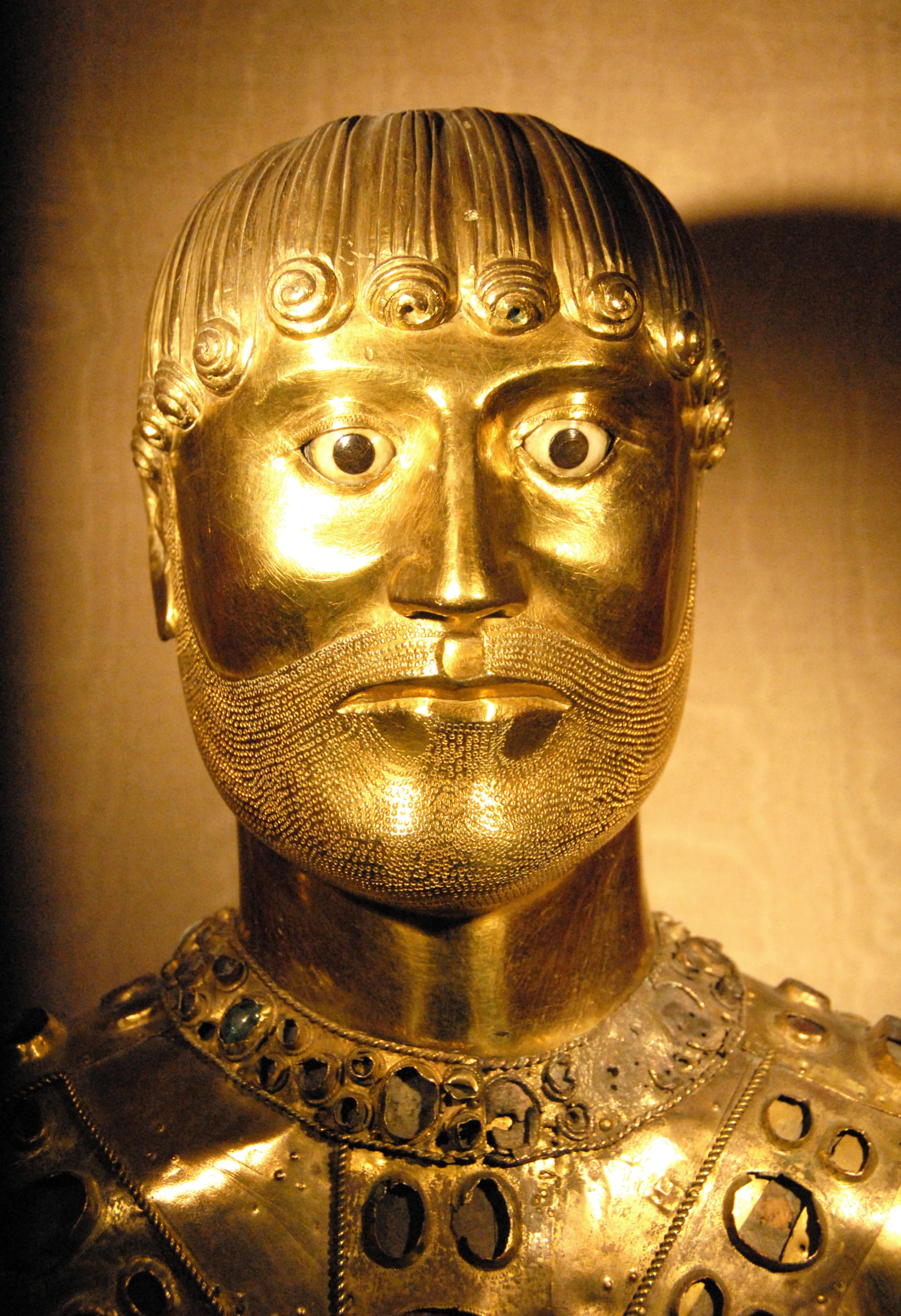
Bust de sant Baudimus a Saint-Nectaire (Puy-de-Dôme), talla de fusta coberta amb fulles daurades de coure.

Els artesans especialitzats en treball de fusta al període romànic i, si es jutja pel tractat del monjo Teòfil: «no havien de confondre's amb els que treballaven d'altres materials». Étienne Boileau, al segle xiii al seu Livre des métiers, il·lustra la creixent especialització que separa els fusters dels talladors associats als santcrists. Els cristos de fusta es realitzaven a partir de dos o tres peces, dos troncs s'assemblaven per formar la creu, una única peça era utilitzada per al cos i d'altres dues per als braços. D'acord amb el Livre des métiers, l'encaix va ser una de les principals qualitats dels artesans de la fusta. Tan bon punt l'obra estava tallada, es preparava per rebre la policromia, el que demostra clarament les relacions que n'hi havia entre els creadors d'imatges i els pintors, llevat que tots dos treballs fossin realitzats per les mateixes persones. Se sap que en moltes de les abadies romàniques hi havia tallers de talla de fusta junt amb els de pintura. La majoria d'aquestes imatges estaven destinades a ésser policromades, però també a moltes se les va cobrir amb una capa metàl·lica, si els recursos econòmics ho permetien. Moltes d'aquestes imatges estaven realitzades per al seu ús com a reliquiari. Així, el bust reliquiari de sant Baudime a Saint-Nectaire (Puy-de-Dôme) està realitzat sobre una base de fusta cobert amb fulles daurades de coure repussat, amb el cap i les mans de fosa de coure (finals del segle xii). El bust de Cesari d'Arle conservat a l'església de Maurs (Cantal), va rebre una capa d'argent i coure daurat al cos solament, mentre que el cap i les mans van ser pintades directament sobre la fusta.

### Crist en Majestat

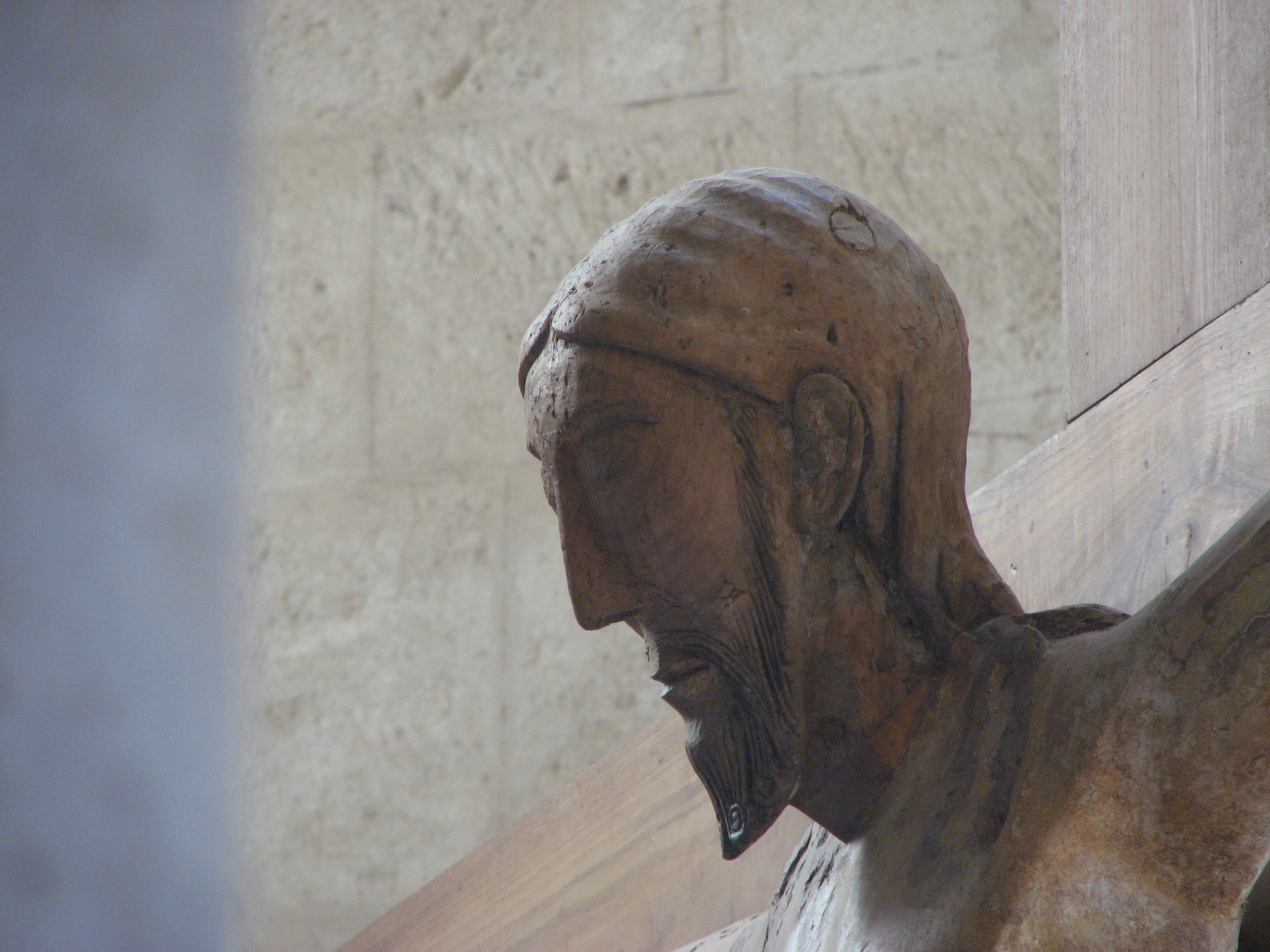
Detall del Santcrist de l'abadia de Sant'Antimo (Itàlia).

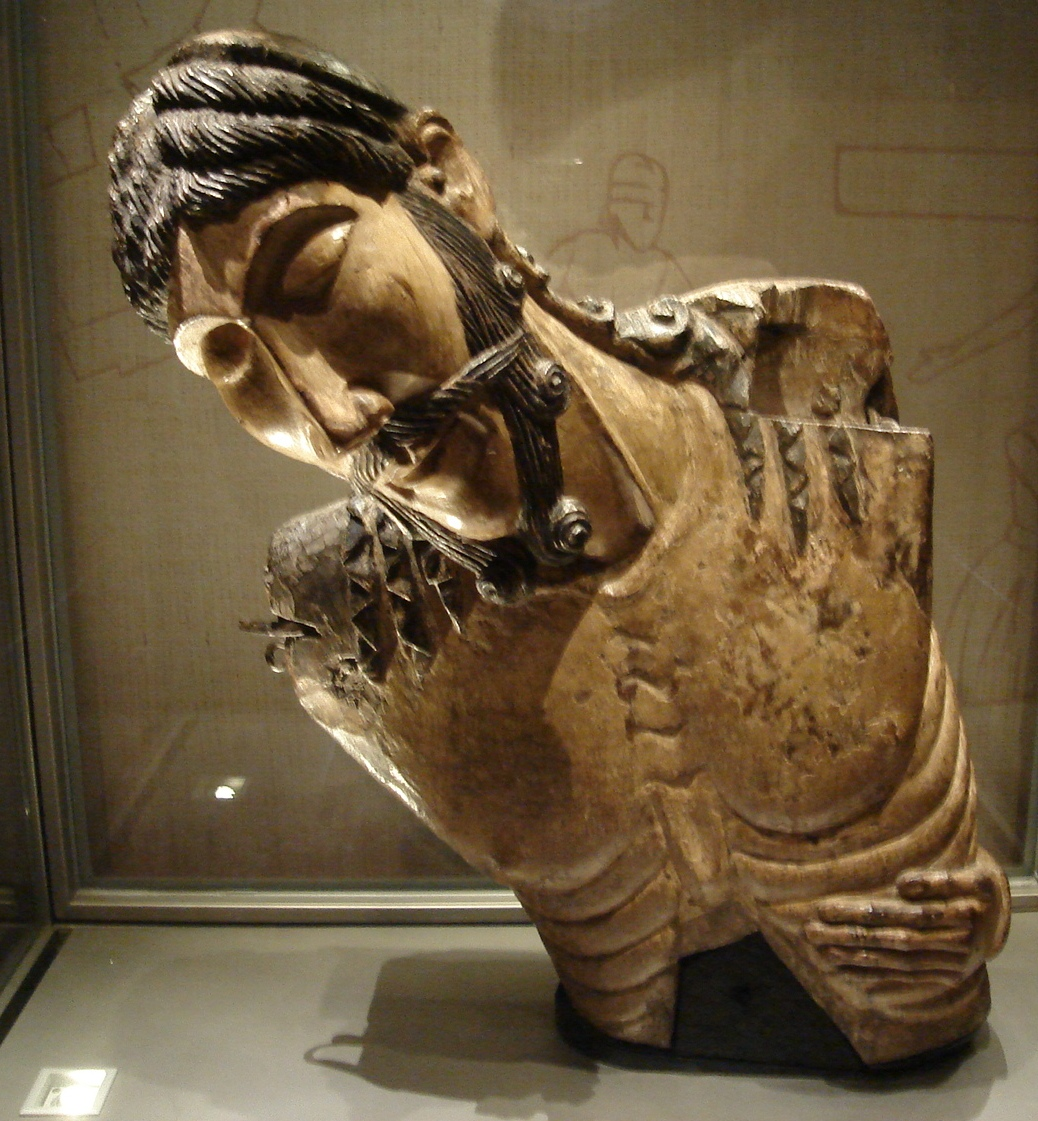
Crist de Mijaran (Vielha)

La imatge del crist crucificat, a l'edat mitjana, es presenta en diversos tipus d'iconografia: amb el tors nu i amb el perizonium o faldilla curta lligada a la cintura i mort a la creu amb els ulls tancats i el rostre amb dramatisme i certa tensió i el Crist en Majestat que es presenta damunt la creu amb la túnica llarga fins als peus, cenyida a la cintura i triomfant, amb la particularitat de tenir els ulls oberts i sense cap signe de dolor. Aquesta representació va ser la més abundant a l'Occident durant tot el segle xii seguint el prototip del crist romà d'Orient.

Majestat Batlló al Museu Nacional d'Art de Catalunya

 Representa la immortalitat, sense sofriment humà sinó que triomfa com Déu, tampoc presenta corona d'espines si algun d'ells està coronat és amb la corona reial. L'anatomia segueix la verticalitat de la fusta que forma la creu, les mans estan obertes amb els dits estirats i els membres clavats cada un individualment (quatre claus).
Entre les imatges en fusta de Cristos en Majestat destaca la del Volto Santo de Lucca, el de la Catedral de Braunschweig del 1173 (signada pel seu autor Imervard, al cinturó de la túnica), el de la catedral de Milà, la conservada al Museu d'Art Sacra de San Gimignano. A la regió del Mosa i de Renània, el Crist de Notre Dame de Tongres i el de Sant Jordi de Colònia mostren una tradició otoniana.
Es van donar en gran quantitat per les valls dels Pirineus on destaca el Crist de Mijaran conservat a l'església de Vielha a la Vall d'Aran i la Majestat Batlló una imatge en fusta policromada del segle xii, que representa a Crist crucificat, en actitud de Crist Majestat o triomfant, sense rastres de sofriment. És una de les mostres més interessants d'imatgeria medieval d'aquest tipus iconogràfic a Catalunya. Sembla que la seva introducció a Catalunya va ser deguda als pisans, quan van venir cap a l'any 1114 per ajudar el comte Ramon Berenguer III de Barcelona en la seva lluita per la conquesta de les Illes Balears.

### Mare de Déu amb l'Infant
Durant el romànic la imatge més característica de la Mare de Déu es representa asseguda en un tron, vestida amb túnica, mantell i en general amb corona, l'Infant es troba sobre els seus genolls, mirant totes dues imatges de front, en versions posteriors es veu amb l'Infant ja assegut al genoll esquerre i amb una aptitud menys hieràtica. Sembla que no hi ha comunicació entre tots dos personatges fins i tot és difícil trobar alguna escultura en què arribin tan sols a tocar-se, les mans de la mare estan en posició obertes com per protegir el Fill però sense arribar a fregar-ho. Aquesta representació de Maria com Tron de la Saviesa, coincideix amb el dogma de l'Encarnació. Des del 1200 va anar desapareixent la rigidesa a favor de l'expressió dels sentiments de tendresa entre la mare i el fill. Aquestes estàtues van ser objectes de gran veneració i de culte, i la pietat dels fidels els atribuïen miracles, gairebé sempre eren usades també com a reliquiaris i s'utilitzaven per ésser col·locades en un altar, però també per a les processons.

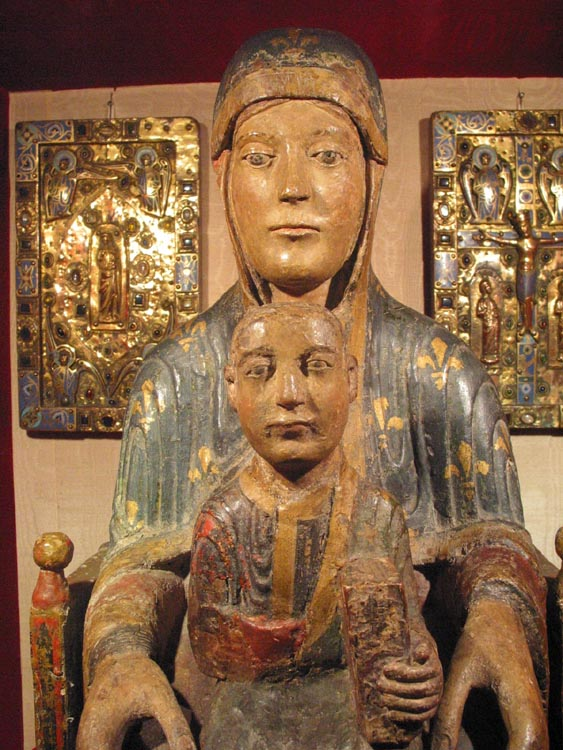
Detall de Notre-Dame du Mont Cornadore a l'església de Saint-Nectaire (França).
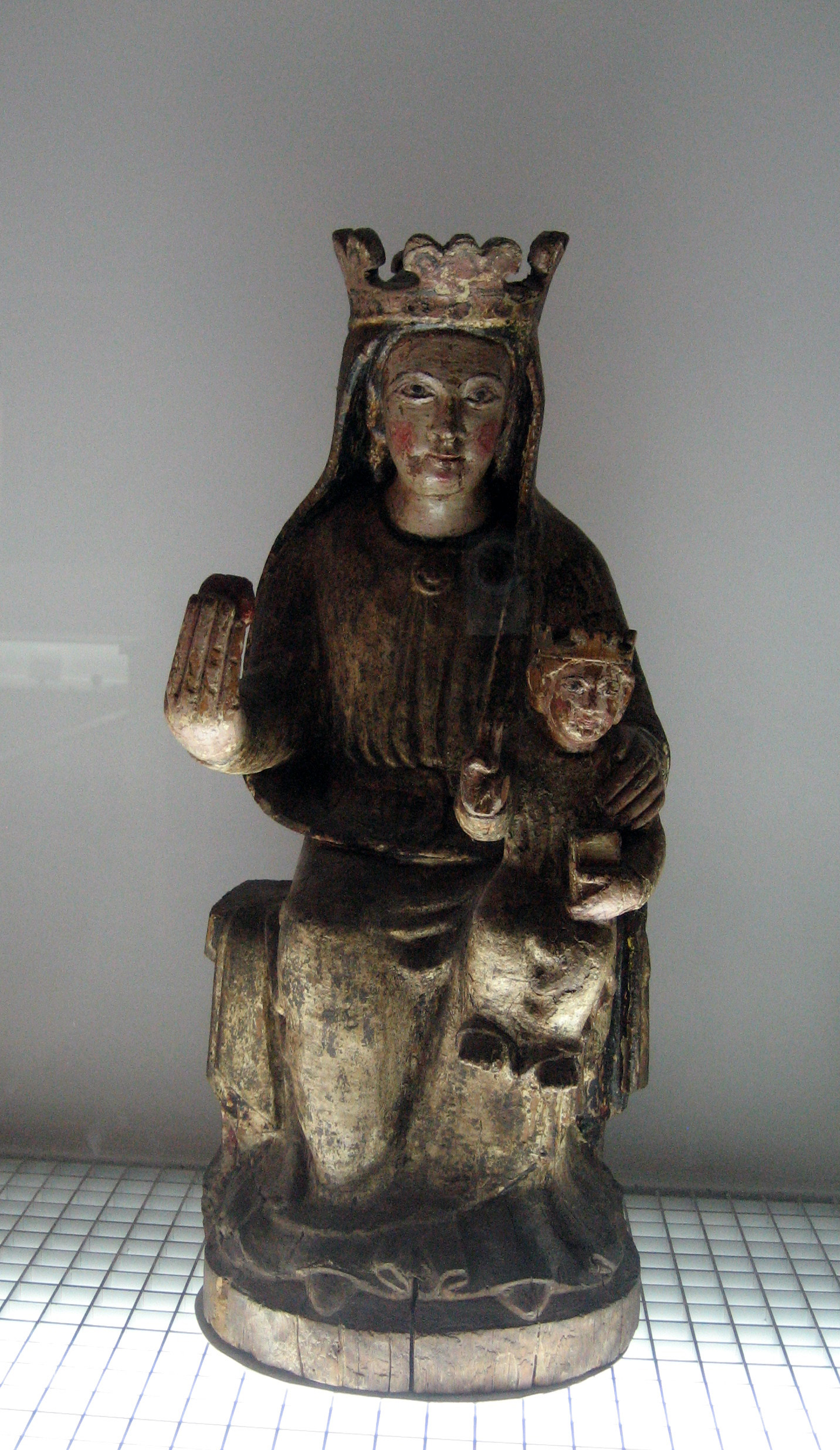
Mare de Déu de la Muntanya de Caregue amb l'Infant assegut sobre la cama esquerra i ambdós coronats. Museu Diocesà d'Urgell.

Els escultors del Rosselló van elaborar una gran sèrie d'imatges sedents durant la segona meitat del segle xii, entre les quals es troben la Mare de Déu de Cornellà de Conflent. A l'església de Saint-Nectaire es troba una Vierge à l'Enfant, en fusta policromada. Aquesta verge «Sedes Sapientiae» se la coneix amb el nom de Notre-Dame du Mont Cornadore, ella encarna el tron de la Saviesa eterna. Apareixen com a extensions d'aquestes imatges la gran quantitat de mares de Déu catalanes al voltant dels tallers de la Seu d'Urgell i Girona. Són de remarcar obres com la imatge de la Verge de Montserrat del monestir de Montserrat del segle xii, realitzada en fusta d'àlber i de faig, mesura 95 centímetres d'alçada i està policromada daurat, i la realitzada en pedra, la imatge de la Mare de Déu del Claustre de la catedral de Solsona, pel mestre Gilabert de Tolosa, amb gran virtuosisme i precisió dels detalls. La imatge mesura 105 cm d'alçada. Altres tipus d'imatges poden donar-se al nord d'Espanya, Borgonya, Itàlia, Suïssa i Alemanya, sobretot les Verges otonianas de Colònia, Hildesheim, Paderborn i Frankfurt, i d'altres als països escandinaus. Moltes d'aquestes obres es relacionen amb l'escultura monumental en pedra.

### Davallaments
Els grups de «davallaments», van ser realitzats per ocupar l'absis de les esglésies, en una distribució horitzontal. Segons la regió, Crist es presenta en diferents moments del davallament de la creu, en alguns encara hi està clavat, en altres només hi té la mà dreta o cap i el cos separat de la creu. A Itàlia es conserven sencers dos grups el de la catedral de Sant Llorenç a Volterra i el de la catedral de Tívoli.
|  |  |

Aquestes escultures pertanyen a un moment de gran floriment de la imatgeria que es va donar a Catalunya durant el segle xii i en són un dels conjunts escultòrics romànics més singulars i excel·lents. Més de la meitat d'aquestes obres es van executar a les zones pirinenques repartides entre els comtats de Pallars, Ribagorça i d'Urgell i moltes d'elles es deuen al patronatge i supervisió de la baronia d'Erill en els temps de sant Ramon, bisbe de Roda (1104–1126).
L'església de Santa Eulàlia d'Erill la Vall de la vall de Boí, va comptar en el seu origen amb un grup de talles policromades romàniques que representaven el tema del Davallament. Van ser descobertes i fetes conèixer el 1907. Les set figures representen a Crist, Josep d'Arimatea, Nicodem, els dos lladres Dimas i Gestes i Maria amb Joan el Baptista. Estan realitzades amb fusta d'àlber; les seves vestimentes corresponen al tradicional en aquests personatges. A l'interior del temple es troba una reproducció del grup escultòric mentre que les imatges originals són al Museu Episcopal de Vic i al Museu Nacional d'Art de Catalunya. Del davallament de Santa Maria de Taüll es conserven quatre imatges, el Crist, Maria, Nicodem i un dels lladres. A Durro conserven també el Nicodem d'un altre davallament.
|  |  |

Encara que no es coneix el nom dels escultors, per algun document s'ha pogut saber el procés d'algunes obres, com el Davallament del monestir de Sant Joan de les Abadesses, pel qual, un personatge anomenat Dulcet va adquirir la fusta de noguera i avet i va encarregar al canonge Ripoll Tarascó «la imatge del Salvador crucificat amb els lladres a més a més d'altres quatre figures», segurament encara que no va ser el seu autor el canonge va ser el que va realitzar la iconografia del grup escultòric.

## Arts sumptuàries
Les arts sumptuàries en peces de talla d'ivori, bronze o d'or (piques baptismals, recipients per al ritual de rentada de mans, arques i imatges per a les relíquies, objectes litúrgics), van estar amb freqüència decorats amb motius figuratius o ornamentals escultòrics i van ser encàrrecs de reis i bisbes que representen no solament el gust artístic de l'època, sinó per damunt de tot el poder dels comitents.
Als Països germànics no s'observa el mateix tipus d'evolució d'Espanya o França amb relació a l'escultura. Aquesta regió va tenir un més gran impacte en la producció de peces metàl·liques, especialment amb el taller de bronze de Hildesheim del segle xi, de tradició otònica. El bisbe Bernward, que va controlar aquesta producció va encunyar el nom d'un estil de peces relacionades amb les cerimònies litúrgiques. Per a l'església de Sant Miquel de Hildesheim es van realitzar, entre altres objectes, les portes de bronze i la pila baptismal. Els tallers més famosos a les regions del Mosa i del Rin van estar els de Renier de Huy, Godofred de Huy i Nicolas de Verdun.

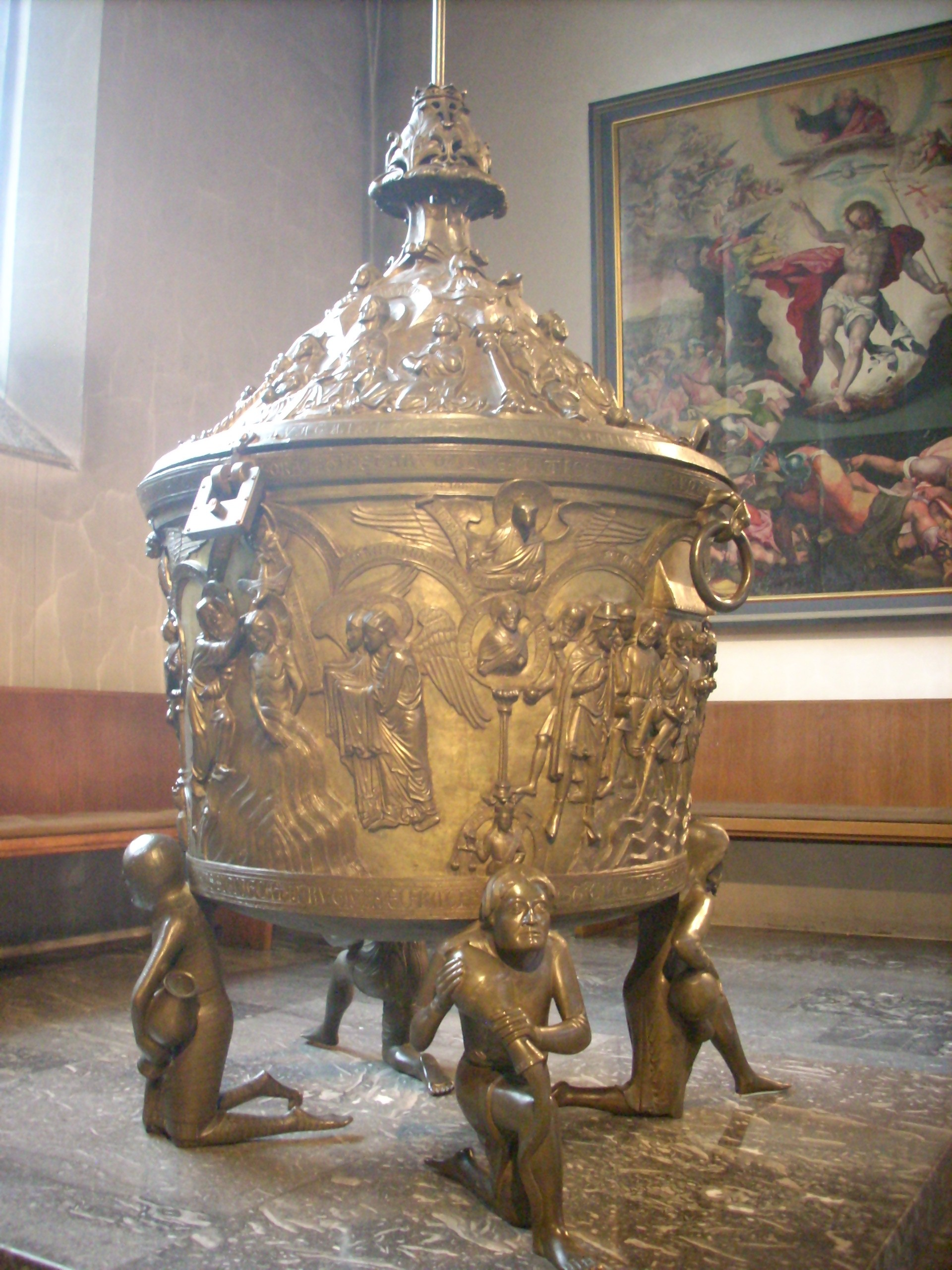
Pila baptismal de bronze circa 1230, església de Sant Miquel de Hildesheim
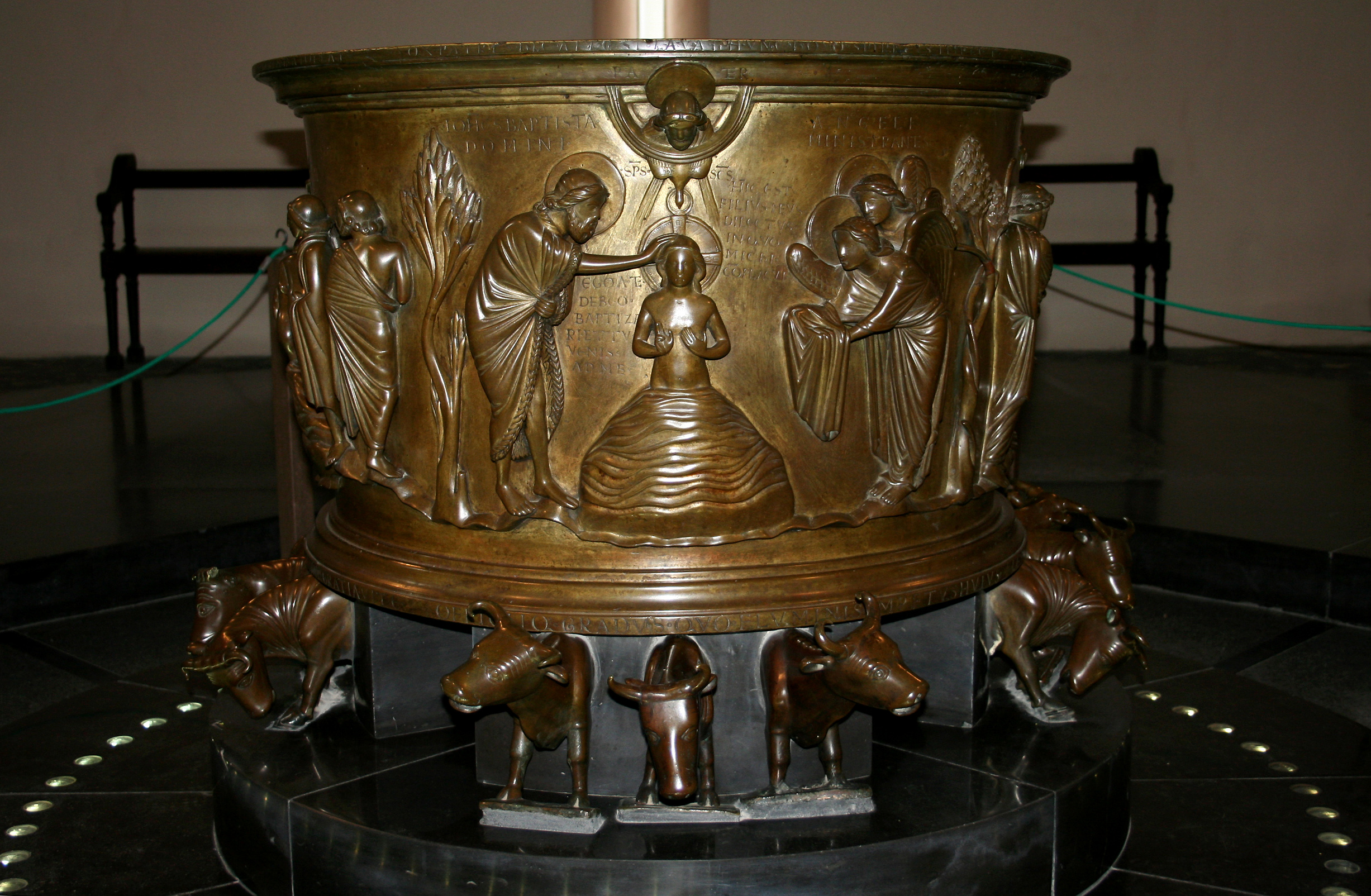
Pila baptismal per Renier de Huy a Sant Bartomeu de Lieja
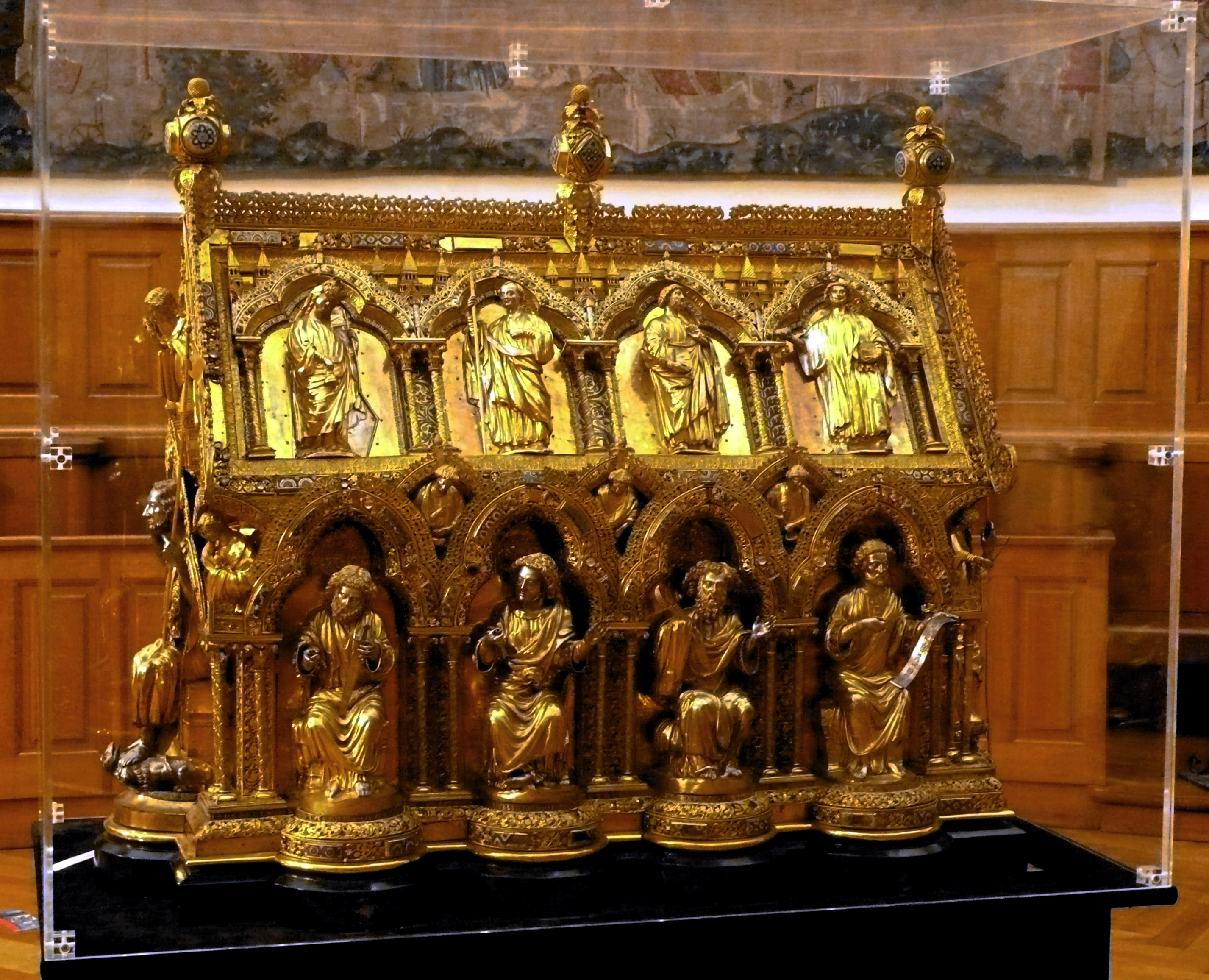
Arca reliquiari de Nicolas de Verdun, que es conserva a la catedral de Tournai

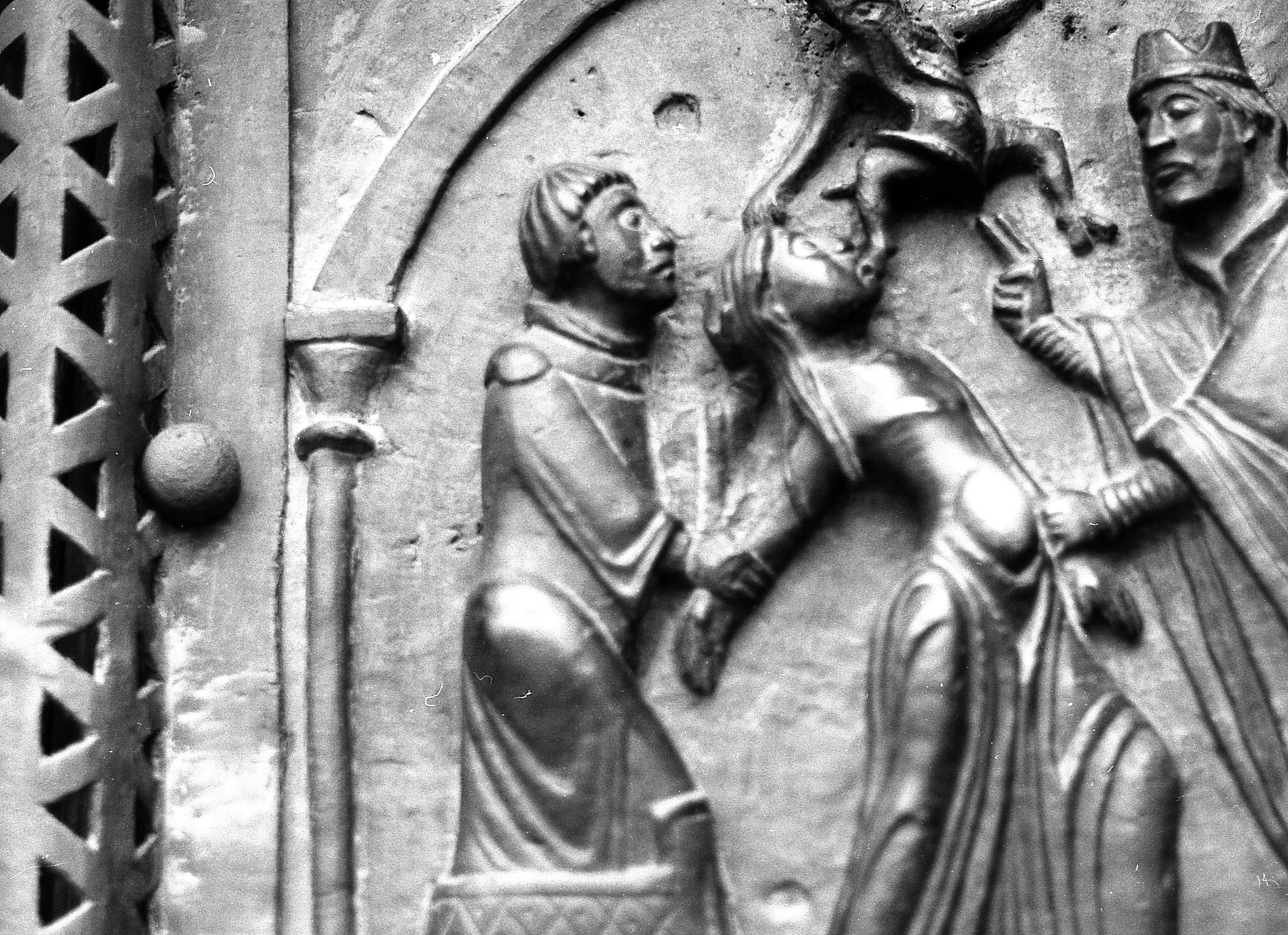
Detall d'una placa de bronze de la porta de Sant Zenó a Verona, que representa un episodi d'exorcisme. L'escena es desenvolupa sota un arc sostingut per dues columnes, aquest ús iconogràfic era comú sobre l'exorcisme: la dona, el cos de la qual és visible a través dels plecs de la roba, es gira en arc cap al sant, està amb el cap girat cap endarrere, mentre li surt per la boca un dimoni antropomorf, amb la barba llarga que acaba en tres puntes, amb banyes i cua llarga. Un personatge vestit amb una túnica, probablement un religiós, la subjecta de la mà dreta i amb l'esquerra sosté el cap girat a l'endimoniada. També el sant titular, subjecta el braç esquerre de la dona que pel que sembla està rígid, mentre la beneeix amb la seva mà dreta.

Una altra de les piles baptismals en bronze més cèlebres és la que es troba a Sant Bartomeu de Lieja encarregada per l'abat Hellinus (1107–1118) i realitzada per Renier de Huy, treballada en alt relleu amb gests i moviments naturalistes i plecs suaus a les seves vestimentes, amb un estil molt pròxim al clàssic. Aquest procés encaminat al naturalisme propi de la regió del Mosa es va anar estenent per les zones del nord de França i Anglaterra. Un altre artista de la mateixa regió Nicolas de Verdun, va realitzar a Klosterneuburg, a la vora de Viena, un púlpit el 1181 amb vint-i-una escenes de l'Antic i Nou Testament en esmalt (al segle xiv es va convertir en un retaule d'altar) i una arca reliquiari que es conserva a la catedral de Tournai.

### Portes de bronze
Les portes de bronze formen part d'una de les principals obres d'art de l'edat mitjana romànica. Eren obres ambicionades per tots els grans centres religiosos, es troben des de Venècia a Sicília, i als països del nord d'Europa. Les portes romanes d'Orient de Venècia, Salern i la Basílica de Sant Pau Extramurs a Roma estan realitzades amb incrustacions d'argent. El treball de  Barisano signat a les catedrals de Trani (portal central, c.1185), i Monreale (portal nord, c. 1190) i l'atribuïda de Ravello (1179), que es caracteritza per la presència de relleus obtinguts mitjançant l'acabat fred i aplicats sobre la base de fusta, mostren les influències àrabs i romanes d'Orient. Al nord d'Itàlia, els batents de la porta de Sant Zenó de Verona consten de plafons sobre fusta i van ser realitzades per diferents mestres en un estil clar romànic; presenten una iconografia centrada principalment en l'Antic i Nou Testament, però també s'inclouen temes apocalíptics i la història de sant Zenó.
Entre el patronatge del bisbe Bernward, van estar les portes de bronze per a l'església de Sant Miquel de Hildesheim decorades amb setze escenes de l'Antic i Nou Testament amb una alçada de 4,5 metres, va ser una de les millors obres de fosa de l'època, realitzades el 1015 i col·locades pel bisbe Godehardo, després de la defunció de Bernward el 1022.

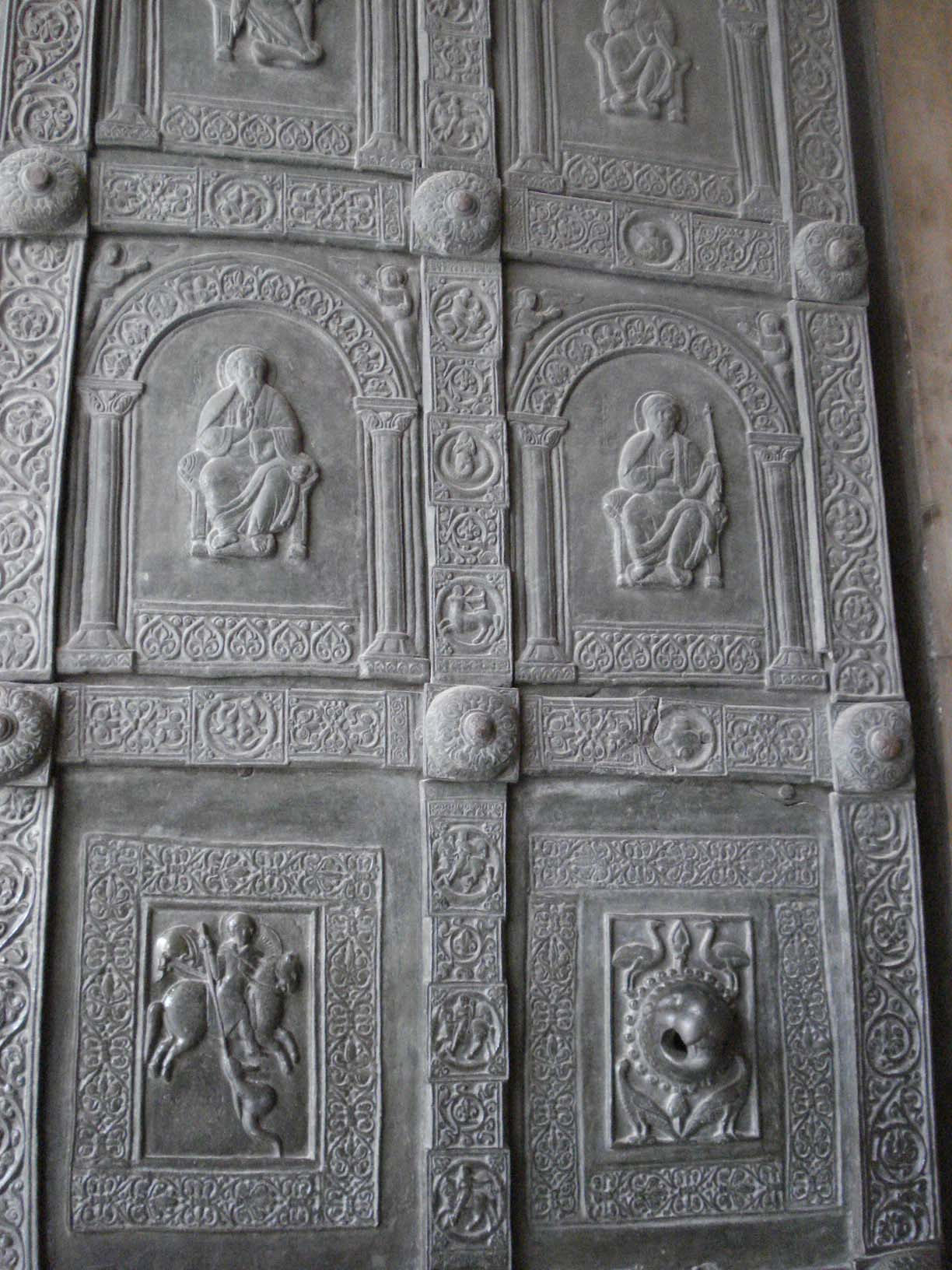
Detall de la Porta nord de la catedral de Monreale (c.1190) realitzada per l'artista Barisano de Trani, consta de vint-i-vuit plafons que representen quaranta-dues figures, però mostrant una més gran intenció escultòrica que en les seves anteriors portes.
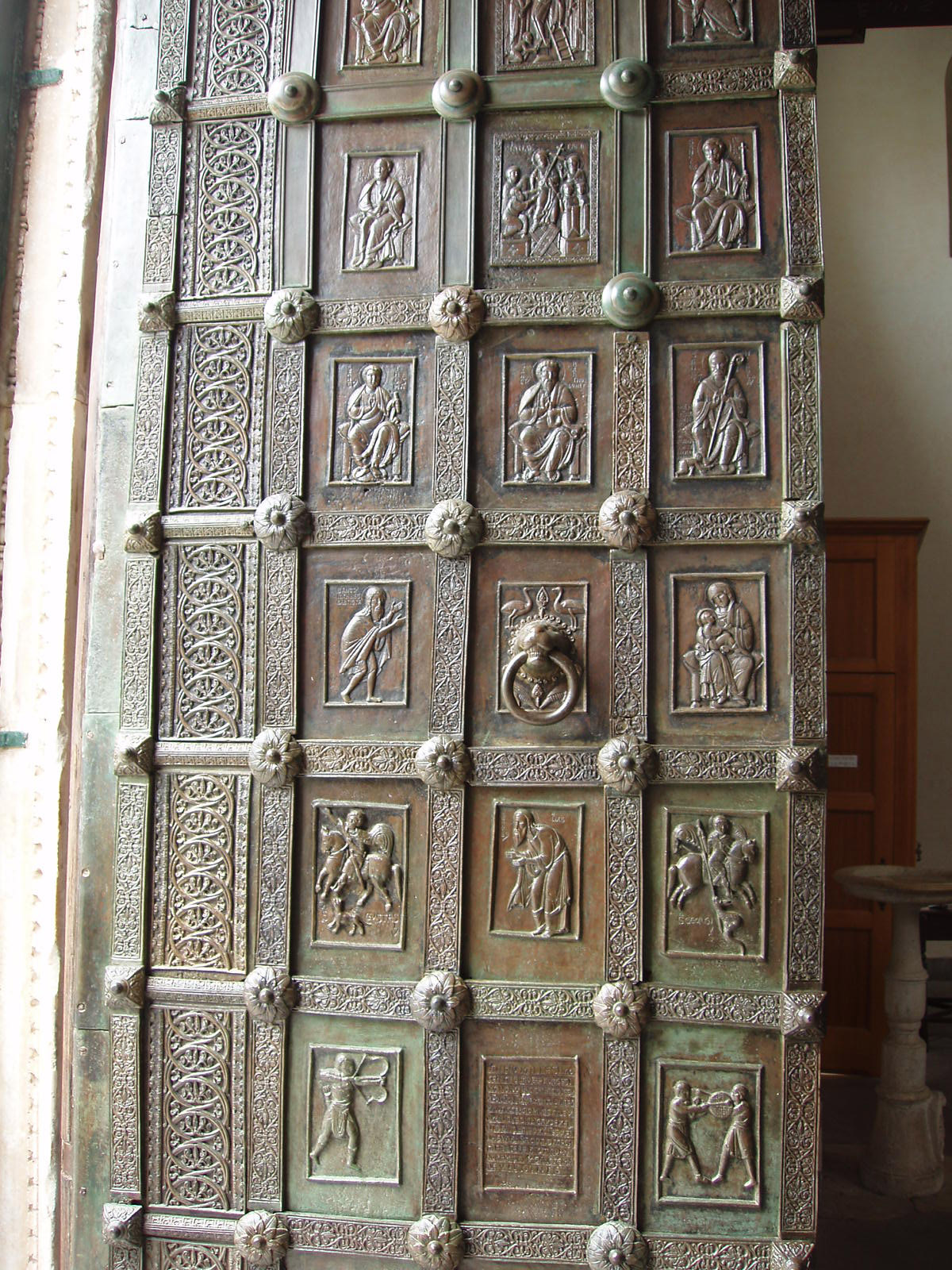
Porta de la catedral de Sant Pantaleó de Ravello (1179), encarregada per Sergio Muscettola. Al plafó central de la tercera fila del batent esquerre de la porta es troba una inscripció amb la data inclosa. Aquí es poden veure figures d'arquers i malabaristes que també es troben a la de Trani. Els marcs de partició dels plafons estan ricament decorats. Es troben escenes de l'Antic i del Nou Testament.
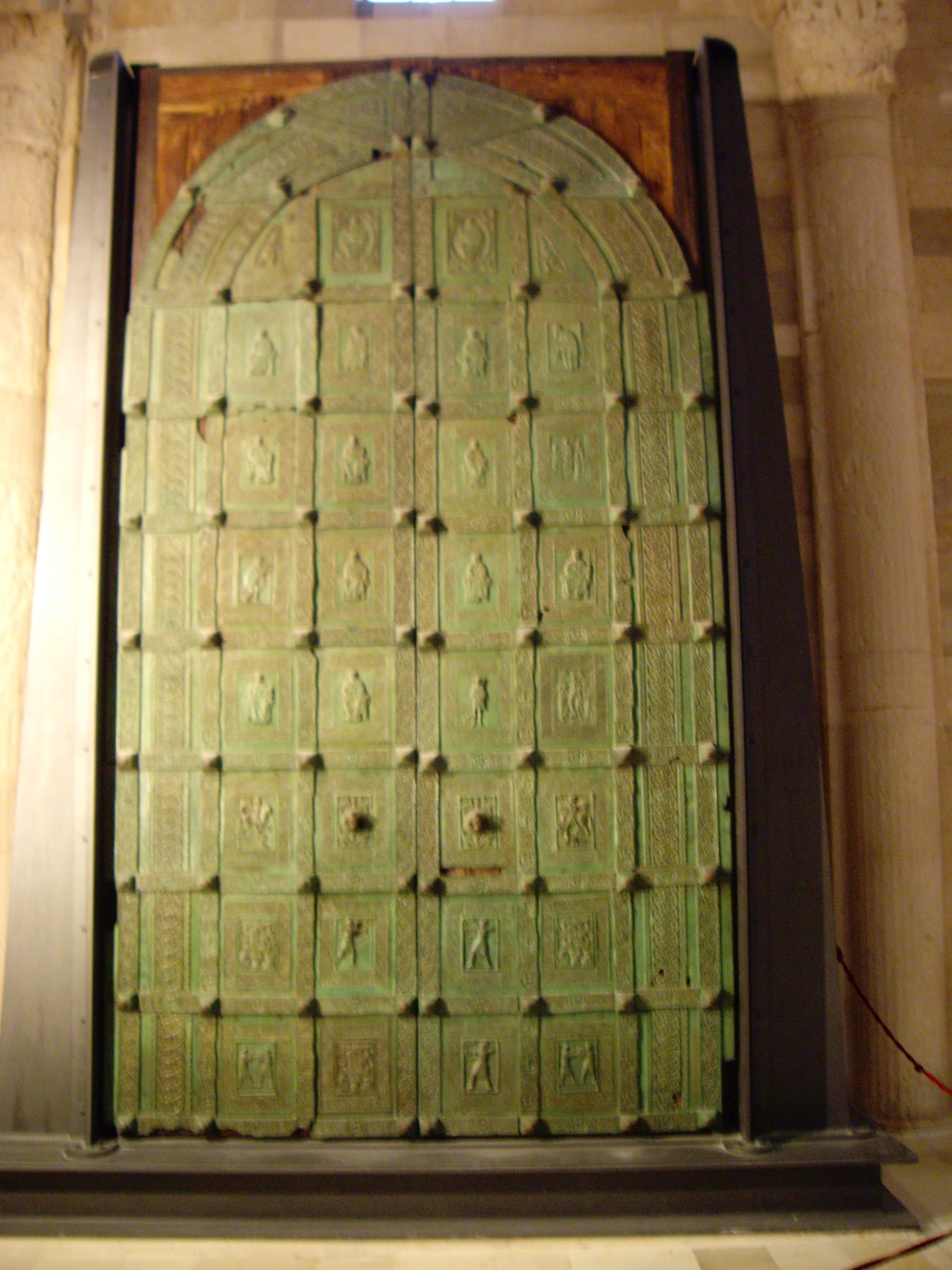
Porta de la catedral de Trani està caracteritzada per la lleugeresa del disseny, confirmada per la petita mida de les figures i la importància concedida als marcs dels trenta-dos plafons; vint estan realitzats amb figures de sants individuals com si fossin icones romanes d'Orient; apareixen dracs i lleons combinats amb iconografia religiosa de la Verge i dels Apòstols.

### Orfebreria escultòrica

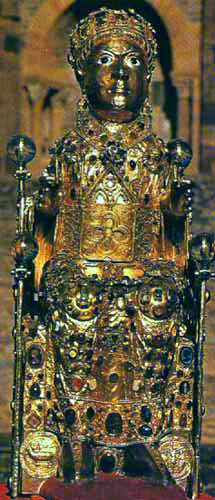
Estàtua reliquiari de santa Fe, d'or i d'argent daurat sobre ànima de fusta i amb incrustacions de pedres precioses.

L'àmbit artístic de l'orfebreria romànica va tenir un paper molt notable, no solament al naixement i desenvolupament de l'escultura monumental, sinó també a la formació d'artistes. La reputació dels orfebres va traspassar fronteres i les seves obres van ser utilitzades 
sovint com a models. Es deia de Godefroid de Huy que: «…no tenia igual en el camp de l'orfebreria, que en diverses regions, havia fet molts reliquiaris i objectes per a reis.»

El repussat va ser una de les tècniques que més van emprar els orfebres, ja que era la tècnica que millor anava per emprar sobre una base de fusta per a reliquiaris i petits retaules. El treball de bust-reliquiari sens dubte va fer un gran impacte en el floriment de l'escultura romànica. Al Llibre dels Miracles de Saint Foy, escrit cap a 1014 per Bernard, mestre de l'escola episcopal d'Angers, hi ha un magnífic testimoni:
| «                                   | Un venerable i antic costum existeix tant a les terres d'Auverge, Rodez i Tolosa de Llenguadoc, i a les regions veïnes. Cada districte erigeix una estàtua al seu sant, d'or, argent o un altre metall, segons els seus mitjans, a l'interior de la qual es troba el cap del sant o alguna altra part del seu cos venerable... Finalment, el tercer dia, vàrem arribar a prop de Santa Fe de Conques. Va succeir, sortosament i per casualitat, que quan vàrem entrar al monestir, en un lloc apartat estava obert on es guarda la venerada imatge. Quan vàrem arribar a la seva vista, estàvem tan atapeïts a causa del gran nombre de fidels prostrats, que nosaltres mateixos no vàrem poder inclinar-nos... i jo em vaig quedar de peu per mirar la imatge. | » |
| — Llibre dels Miracles de Saint Foy | |   |

### Talla en ivori

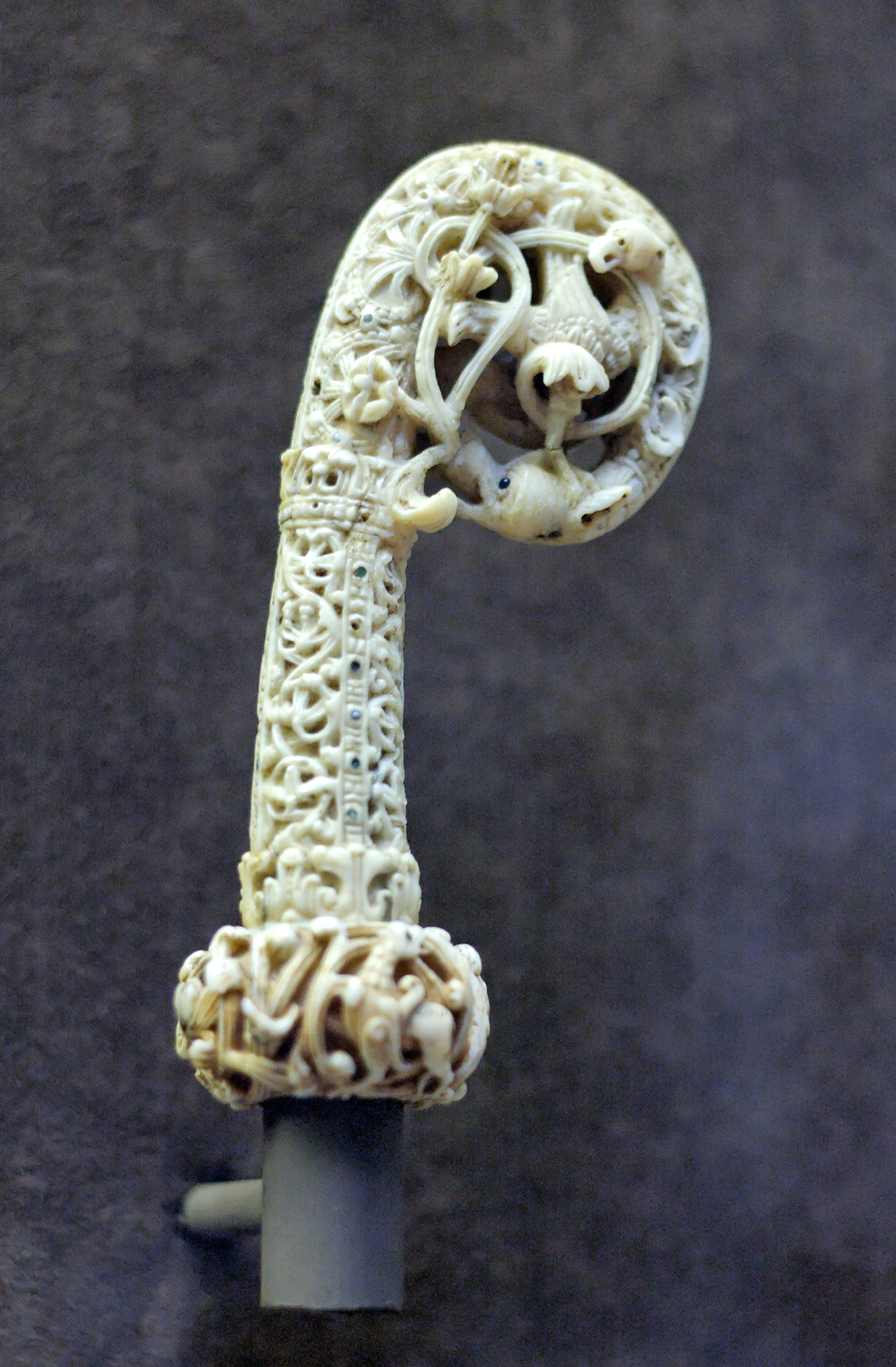
Bàcul pastoral de bisbe en ivori de morsa (1120-1130) Anglaterra.
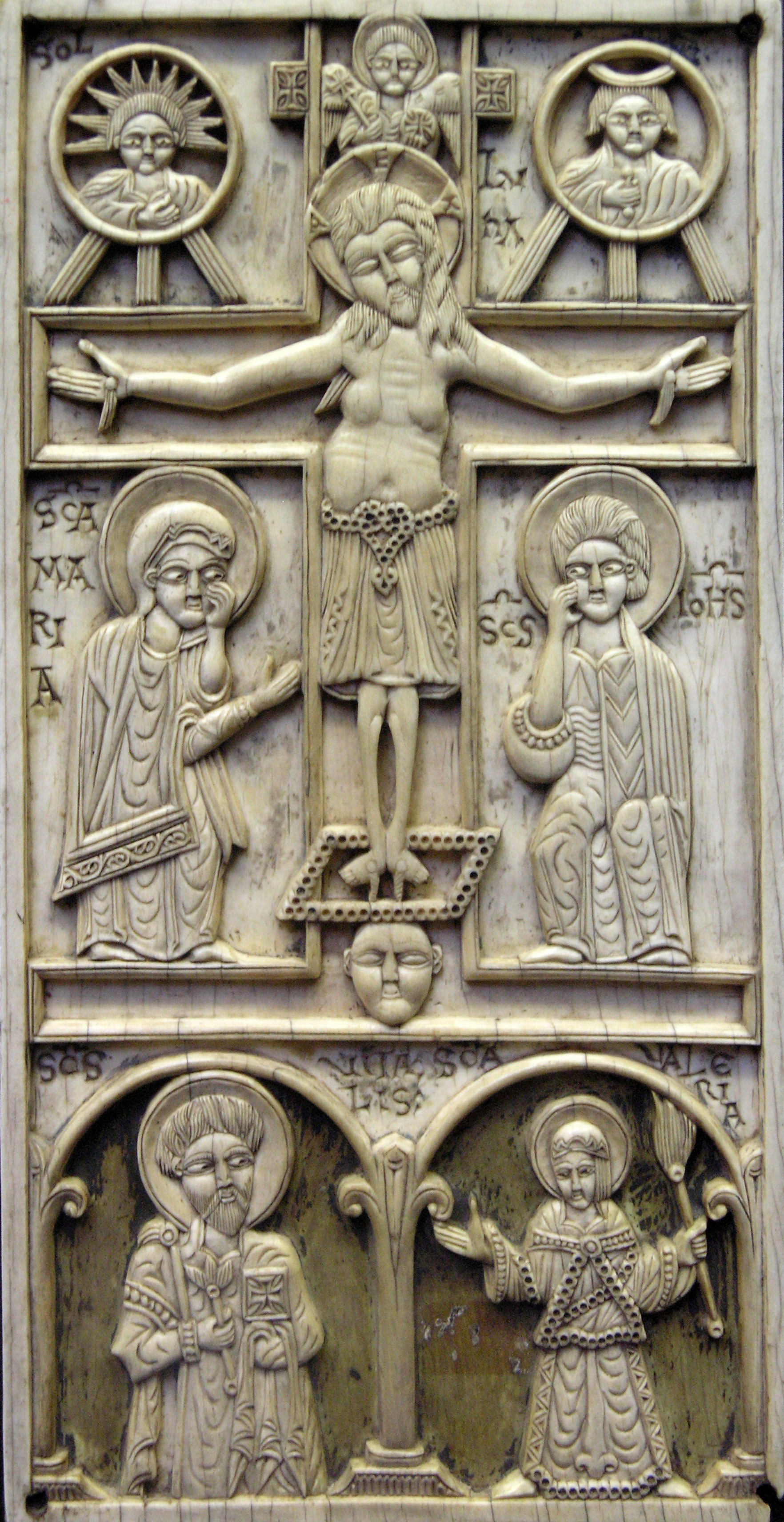
Placa en relleu de marfil (segles xii-xiii) procedent de Venecia.
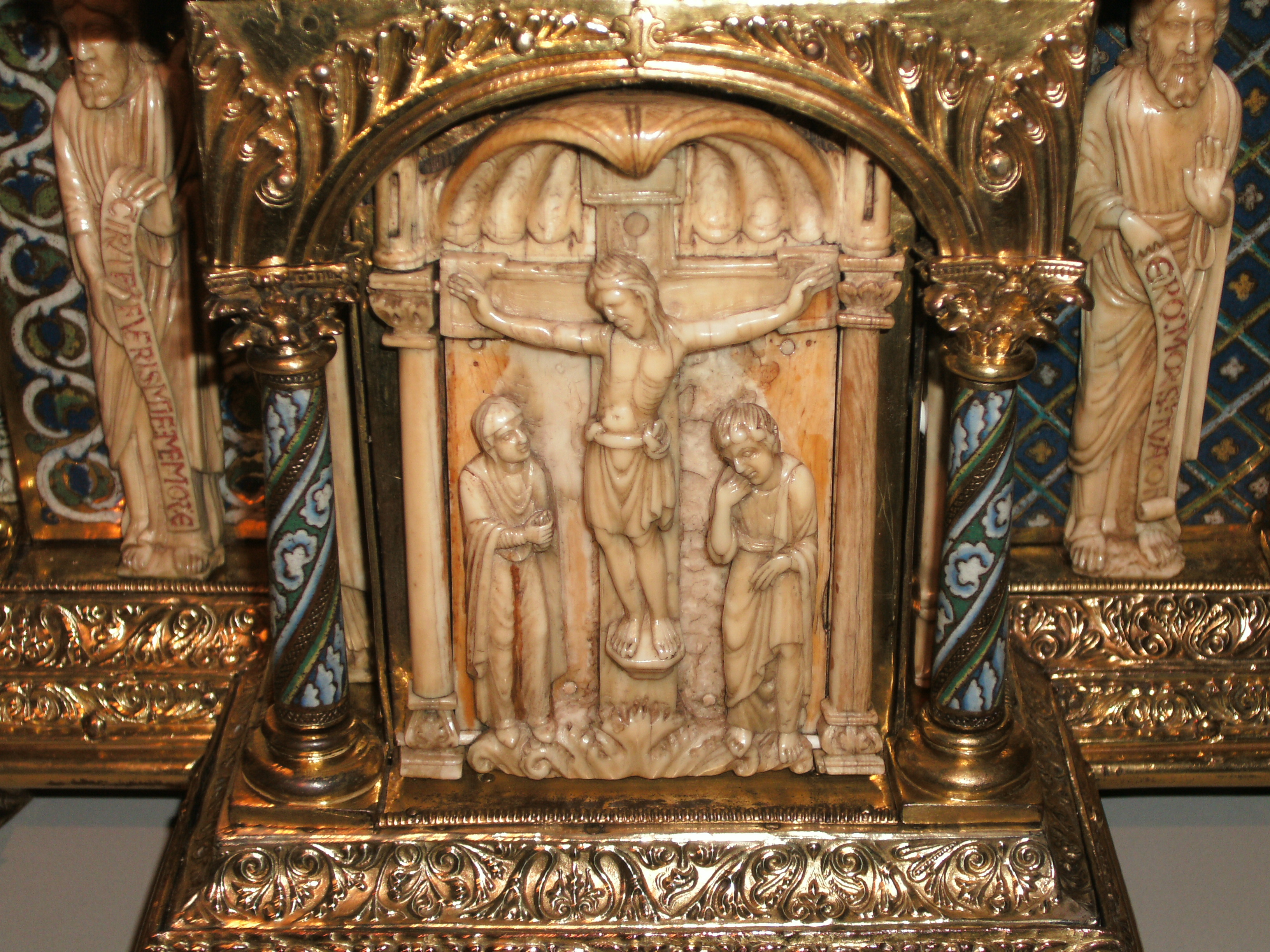
Tabernacle (c.1180) de bronze, esmalt i ivori de la zona del Baix Rin (Alemanya).

L'art específic de tallar l'ivori va tenir un gran desenvolupament en l'època romànica, especialment a les zones d'influència carolíngia, mostraven per damunt de tot el poder dels qui encarregaven les obres, principalment en grans monestirs o per encàrrecs de poderosos personatges. 

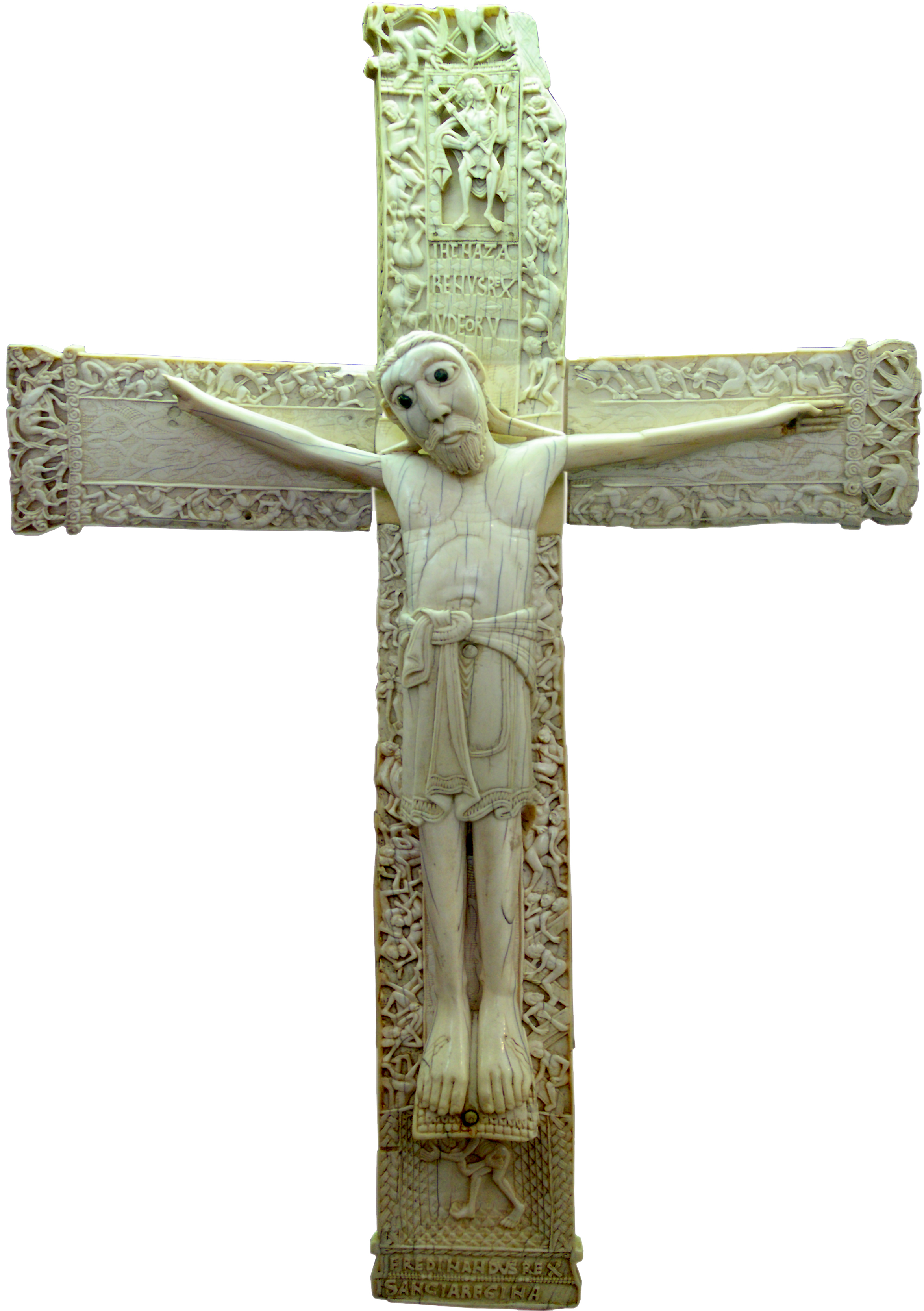
Anvers del Crucifix de don Fernando y doña Sancha al Museu Arqueològic Nacional d'Espanya a Madrid.

Al tractat De diversis artibus (c.1100) es troba la descripció d'eines de taller: «Les llimes es fan també d'acer pur: n'hi ha grans, mitjanes, de quatre cares, de tres cares i rodones», així com del procés de la talla d'os: «Per tallar l'os desbasti's primer un tros d'aquest material de la mida desitjada i cobreixi's de guix; dibuixin-se després les figures amb mini tal com es desitgi d'obtenir-les més tard, de manera que siguin clarament visibles, després, amb diferents cisells, rebaixi's el fons amb la profunditat que s'estimi…»
Quan un bisbe o un abat d'un monestir viatjaven normalment portaven amb ells un altar portàtil i dels objectes d'un altar, un dels més importants era el Crucifix que acostumava a ser de metall o ivori. Es conserven uns exemplars de gran qualitat com el que es trobava a l'abadia de Bury Saint Edmunds a Anglaterra i avui dia conservat al Museu Metropolità de Nova York.
A la península Ibèrica des del segle xi hi va haver un gran taller de talla en ivori i orfebreria al monestir de Sant Isidor de Lleó, estant una gran mostra d'això el Crucifix de don Fernando y doña Sancha datat prop de l'any 1063. Es creu que va ser el primer a l'edat mitjana Hispànica amb la representació de la imatge de Crist, ja que era costum que les creu] ja fossin de materials nobles, com d'or o ivori o simplement de fusta, estiguessin realitzades sense imatges. La imatge del Crist està tallada en ivori i és de ple volum i representat viu, amb el cap lleugerament inclinat cap a la dreta de cara ovalada, on ressalten els grans ulls oberts amb les pupil·les incrustades amb pedra d'atzabeja. Presenta una barba i bigoti amb els cabells ondulats i amb els peus traspassats per un clau individual cadascun. A la part posterior del cos, com era comú, té un buit per usar-lo com a reliquiari.

## Escultors

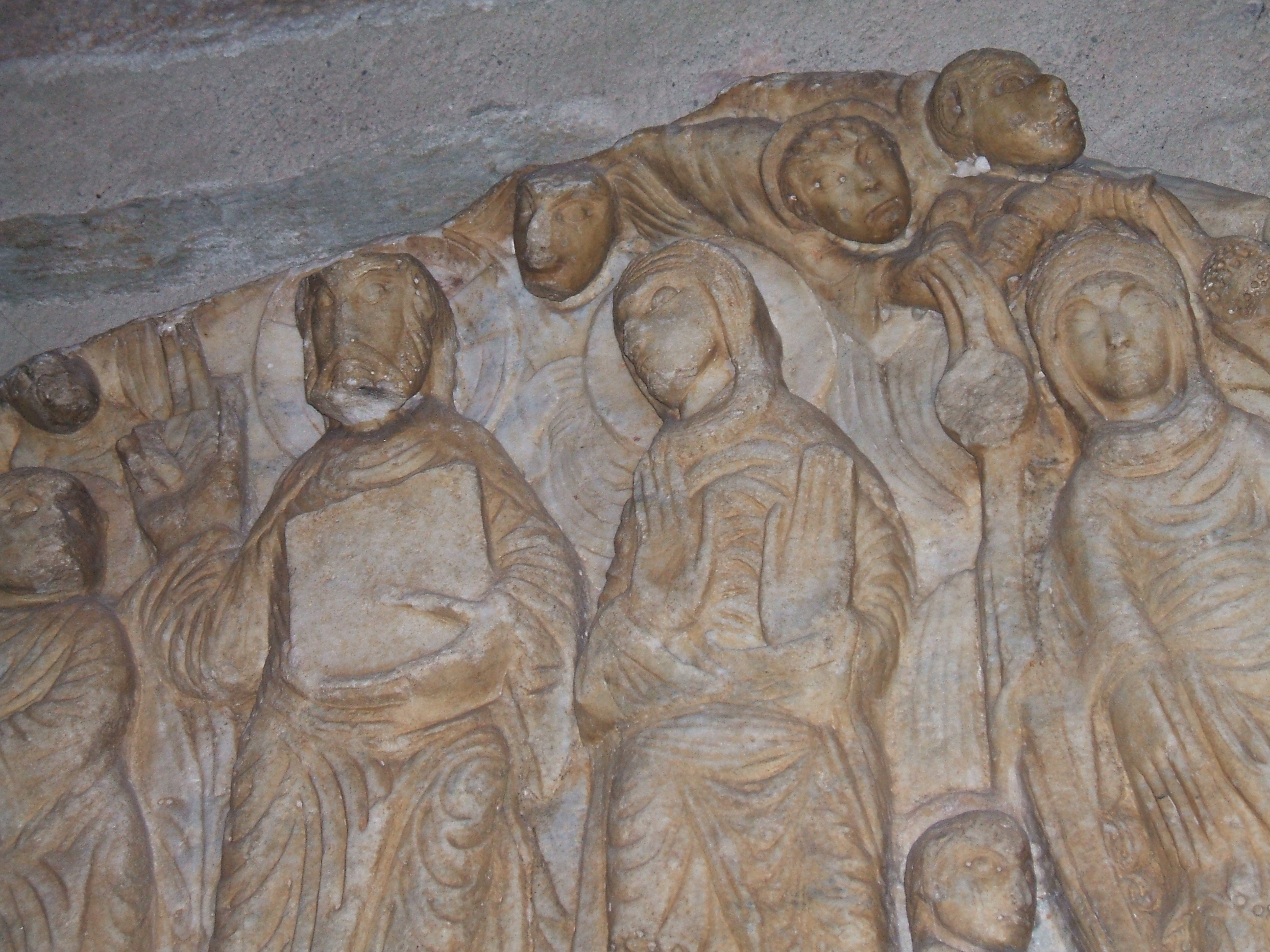
Detall del Timpà de Cabestany realitzat pel mestre de Cabestany

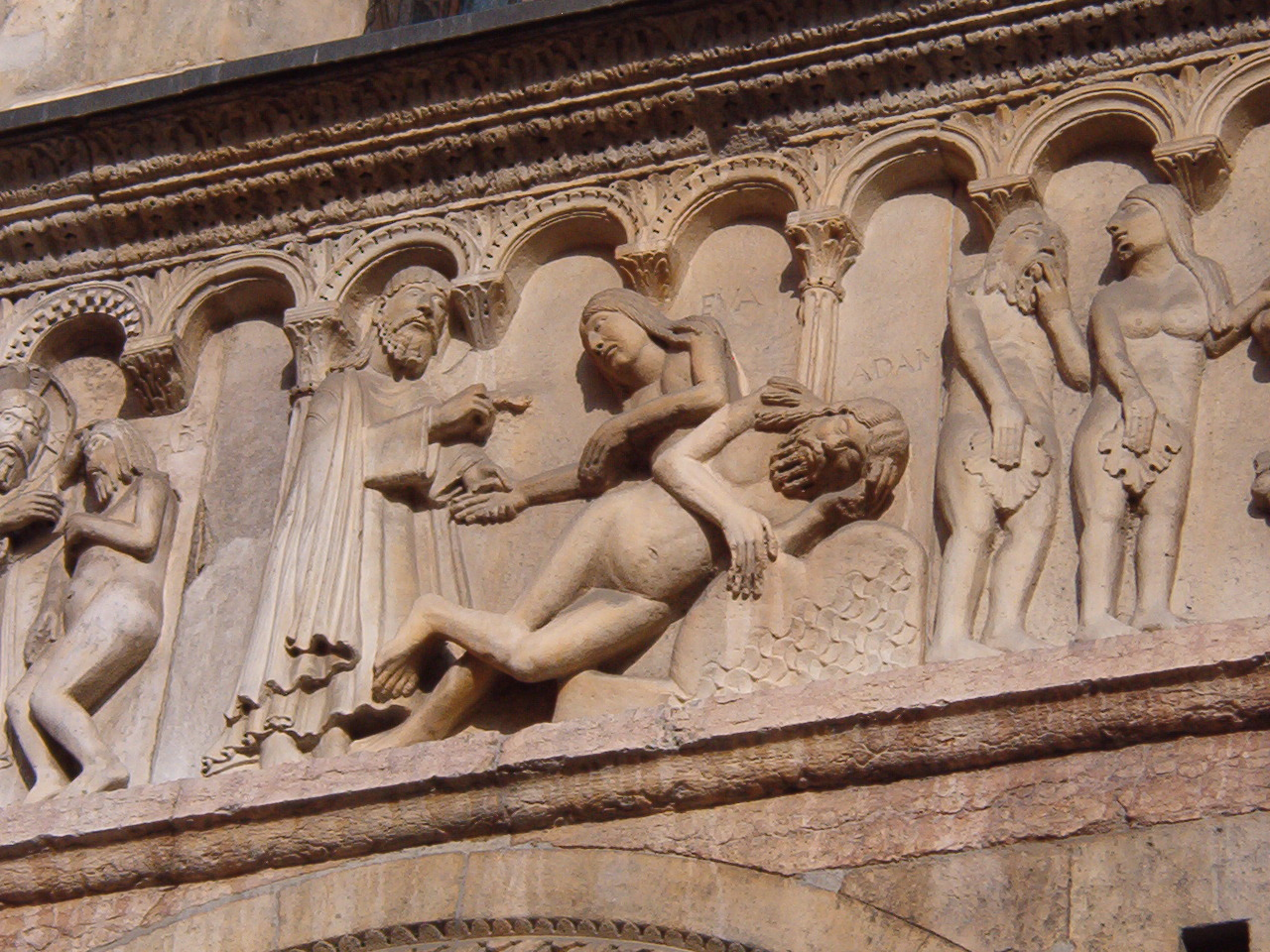
Detall de la Creació d'Eva a la catedral de Mòdena per Wiligelmo de Mòdena (1099)

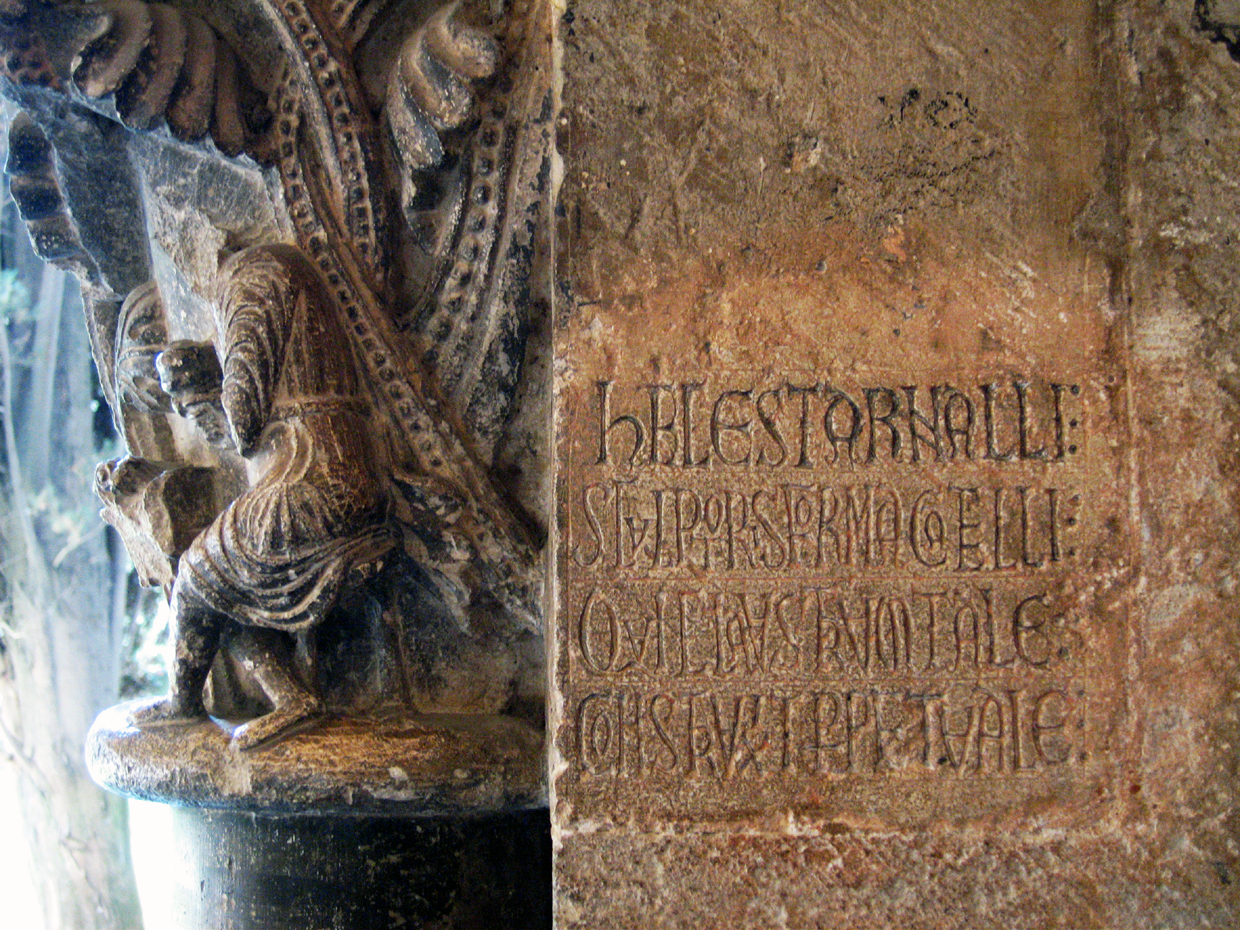
Capitell al monestir de Sant Cugat amb un autoretrat i una inscripció d'Arnau Cadell (c.1190)

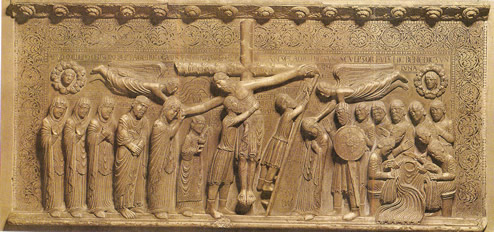
Davallament de la Creu a la catedral de Parma per Benedetto Antelami (1178)

Al nord d'Itàlia hi va haver una expansió durant l'anomenat romànic llombard executat pels magistri comacini, aquests escultors es traslladaven en grup amb gran facilitat i es troben obres documentades als Alps, el Laci, Alemanya, Dinamarca i Suècia, a començaments del segle xi van treballar per tot el territori català, principalment sota el patrocinador abat Oliba. Les seves mostres d'escultura són la majoria amb una decoració a base de figures zoomorfes, d'animals, grius i vegetals i la de figures humanes són rares i amb un aspecte poc realista. Fernando Galtier Martí de la Universitat de Saragossa ha realitzat un estudi (2008), on explica el desenvolupament del treball dels mestres comacini, comparant la gran semblança entre els campanars de les esglésies d'aquesta època del Laci i les construïdes a Catalunya. Un exemple de com els escultors treballaven en diversos territoris es va donar en el taller itinerant de l'anomenat Mestre de Cabestany, actiu al segle xii, que des de la seva regió, el Rosselló, va viatjar i va deixar les seves obres pel Llenguadoc, Catalunya, Navarra i Itàlia.
Una de les escoles escultòriques més exuberants va ser la localitzada a la regió occidental de França en les regions Poitou, Saintonge i Angoumois i també en algunes províncies més del voltant, la decoració amb escultures la van realitzar en capitells de columnes als pòrtics i frisos, i a les arquivoltes tallades a les dovelles radials amb elements repetitius com l'església de Notre Dame la Gran de Poitiers, aquest mètode va ser seguit per mestres d'Espanya i Anglaterra.

En general els artistes romànics van romandre a l'anonimat, però alguns d'ells van deixar la seva signatura o es troba (en casos més aïllats) documents amb el seu nom com en uns versos a Mòdena, que diuen el nom de l'escultor Wiligelmo de Mòdena (c.1099) autor dels relleus de la catedral:
| « | Així com tu ets digne d'honor entre els escultors / així ara brilla la teva escultura, oh Willigelmo. | » |

Altres vegades el mateix artista es representa treballant, com ho va fer Arnau Cadell en un capitell del claustre del monestir de Sant Cugat: Hec Est Arnalli sculptoris forma catelli qui claustrum tale construxit perpetuale (Aquesta és la imatge de l'escultor Arnau Cadell que va construir aquest claustre per a la posteritat). A la portalada de l'església de Santa Maria la Real de la població de Zangoza, en una estàtua-columna que representa la Mare de Dèu amb un llibre obert a les seves mans mostra aquesta inscripció: Leodegarius me fecit (Leodegarius em va fer). Així també en un altre capitell de la col·legiata de Saint-Pierre en Chauvigny (Vienne) apareix: Godfridus me fecit, o a la portalada de l'església de Revilla de Santullán a Palència junt amb la representació de l'escultor treballant es llegeix: Micaelis me fecit. Ramon de Bianya va signar a dos sepulcres del claustre d'Elna al Rosselló amb: R. de Bia, me fecit, l'obra d'aquest escultor està relacionada estilísticament amb la de l'escultor italià Benedetto Antelami autor del Davallament de la Creu de la Catedral de Parma on va fer la inscripció: El 1178, l'escultor va executar aquest treball al segon mes, aquest escultor Benedetto Antelami. Queda constància d'un altre escultor romànic que va treballar a la catedral de Santiago de Compostel·la, a Sant Isidor de Lleó, i a la catedral de Pamplona:
| « | ... consta que l'any 1101 va passar a treballar a la catedral de Pamplona, Esteban, mestre de la catedral de Santiago, que allà va ser ple d'honors i va fer escola, tan derivada de l'escultura de la citada Puerta de Platerías que la identificació entre Esteban, el «Maestro de Platerías» i el segon mestre de San Isidoro sembla segura. | » |

Els mestres acostumaven a rebre una retribució en metàl·lic afegint la manutenció: «al refetor, igual que qualsevol monjo» i béns en espècies. Se sap que el maestro Esteban va rebre per part del bisbe de Pamplona casa, amb terres i vinya a qui a més a més se'l va donar: «seixanta mesures de blat, vi i ordi perquè els agricultors que treballin durant la teva vida aquelles terres ho lliurin a casa teva cada any».

## Comitents

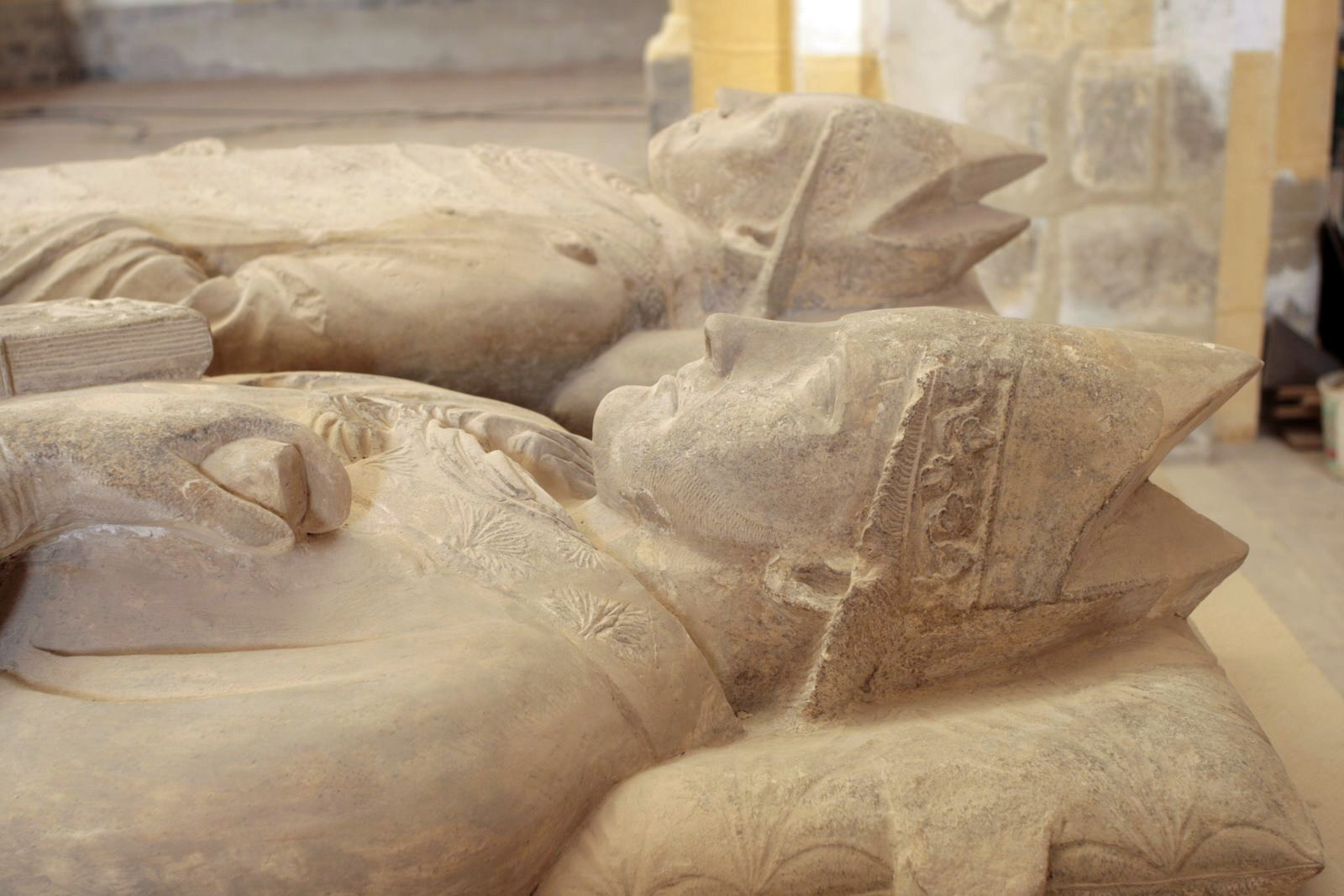
Els abats Odiló i Maiol fundadors de l'abadia de Cluny

La glòria de la realització de les obres durant el romànic no només era per al artifex practicus sinó per al artifex theoricus (mecenes), normalment l'abat d'un monestir, bisbe, reis o senyors de la noblesa eren les persones que encarregaven i pagaven la realització d'obres d'art des de grans construccions a ofrenes de peces litúrgiques, es troben anomenats a inscripcions, documents i cròniques, per exemple l'abat Odiló que va ser comparat amb l'emperador August per «convertir de ligni a marmori» el claustre de la gran Abadia de Cluny al segle xii; segons va dir Henri Focillon: «…els monjos cluniacencs van ser els propagadors d'aquest moviment al Llenguadoc, a la Borgonya, a l'Illa de França i a Espanya».

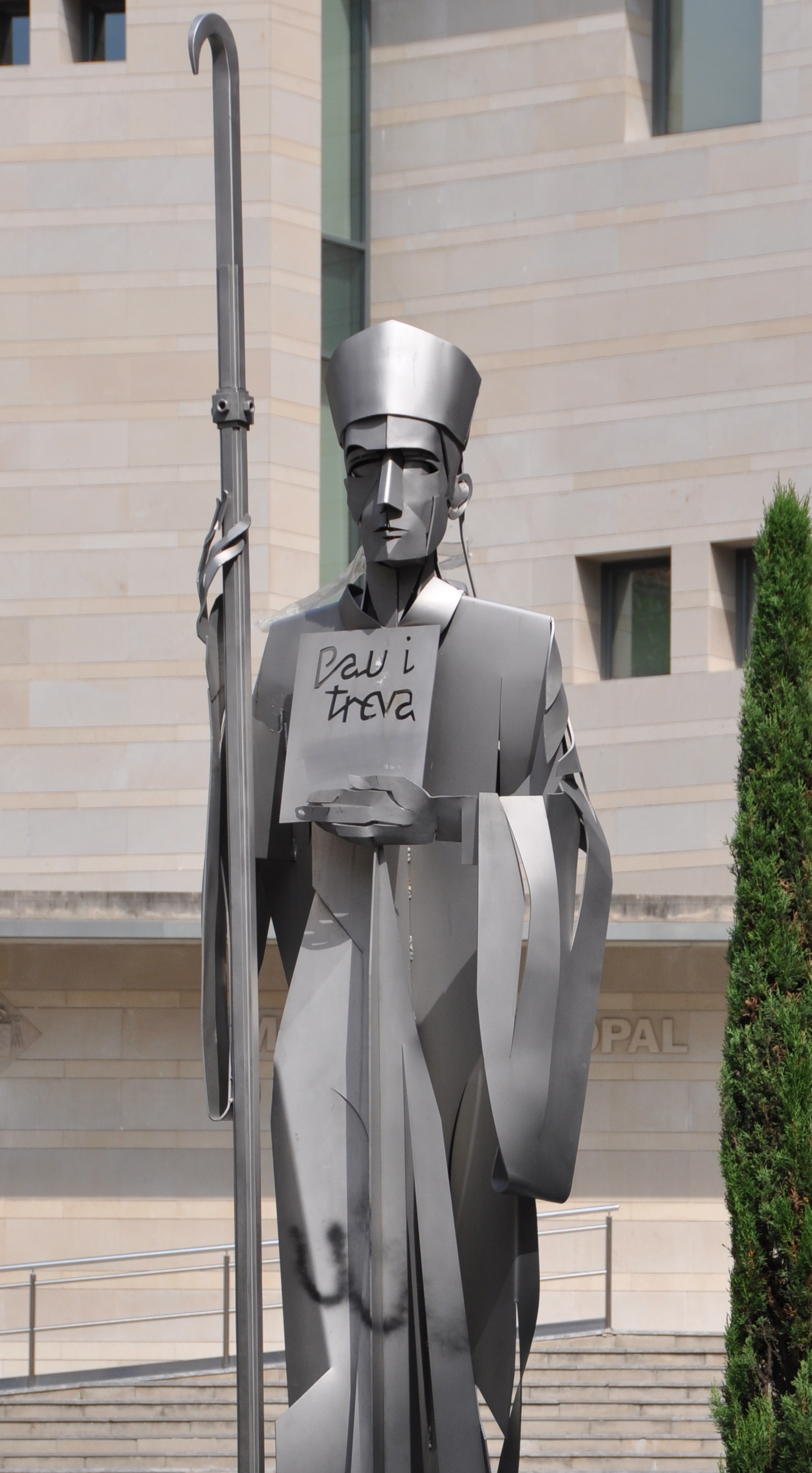
L'abat Oliba gran comitent romànic

Gran fama de constructor va tenir l'abat Oliba de Ripoll i bisbe de Vic, l'arquebisbe Gelmírez va ser un exemple de promoció eclesiàstica a la part occidental de Galícia amb la construcció de prop de seixanta esglésies i la quasi finalització de les obres de la catedral compostel·lana.

La comtessa Ermessenda de Carcassona va ser una comitent que va contribuir a la construcció de la catedral de Girona i diversos monestirs. El rei Ferran I de Lleó i la seva esposa Sança I de Lleó van ser exemple de mecenes a principi del segle x, entre les seves obres destaquen l'edifici amb la seva escultura de la basílica de San Isidoro de Lleó. A més a més de la glòria terrenal que això els reportava, la pretensió dels comitents era assegurar-se el Paradís. A l'abat Oliba va acudir el vescomte català Bermon per refer el patrimoni de Sant Vicenç de Cardona i que augmentés la comunitat de canonges, perquè segons confessa el vescomte en el seu testament: «…ser molt difícil estar exempt de culpa qui s'hagi sublimat per riqueses o pel poder secular…». També el bisbe Bernward de Hildesheim va redactar en el seu testament sobre la creació de temples romànics:
| « | ... He reflexionat durant molt de temps amb quina construcció meritòria o mitjançant quina suma de diners jo podria guanyar la gràcia de Déu. Vaig començar a construir una nova església i així he vetllat per la santa cristiandat i he complert la meva promesa d'honrar i lloar el nom de Déu... | » |